# Basílica de San Antonio de Padua
La Basílica Pontificia Menor de San Antonio de Padua (en italiano: Pontificia Basilica Minore di Sant'Antonio di Padova) es una gran iglesia italiana, construida entre los años 1238 y 1310, que es uno de los principales lugares de culto católicos de la ciudad de Padua, en la región del Véneto.
Conocida por los paduanos simplemente como il Santo [el Santo], es una de las iglesias más grandes del mundo visitada anualmente por más de 6.5 millones de peregrinos, lo que la convierte en uno de los santuarios más venerados del mundo cristiano. Sin embargo, no es la catedral de la ciudad, un título que pertenece al Duomo. En ella se custodian las reliquias de san Antonio de Padua y su tumba.
La piazza del Santo, situada delante de la basílica, alberga el monumento ecuestre a Gattamelata de Donatello. Fundia en bronce en 1453, fue la primera estatua ecuestre realizada en Italia desde la época romana. Donatello también realizó las esculturas de bronce (Crocifisso della basilica del Santo, estatuas y azulejos de varios tamaños) que Camillo Boito colocó en el altar mayor que el propio Boito diseñó.
Tiene la dignidad de una basílica pontificia. Con los Pactos de Letrán, la propiedad y administración del complejo antoniano se cedió a la Santa Sede, mientras permanecía territorialmente como parte del estado italiano. El actual delegado pontificio es el arzobispo Diego Giovanni Ravelli. El gobierno pastoral y la gestión administrativa de la basílica de San Antonio se rigen por la constitución apostólica Memorias Sanctorum del papa Juan Pablo II el 12 de junio de 1993, que define las tareas y las relaciones entre la delegación pontificia, los frailes franciscanos y la Veneranda Arca di Sant'Antonio, que desde 1396 ha actuado continuamente como un consejo de fábrica (fabbriceria) del complejo antoniano (las medidas de la basílica están disponibles en la página "misure dell'interno").
La basílica está dirigida por los franciscanos de la Orden de Frailes Menores Conventuales.
En 2021, los frescos de la basílica fueron declarados Patrimonio de la Humanidad como parte del grupo de ocho bienes inscritos como Series de frescos del siglo XIV en Padua (ref. 1623-003).

## Historia

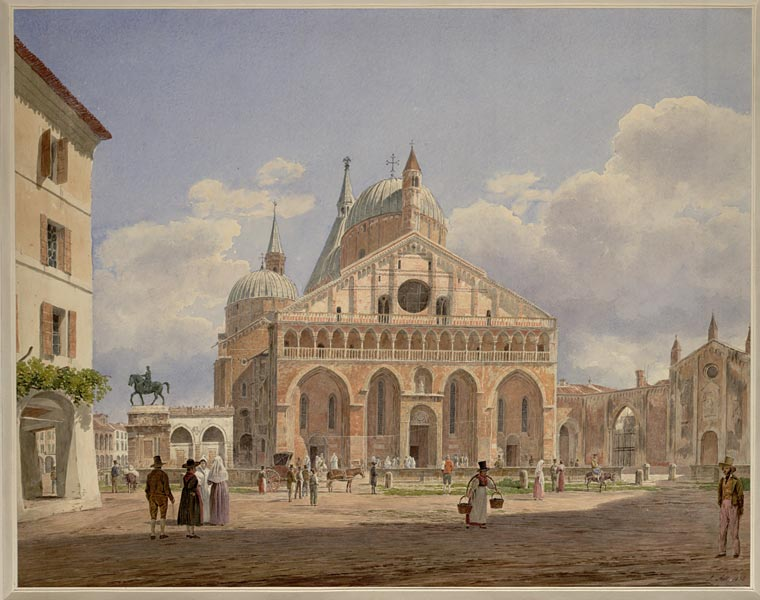
La basílica representada en 1838 por Rudolf von Alt

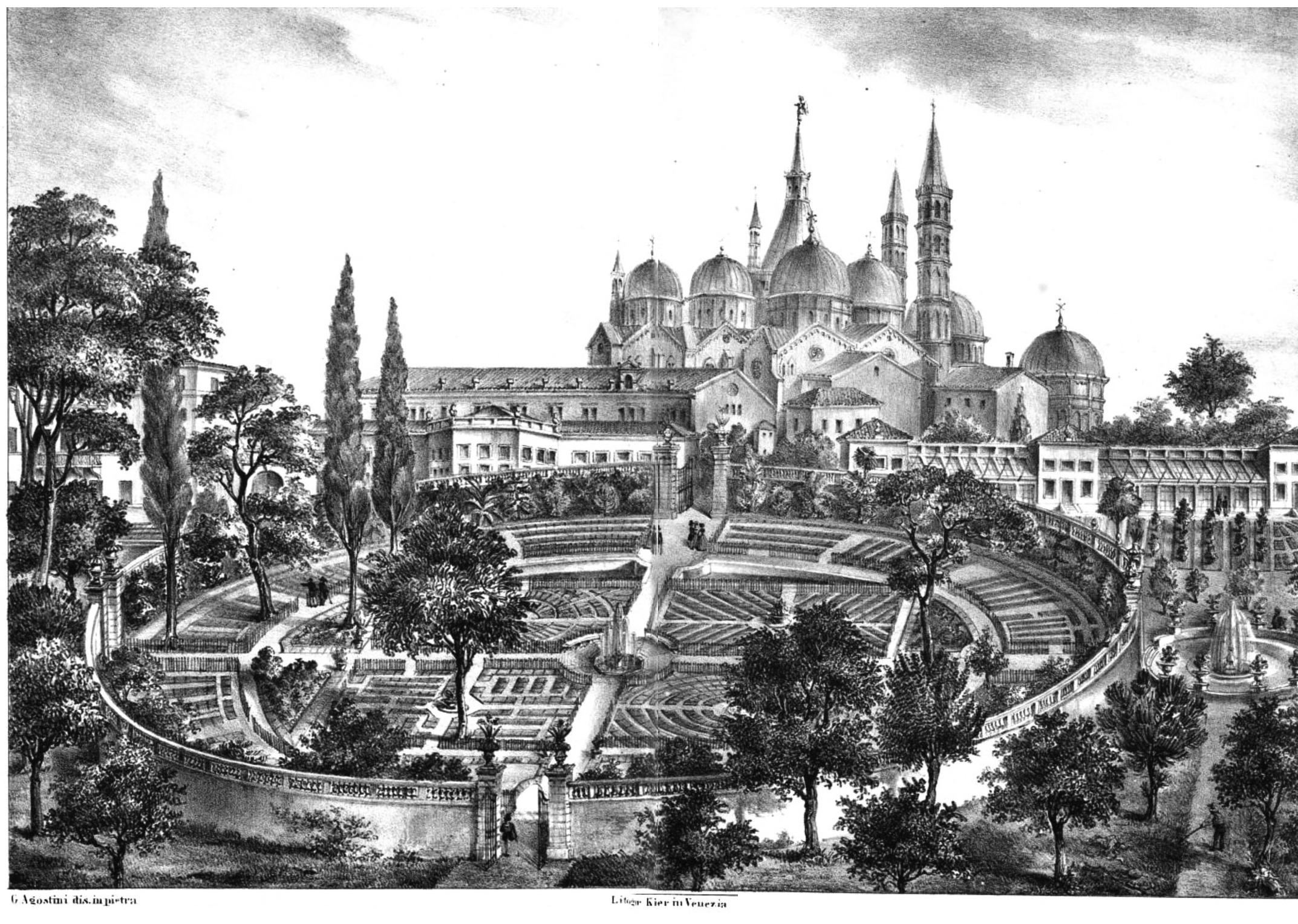
L'Orto botanico di Padova nell' anno 1842, reproducido en Roberto De Visiani (1842)

Según una tradición muy extendida a finales de la Edad Media, pero que no tiene fundamentos históricos o arqueológicos, en este lugar habría habido un templo dedicado a la diosa Juno, donde, según Tito Livio, los paduanos donaban y colgaban los trofeos ganados en sus batallas.
En la Edad Media, el área era una zona periférica de la ciudad de Padua, donde se erigió la pequeña iglesia de Santa Maria Mater Domini, que fue confiada a los frailes menores. Antonio de Padua se había quedado en ella poco más de un año entre 1229 y mayo de 1231; junto a ella fue fundado el convento franciscano, quizás por el propio Antonio en 1229. Cuando Antonio murió el 13 de junio de 1231 en Arcella, en la parte norte de Padua, su cuerpo fue embalsamado en esta pequeña iglesia y fue enterrado allí, siguiendo sus deseos.
Pronto se informó de muchos fenómenos milagrosos sobre su tumba y comenzaron a llegar peregrinos, primero desde los distritos cercanos y luego también transalpinos. Los diversos componentes de la ciudadanía de Padua (comuna, obispo, profesores de la Universidad, órdenes religiosas y pueblo) pidieron conjuntamente elevar el honor de Antonio a los altares. El proceso canónico tuvo lugar en muy poco tiempo: en la catedral de Spoleto el 30 de mayo de 1232 el papa Gregorio IX lo nombró santo. Entonces, sin haber pasado un año después de la muerte del santo, se decidió reformar la iglesita de Santa María y erigir una nueva, proporcional a la necesidad de recibir y albergar a los grupos de peregrinos que acudían; la antigua iglesita formó el núcleo a partir del cual comenzó la construcción de la basílica y todavía está incorporada como la capilla de la Madonna Mora.
La construcción de la basílica duró hasta 1310. Los cambios en el edificio continuaron hasta el siglo XV, con un fuerte impulso después de un incendio y del consiguiente colapso de un campanile en 1394. Las obras del siglo XV supusieron la erección del deambulatorio y la reorganización del coro, con la construcción de una nueva cortina. Entre 1464 y 1467 Pietro Lombardo trabajó en la basílica, esculpiendo el monumento di Antonio Roselli (1464) y la lapide sepolcrale di Jacopo Pavini (1467), ambos renacentistas. Durante la guerra de la Liga de Cambrai (1509), Padua quedó en el centro de los combates y la basílica estaba a poca distancia de las fortificaciones y, por lo tanto, al estar entre dos fuegos, sufrió por un lado la furia de las tropas venecianas sitiadas y, por el otro, las represalias del asediado ejército imperial, que en fases alternas la ocuparon.
Durante el siglo XX, las capillas laterales, cuyos frescos originales estaban muy deterioradas por el abandono y el paso de los siglos, fueron pintadas al fresco nuevamente.
El 29 de mayo de 2012, la basílica fue dañada por uno de los terremotos que golpearon el territorio de Emilia-Romaña; hubo desprendimientos de más de 3 m² de yesos decorados por el Casanova. Los fragmentos fueron recolectados y asegurados, bajo la supervisión de la Superintendencia. Todo el deambulatorio que corre alrededor del presbiterio ha sido protegido, por lo que cualquier desprendimiento más no podría afectar a los peregrinos

## Arquitectura

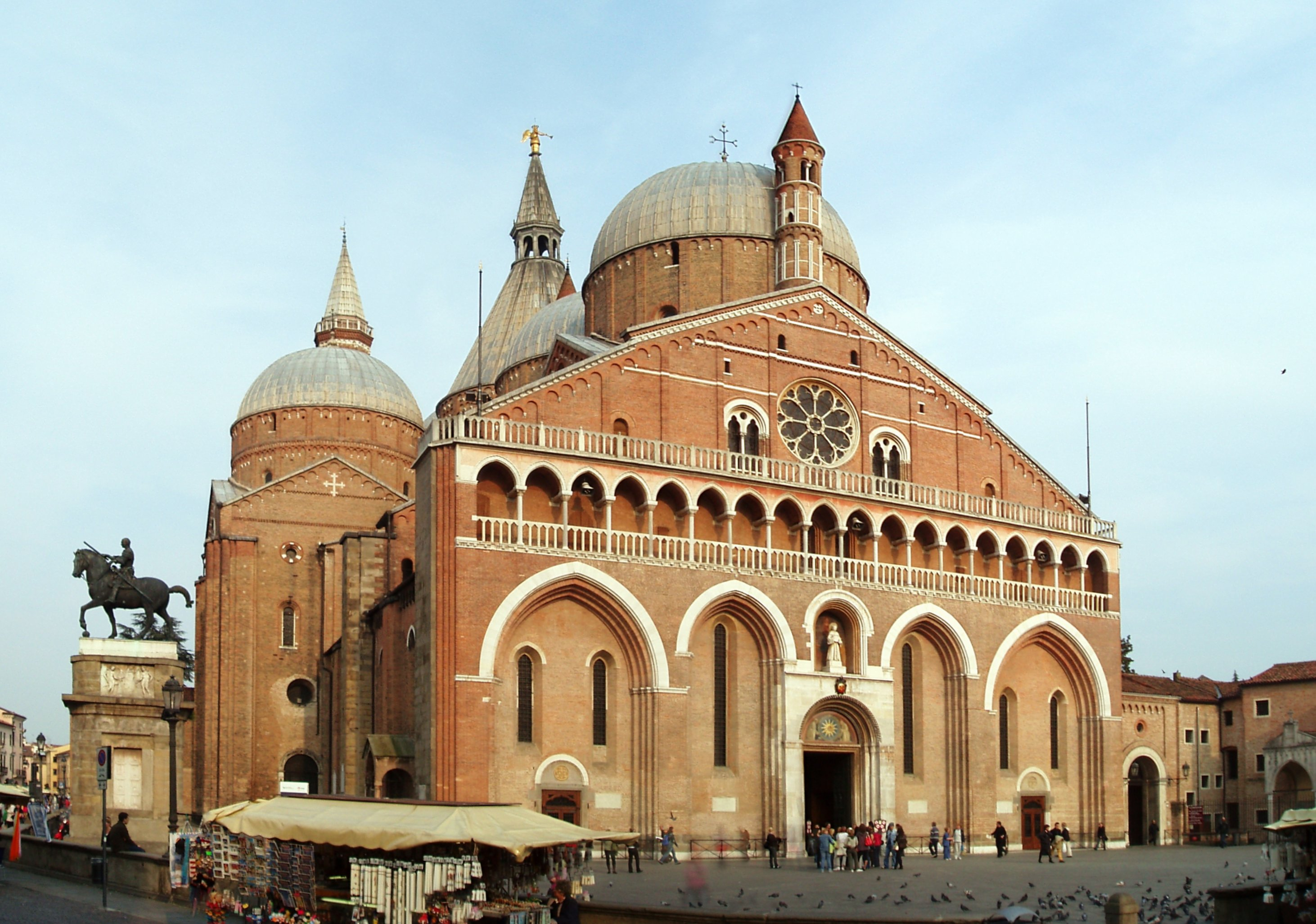
Fachada, y en el flanco el monumento ecuestre a Gattamelata, de Donatello.

Escudo de la basílica

La basílica de San Antonio es un edificio de grandes dimensiones —115 m de largo y 55 m de ancho— sin un estilo arquitectónico preciso aunque muy armónico. A lo largo de los siglos, ha ido creciendo bajo una variedad de influencias, como muestran los detalles exteriores —una fachada románica, cúpulas bizantino-venecianos, una torre cónica en el crucero, campaniles y campanarios— e interiores góticos y barrocos. Es de planta basilical en cruz latina, con tres naves y un corto transepto. Tiene seis capillas y el conjunto cuenta con varios claustros:  el del Capítulo, el del Noviciado y el del Beato Luca o del General, de 1435, que proporciona acceso al museo de arte sacro y de la devoción antoniana y a la biblioteca antoniana.
La nueva basílica se inició como una iglesia de una única nave, como la de San Francisco de Asís, con un presbiterio absidal, amplios transeptos y dos naves cuadradas cubiertas con cúpulas hemisféricas como la de basílica de San Marcos de Venecia. El estilo exterior es una mezcla de elementos principalmente románicos y bizantinos, con algunas características góticas.
Más tarde en el siglo XIII, se agregaron las naves laterales en un estilo más gótico, dividiéndose la longitud de cada tramo de la nave en dos tramos en las laterales con arcos apuntados y bóvedas cuadripartitas. El ábside oriental también se amplió en estilo gótico, con deambulatorio que rodea el coro cubierto por bóvedas de crucería y con nueve capillas radiales según el estilo francés. Más tarde, en 1691, se prolongó el extremo oriental con la construcción de la capilla del Tesoro en estilo ya plenamente barroco por Filippo Parodi, un discípulo de Bernini.
El hastial de la fachada apenas manifiesta diferencia entre la nave principal y las laterales; si se muestran en los laterales los anchos contrafuertes, que tienen el mismo perfil de la fachada, y que forman un conjunto ricamente escultórico cuando el edificio se ve desde un lado. Tres rosetones iluminan el interior, uno en la fachada y los otros dos en los extremos del transepto, a cada lado del altar mayor.
Las cúpulas, como las cúpulas de San Marcos, se elevaron en altura externamente, dando una apariencia bizantina al edificio —que también recuerda a la arquitectura románica francesa del Périgord—, mientras que la multitud de pequeños campanarios que acompañan a las cúpulas recuerdan a los minaretes turcos. Externamente, en la línea de cubierta principal, cada sección del edificio está marcada por un hastial bajo decorado con arcadas ciegas en ladrillo. Esos hastiales —seis por lado— se combinan con los anchos contrafuertes,  con las ocho cúpulas, los dos campaniles (68 m) y 2 campanarios-minaretes, para crear una forma escultórica masiva, diversa y unificada en su conglomerado de características. Como obra arquitectónica, el edificio es particularmente efectivo cuando se ve desde el noroeste, añadiendo una dimensión adicional a la fachada por el enorme zócalo y el dinámico monumento ecuestre del condottiero Gattamelata, obra de Donatello.

Vistas exteriores
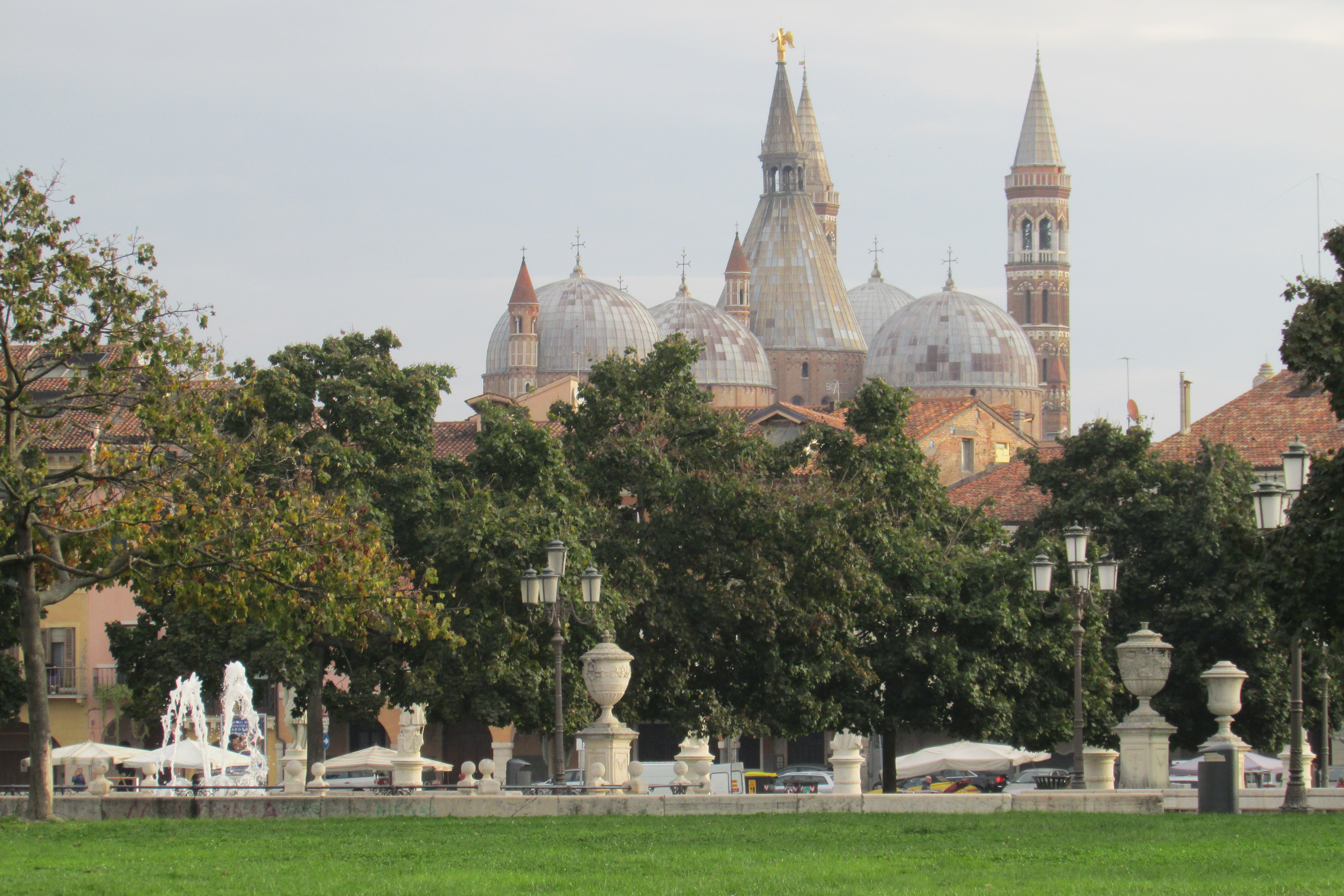
Vista lejana de la basílica, con las cúpulas sobre el arbolado
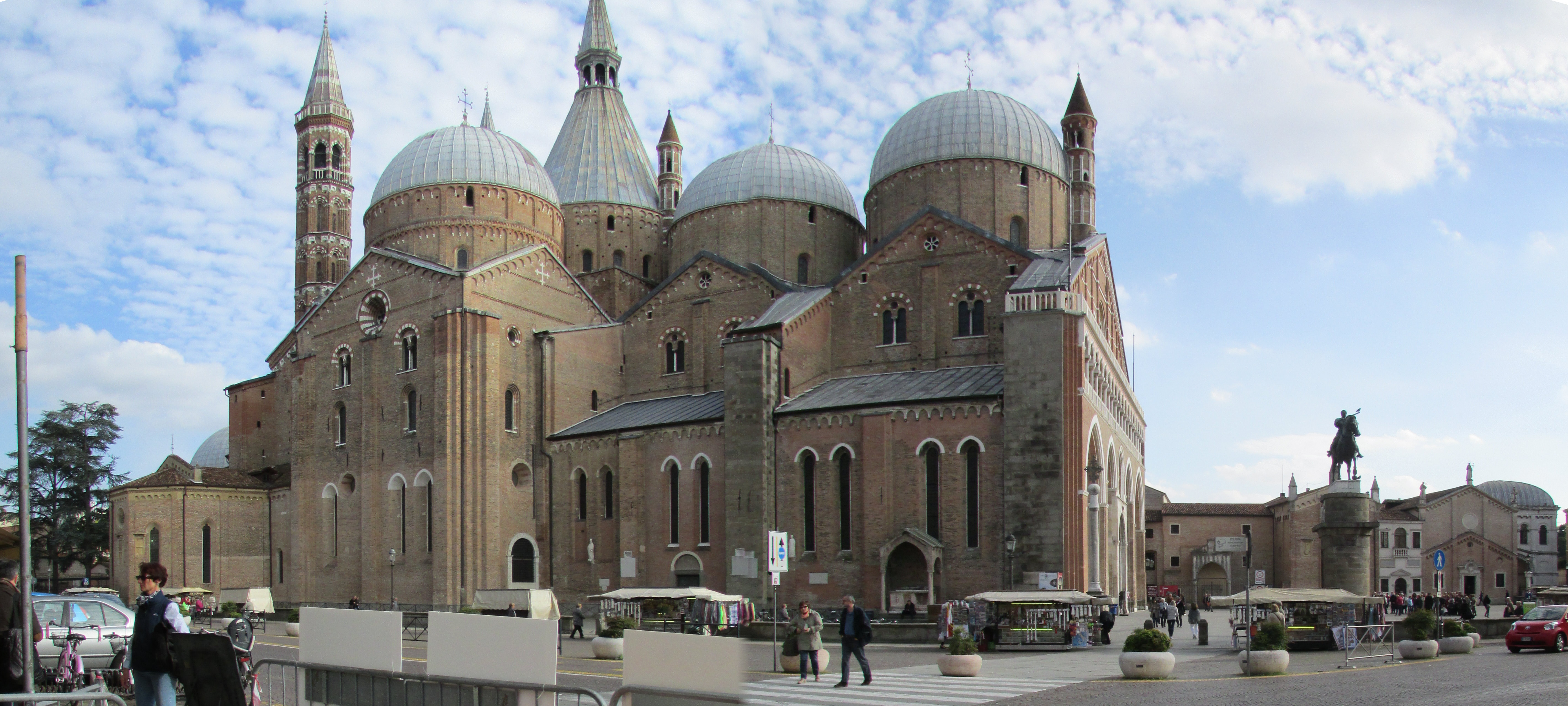
Vista lateral de la basílica
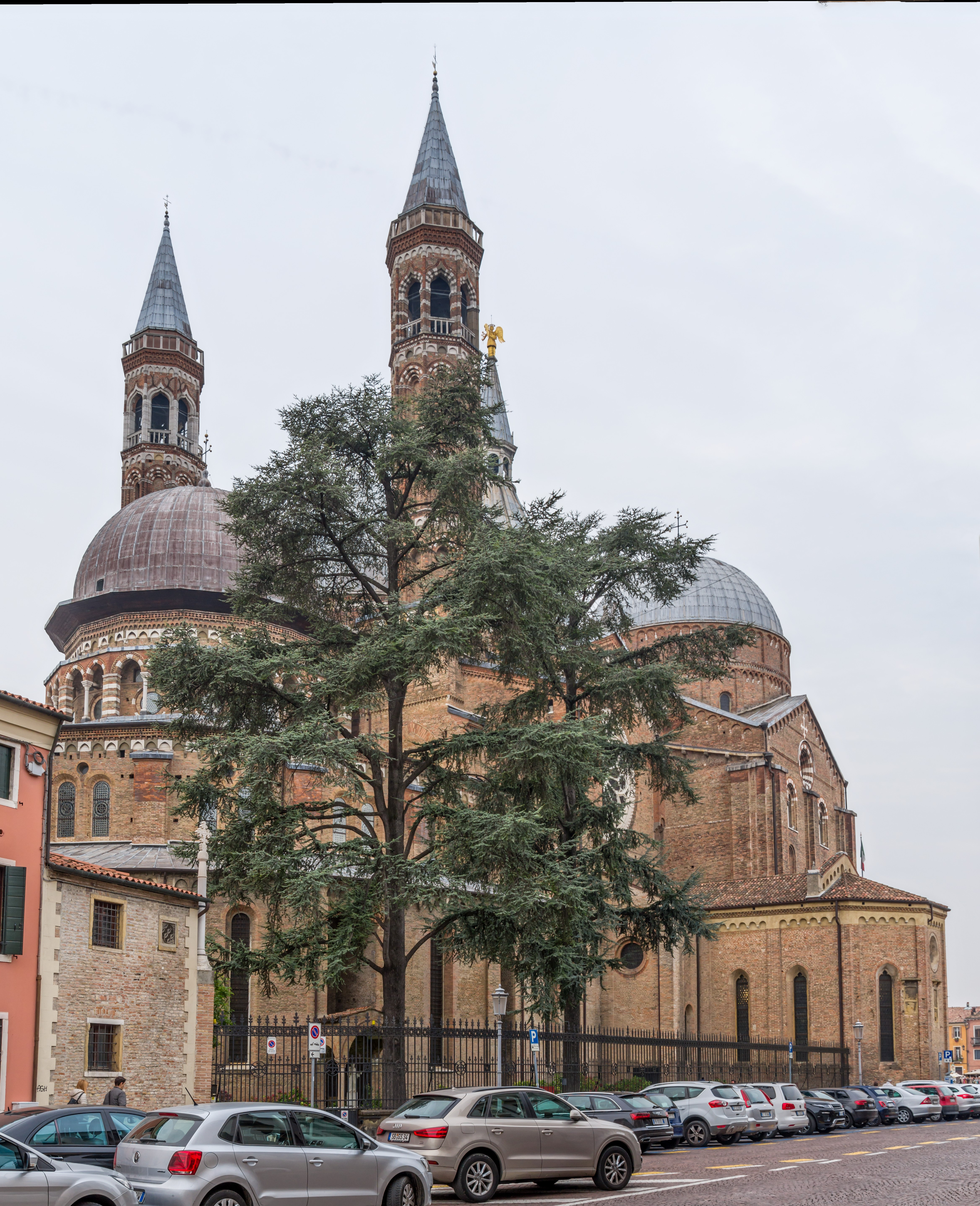
Un paseo por Venecia
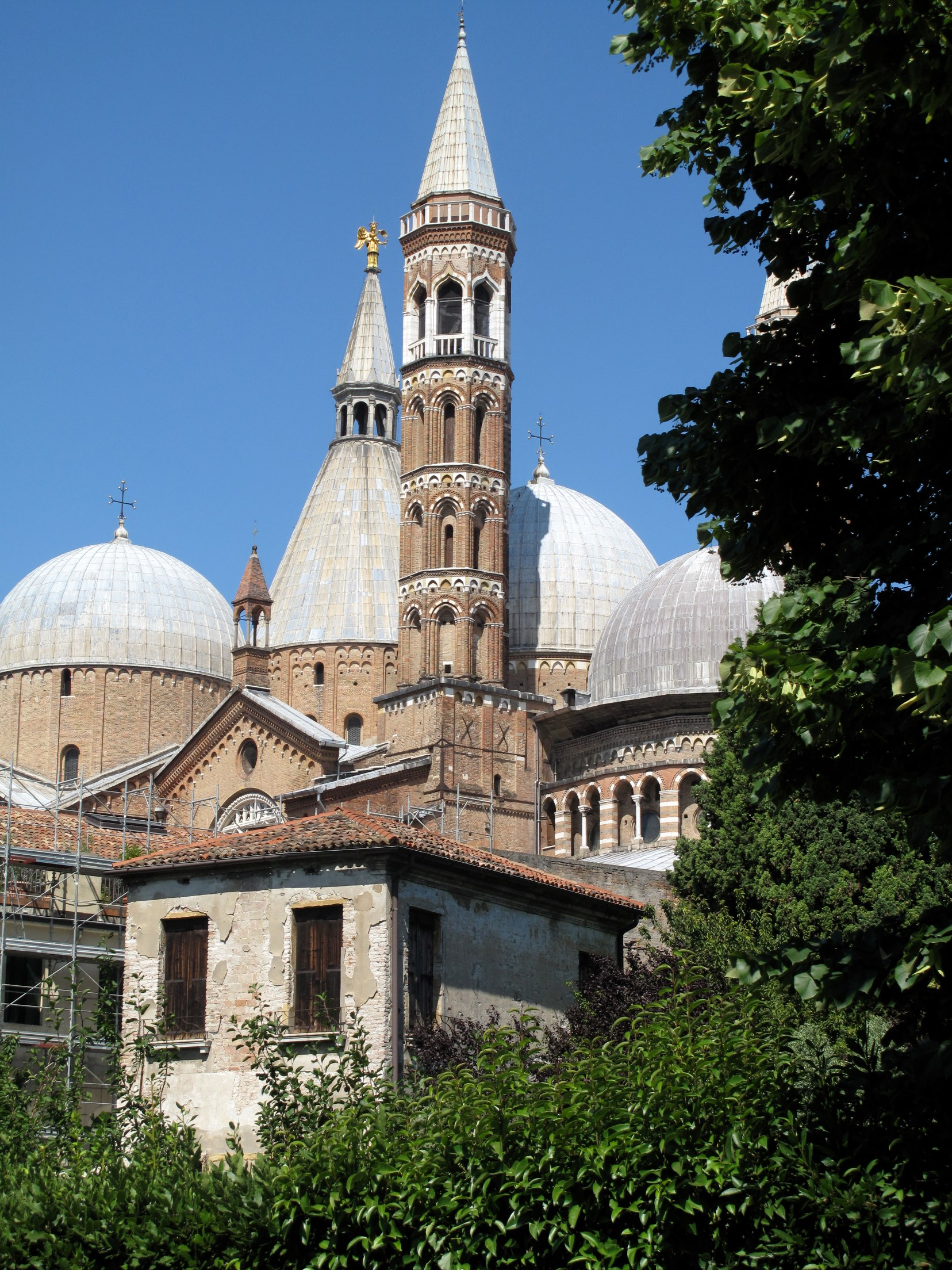
Detalle del campanile
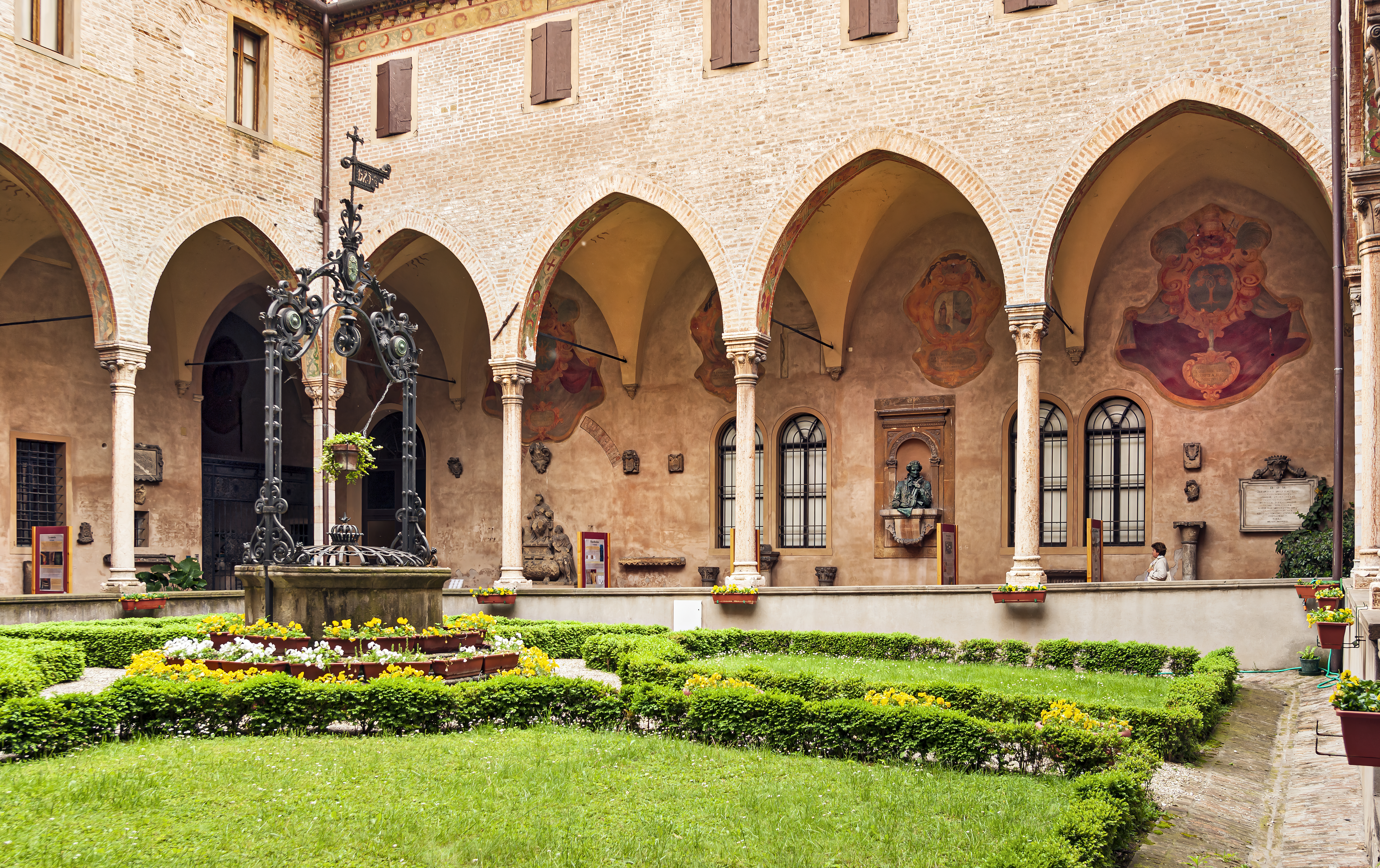
Claustro del noviciado

## Fachada exterior y plaza del Santo

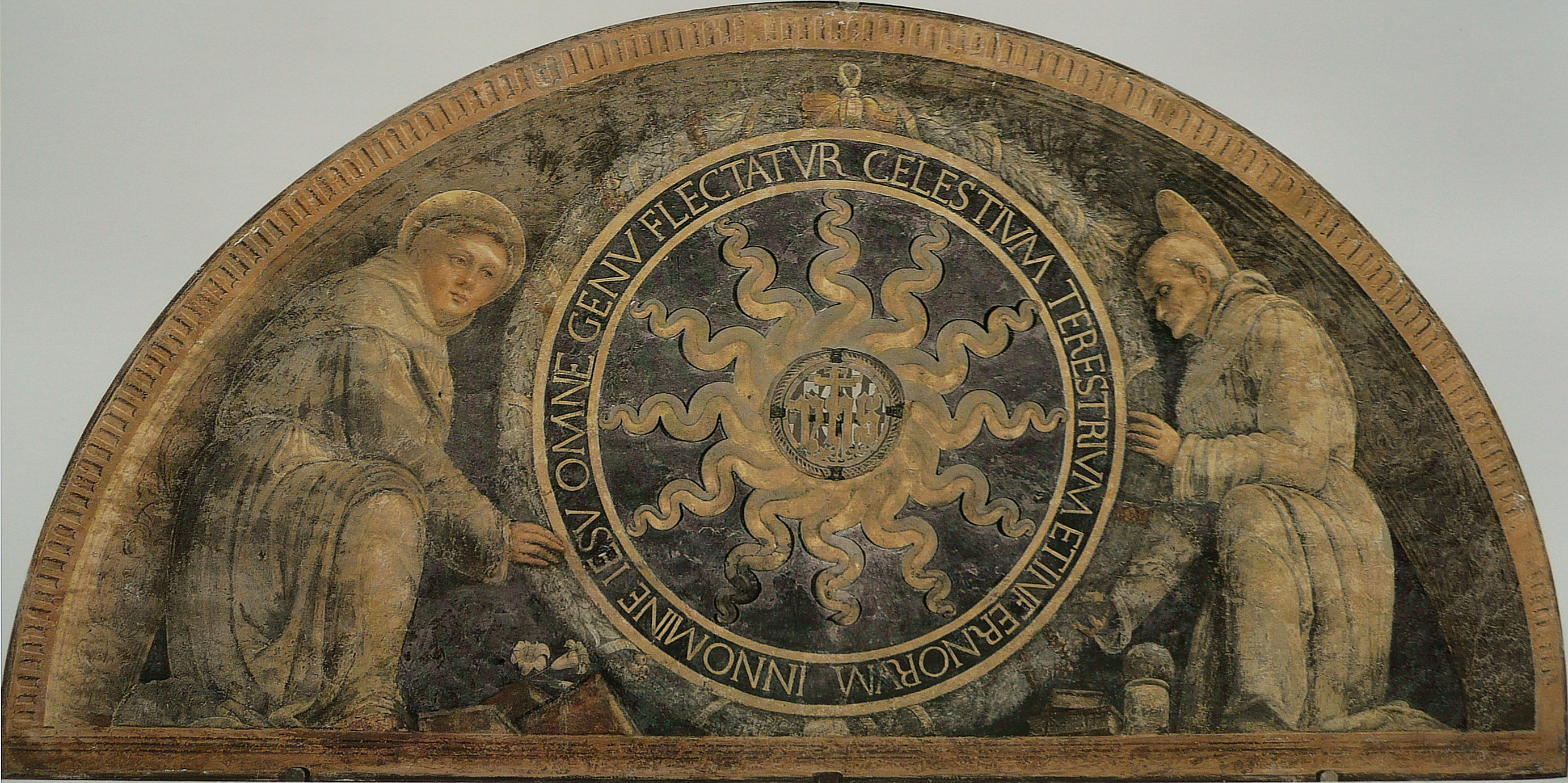
Andrea Mantegna - Trigrama de Cristo entre dos santos, una vez colocada en la luneta del portal principal

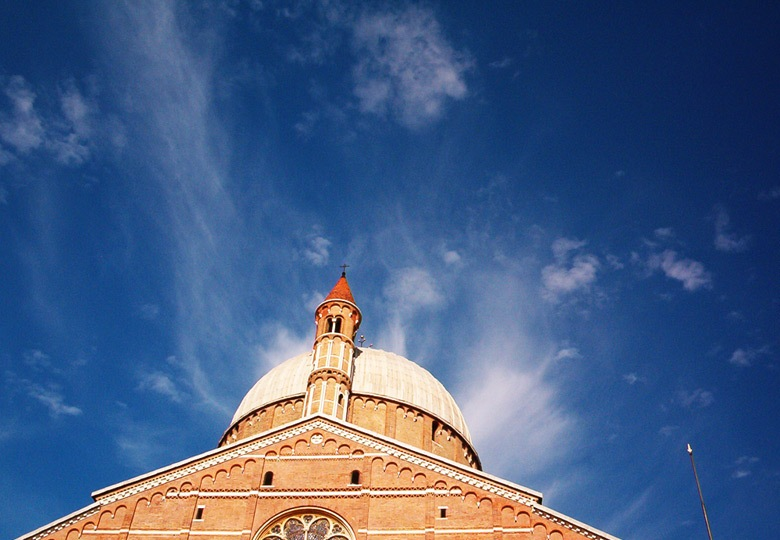
La aguja en la parte superior de la fachada

La fachada a dos aguas (facciata a capanna) de ladrillo —de 37 m de ancho y 28 m de alto— tiene una sección central románica que se amplió hacia afuera cuando se construyeron las naves laterales, sin apenas manifestar diferencia entre la nave principal y las laterales. Adquirió en el proceso de ampliación cuatro profundos huecos góticos desiguales y una elegante loggia con una arcada corrida con balaustrada de piedra blanca que se extiende a lo largo del amplio frente del edificio. El acceso principal está marcado por un portal —en cuyo luneta se reproduce una reproducción de Nicola Lochoff del fresco de Andrea Mantegna con una representación de Sant'Antonio e san Bernardino che adorano il monogramma di Cristo— y que tiene encima un nicho con una Statua in pietra di sant'Antonio, también una copia realizada en 1940 por Napoleone Martinuzzi para reemplazar al original del siglo XIV obra de Rinaldino de Francia. La obra de Rinaldino y el fresco original de Mantegna, retirado, se conservan en el Museo Antoniano. Las tres puertas de bronce de acceso a las naves son de Camillo Boito y datan de 1895. En la del centro se pueden ver a San Ludovico da Tolosa, san Francesco, sant'Antonio e san Bonaventura, obra de Giuseppe Michieli.
El sagrado de la basílica fue utilizado como cementerio durante siglos y todavía se conservan algunas tumbas, como la del jurista Antonio Orsato, muerto en 1497; el monumento consiste en un elegante edículo con una urna funeraria adosada a la pared lateral izquierda de la basílica.

Detalles de la fachada
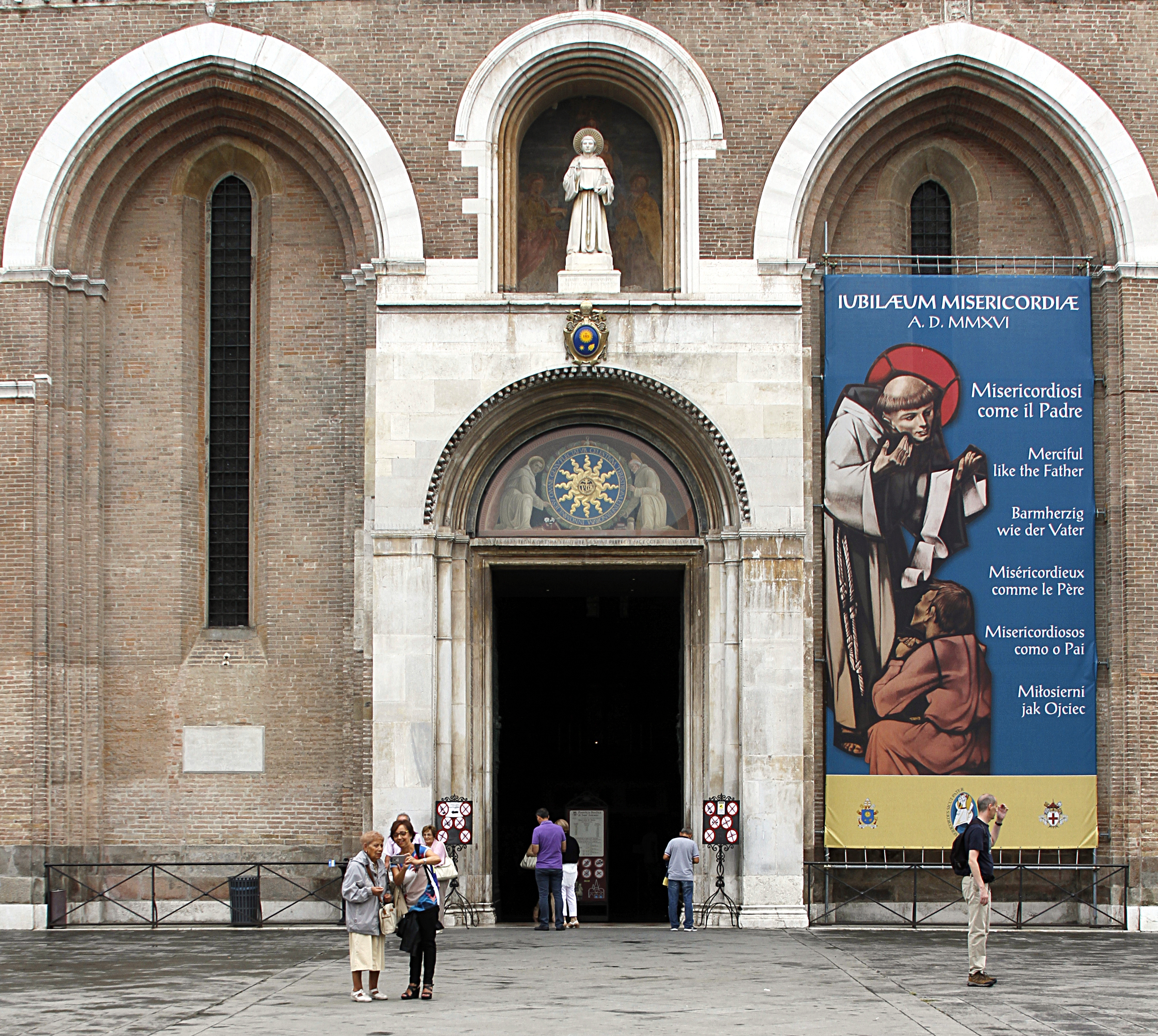
Detalle del portal central
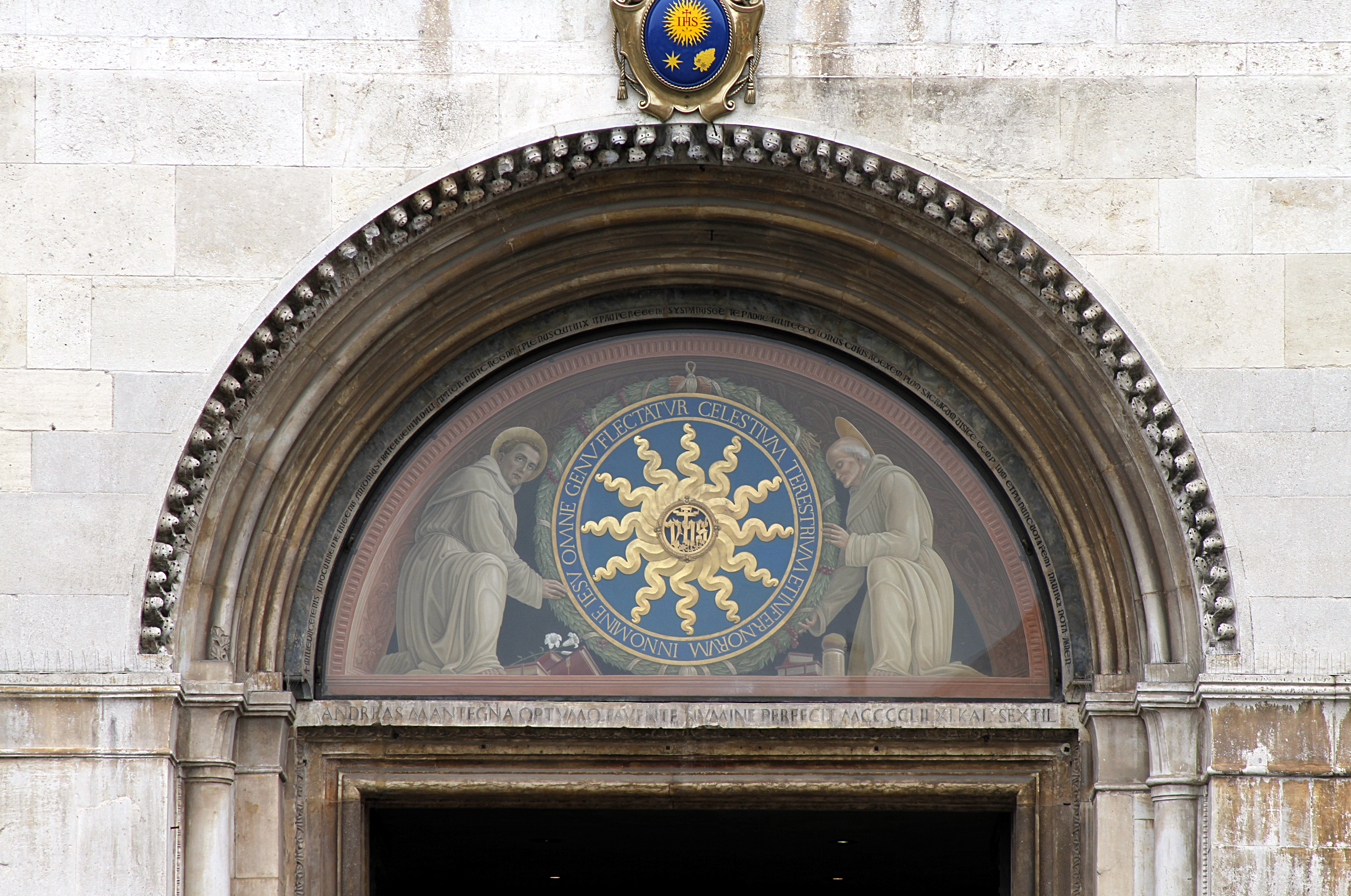
Tímpano de la puerta , con la obra que sustituye al original de Mantegna
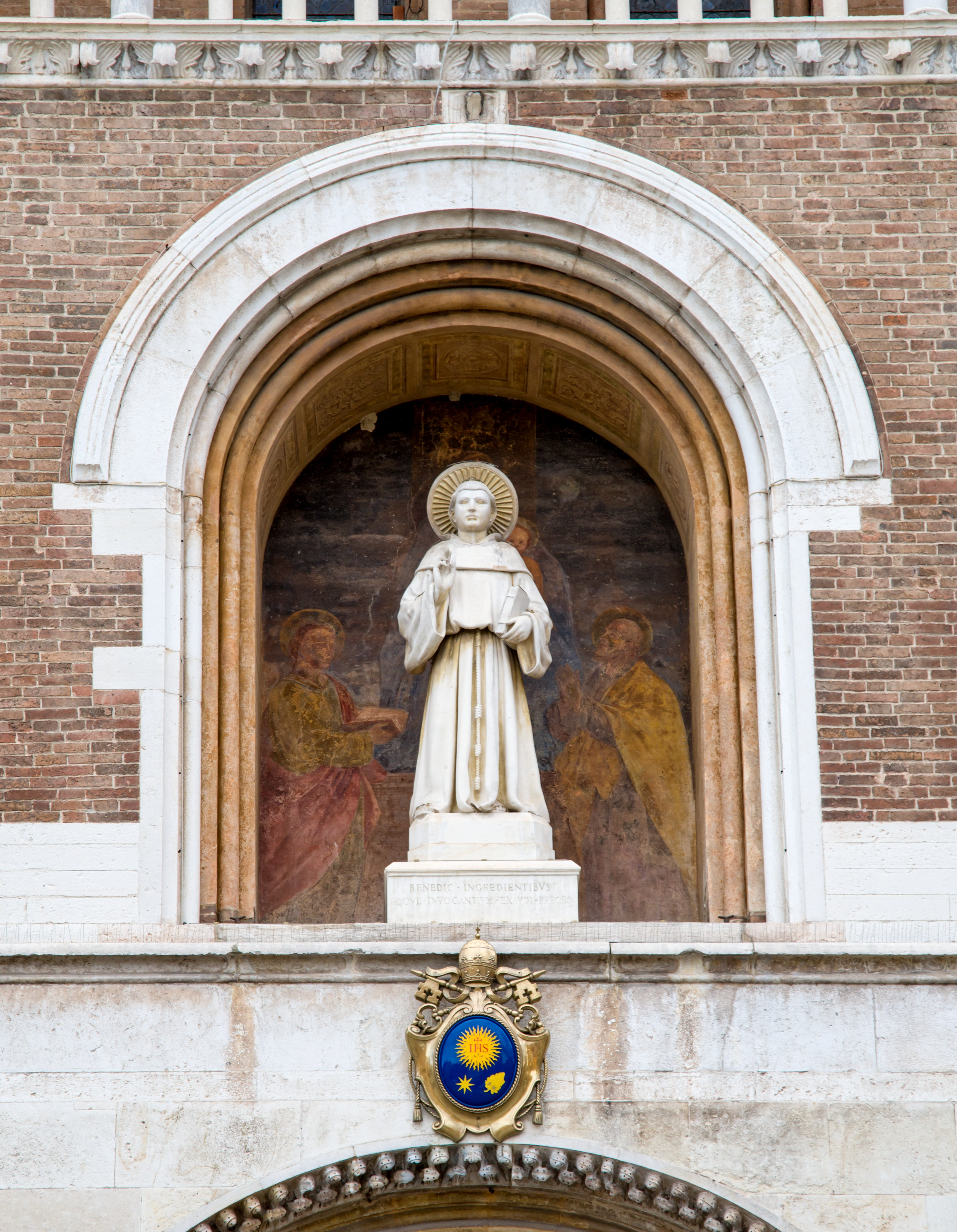
Estatua del Santo
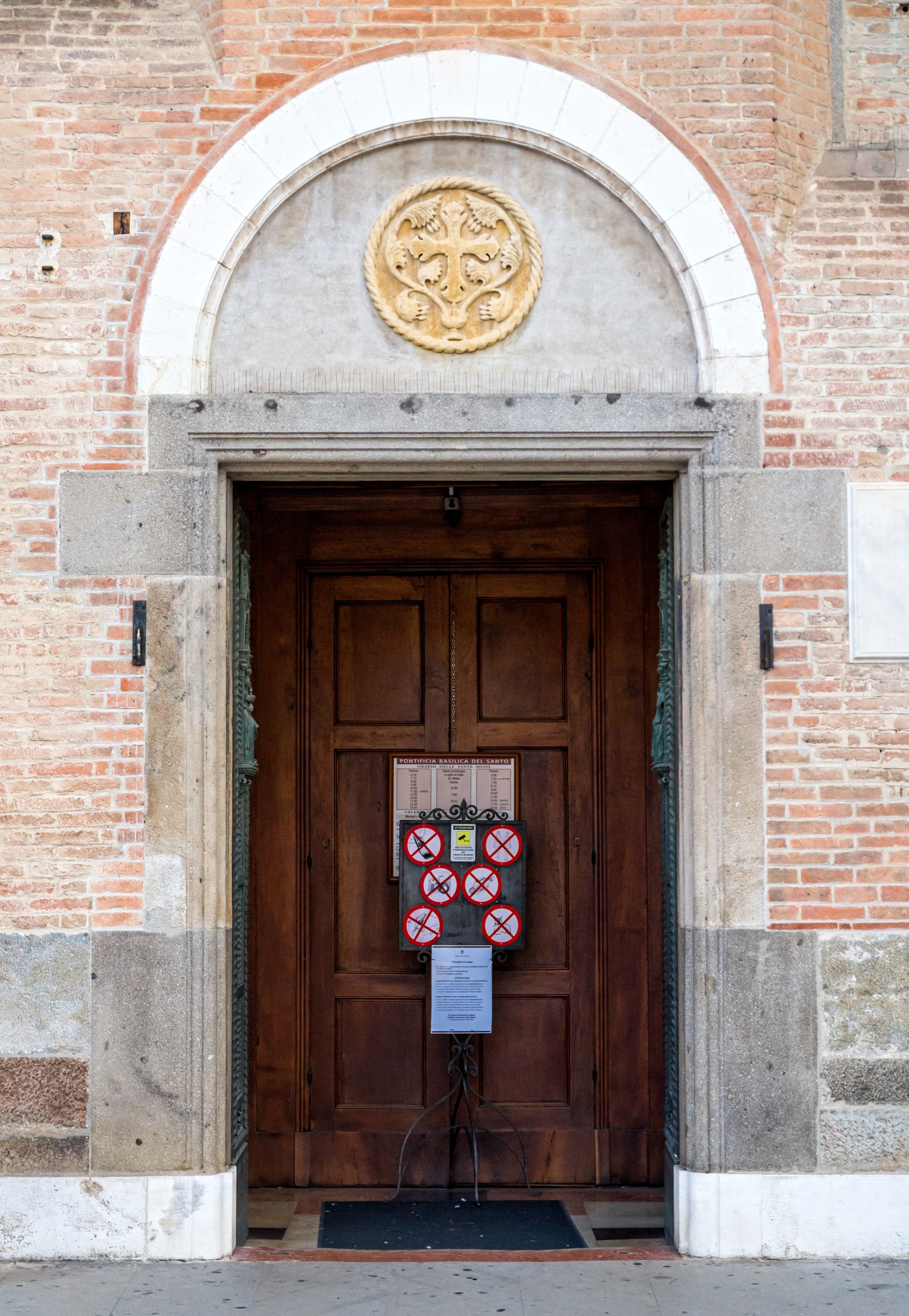
Puerta lateral
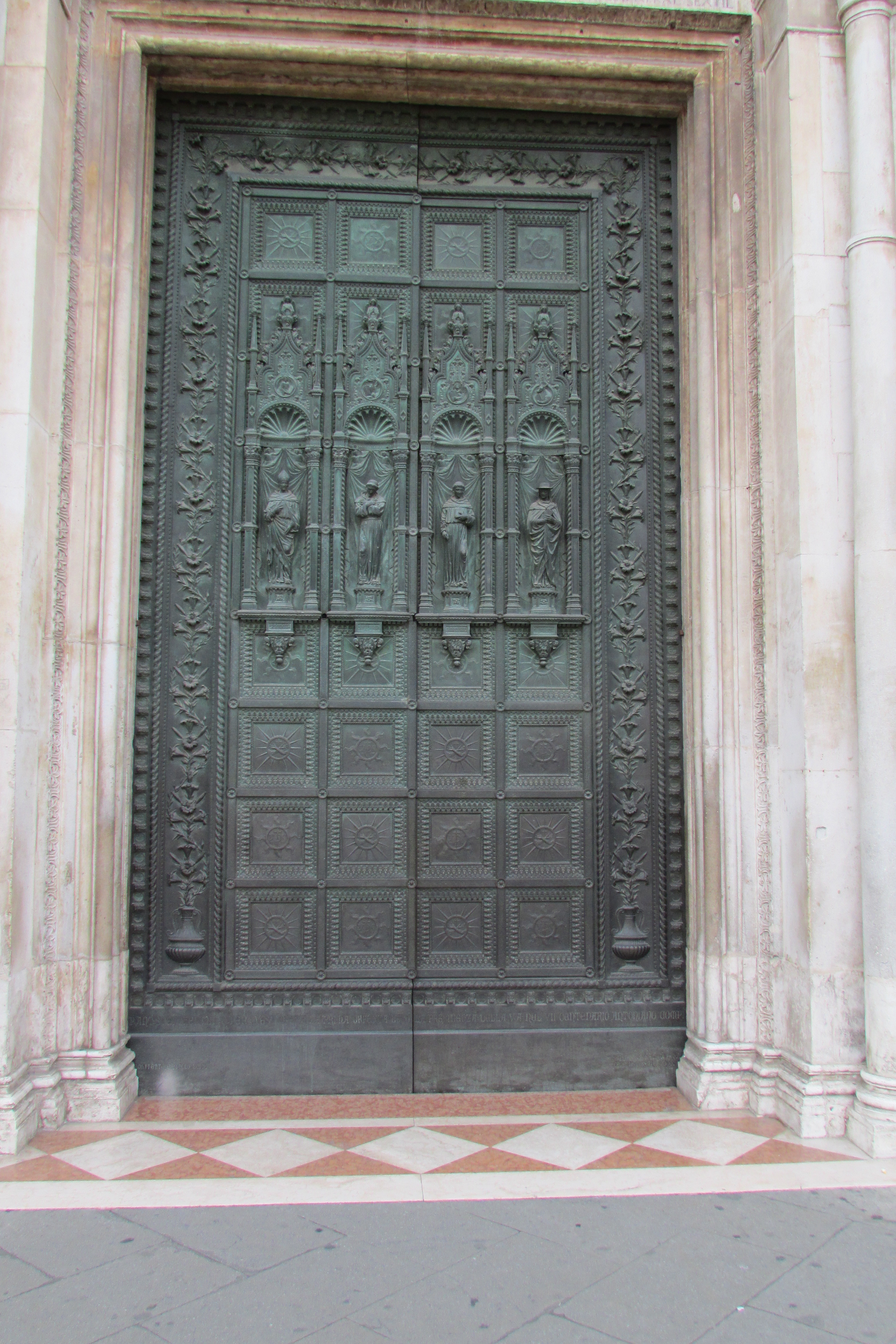
Puerta principal occidental

## Interior
El interior tiene un diseño de cruz latina, dividido en tres naves por pilastras; en la parte superior de las paredes corre una galería.
La basílica del Santo tiene 115 m de largo, 55 m de ancho en el transepto y una altura máxima interior de 38,50 m (a diferencia de la fachada que tiene unos 28 m de altura).

### Presbiterio y altar mayor

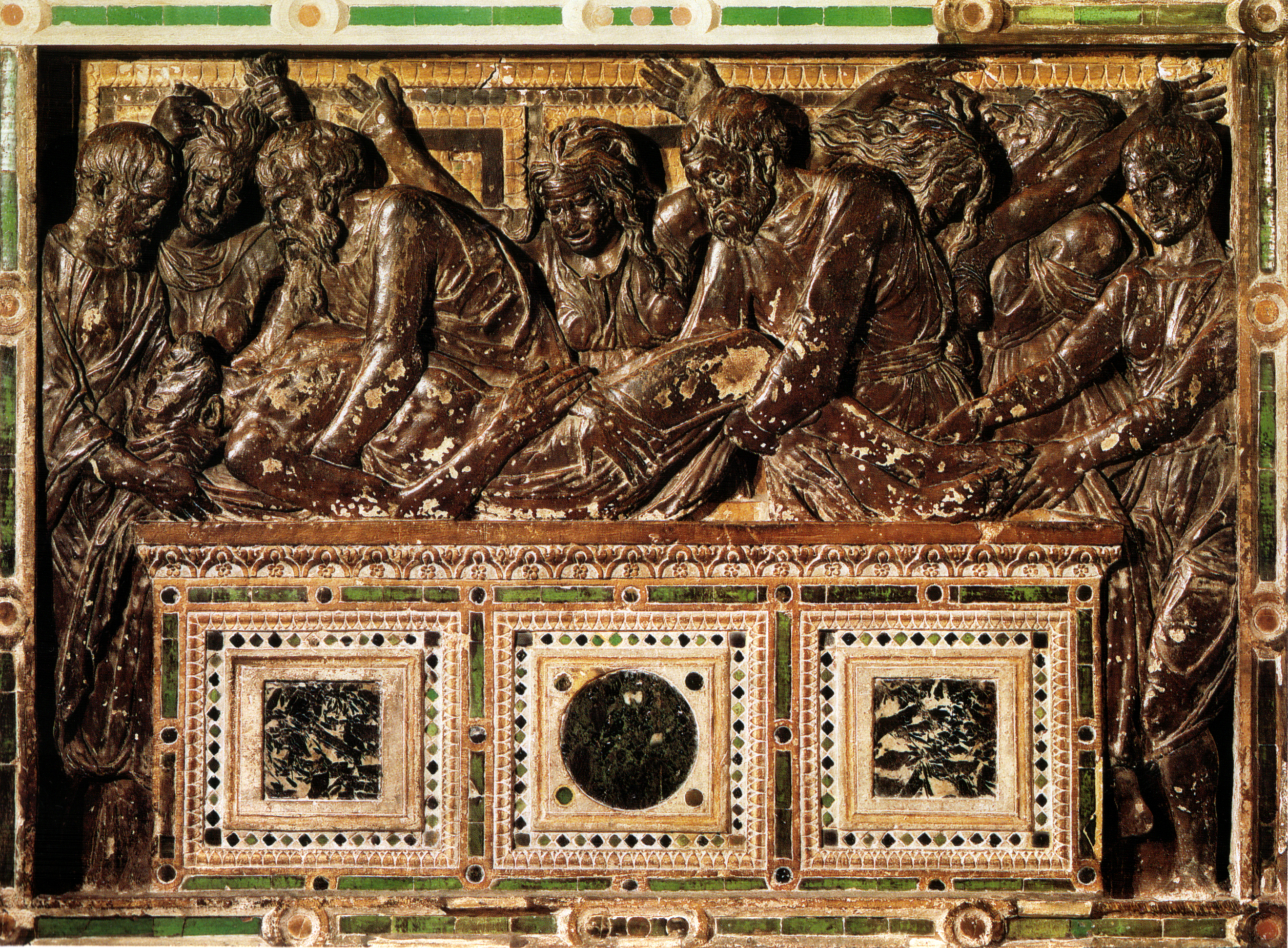
Relieve de la Deposizione di Cristo de Donatello en el altar mayor

El presbiterio actual está dominado por el altar mayor diseñado por el arquitecto Camillo Boito, pero que no tiene nada del gran altar diseñado y erigido por Donatello, tanto en lo que respecta a la estructura como a la disposición de los bronces. El que hizo Boito fue, cronológicamente, el quinto de los altares construidos: el primero, en estilo gótico, fue demolido en 1448 para la creación del altar de Donatello, que hizo siete estatuas de bulto completo representando a la Madonna col Bambino, y a los santos Francesco, Antonio, Giustina, Daniele, Ludovico y Prosdocimo.
Giacomo Campagna, escultor, y Cesare Franco, arquitecto, levantaron posteriormente una pomposa estructura de estilo manierista, que consistía en un gran arco triunfal, que albergaba un enorme ciborio en su fórnix.
Este altar también se desmontó alrededor de 1668 para dejar espacio a un nuevo altar alla romana, formado solo por una simple mensa, mientras que el gran ciborio se colocó en la capilla del Santísimo y el arco triunfal en la parte posterior del ábside. Las esculturas de Donatello también fueron trasladadas: algunas fueron llevadas a la capilla del Santísimo, otras dispuestas en el nuevo altar, y otras a lo largo de la pared de mármol del presbiterio.
En 1895, el broncista Giovanni Lomazzi realizó los muebles para el atril y la sacra diseñados por Camillo Boito.

### Capilla de las Reliquias o del Tesoro

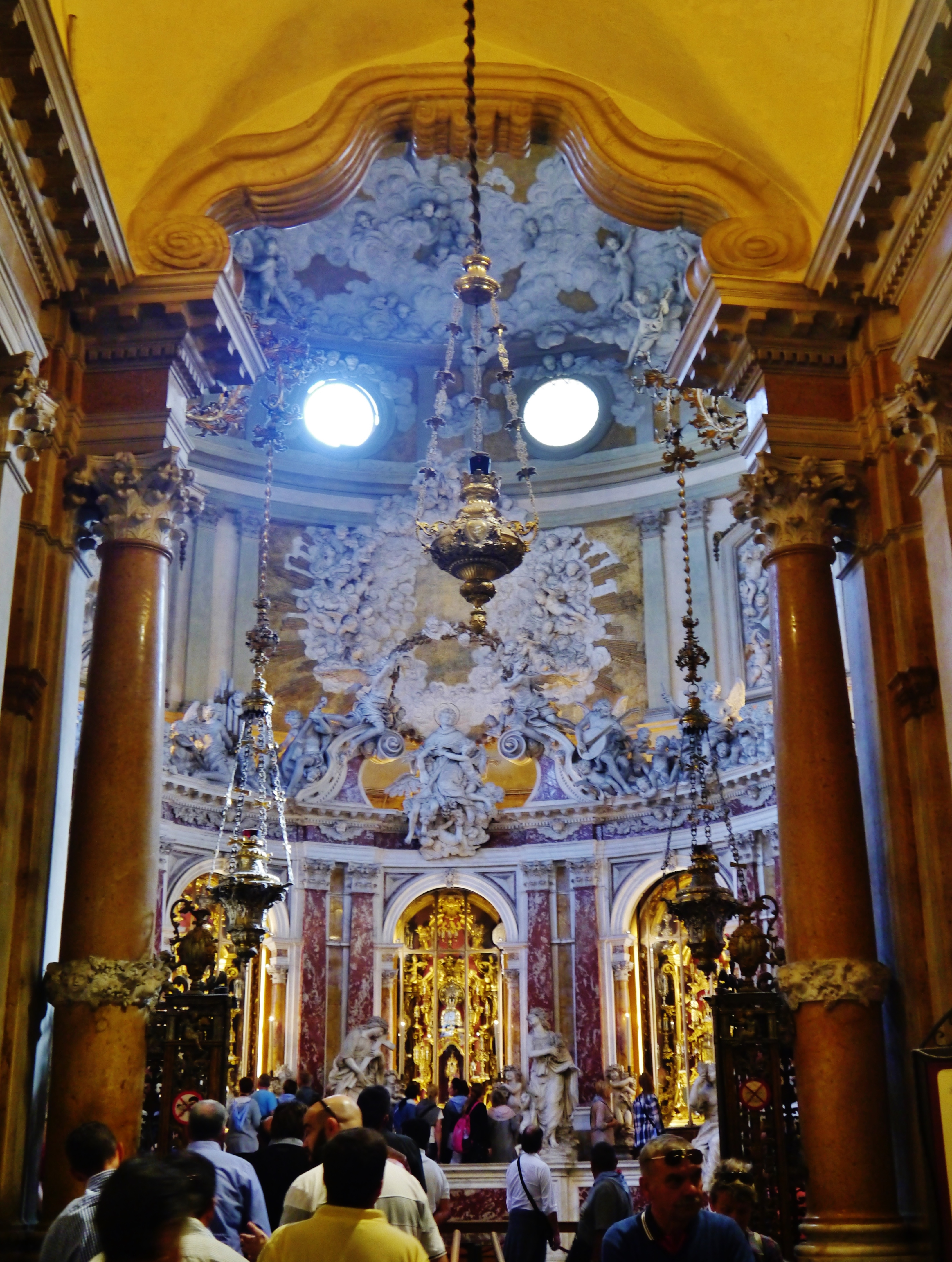
Vista de la capilla de las Reliquias

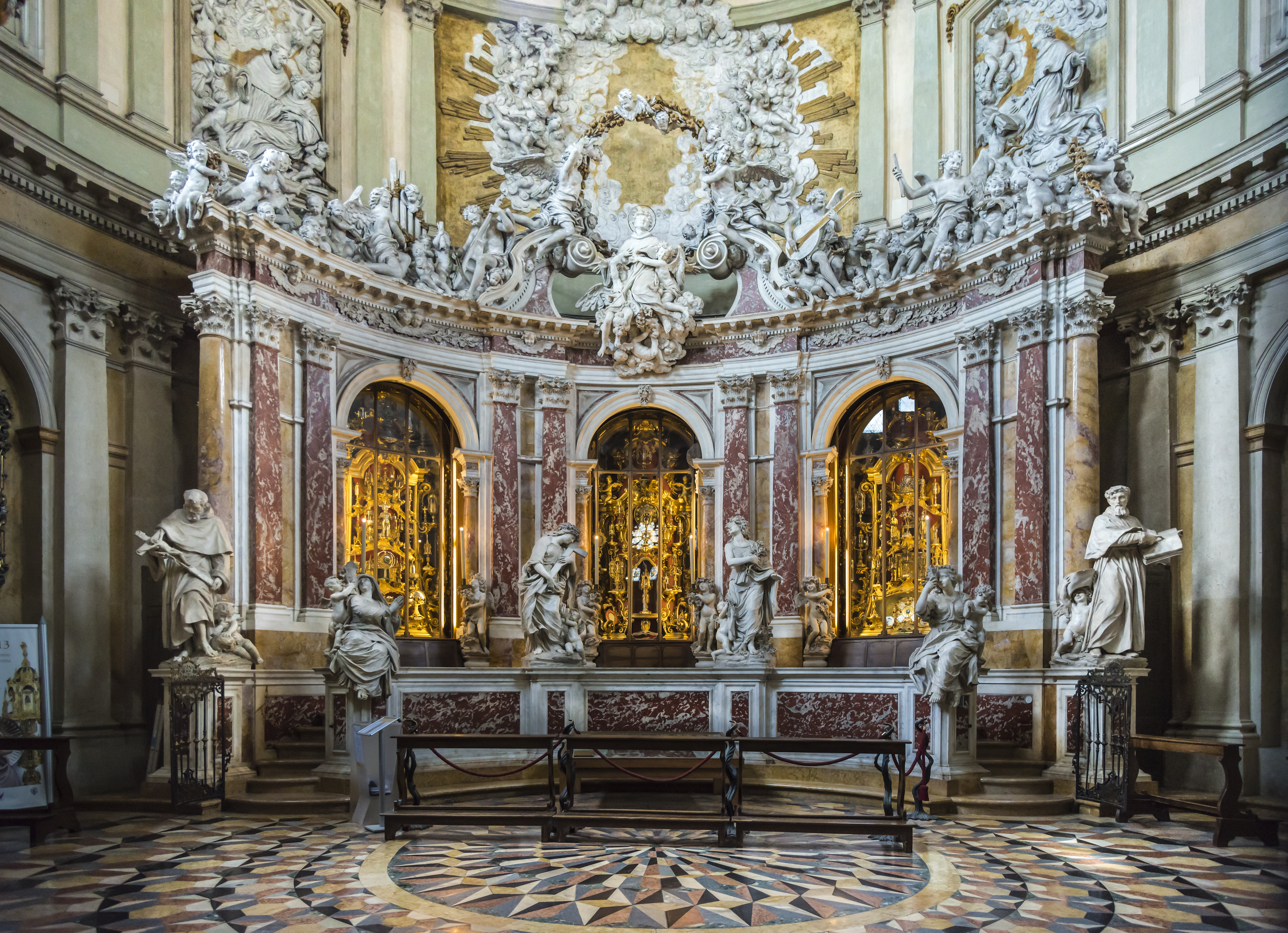
Detalle de la capilla de las Reliquias

La capilla, situada en el extremo oriental de la iglesia, al final del je axial tras el deambulatorio, alberga el tesoro de la basílica, compuesto por numerosas reliquias, entre las que son dignas de mención, por la devoción de la que son objeto y por la belleza de los relicarios, la reliquia del mentón de san Antonio y la reliquia de la lengua incorrupta del Santo.
También hay numerosos muebles litúrgicos preciosos (cálices, copones, patenas, misales).
En vitrinas especiales se exponen los restos del reconocimiento del cuerpo del santo realizado en enero de 1981 (fragmentos de la sotana del santo, las cajas de madera que contienen los huesos —luego recompuestos en la tumba en una urna de vidrio—, las cortinas que envuelven la caja, una inscripción de 1263 que certifica el primer traslado del cuerpo).
Hasta finales del siglo XVII, la capilla absidial dedicada a San Francisco se encontraba aquí, cuya construcción comenzó el 28 de septiembre de 1267. En 1691, después de demoler el pequeño ábside, se construyó la capilla redonda actual, con una cúpula y más grande que la anterior; El proyecto fue encomendado al arquitecto y escultor genovés Filippo Parodi, discípulo de Bernini.
La construcción de la capilla se completó en solo tres años, y luego se comenzó a trabajar en su decoración, que continuó durante varios años. La cúpula con linterna fue demolida en 1739 porque amenazaba con colapsar y fue reemplazada por la actual, hemisférica, en mampostería con cubierta externa de planchas de plomo. Las reliquias fueron transferidas a la sacristía en 1745.
Los inventarios antiguos informan sobre la riqueza y la magnificencia de los tesoros conservados en la basílica antes de que fueran afectados por varias razones, especialmente la guerra, a lo largo de los siglos. Las pérdidas más graves ocurrieron en 1405, cuando Padua fue conquistada por Venecia, y en 1797, cuando llegó el ejército revolucionario francés.

#### Interior de la capilla
En las paredes del atrio de la capilla se encuentran las placas sepulcrales del matemático y astrólogo Andrea Argoli da Tagliacozzo y de Angelo Diedo, procurador de San Marco y benefactor de la construcción de la capilla. Ambas placas son obra de Giovanni Bonazza. Las bandas de mármol blanco con representaciones de lirios y cabezas de querubines son obra del mismo escultor, mientras que la puerta es una obra de Giovanni Battista Pellegrini que data de 1711.
El interior tiene un diámetro de 13,29 m y una altura de 20 m y está realizado en puro estilo barroco. Está dominado por el grupo de mármol de Sant'Antonio in gloria, obra de Filippo Parodi. Las filas de ángeles que lo completan, están en estuco y fueron hechas por el ticinés Pietro Roncaioli, así como de las decoraciones de estuco restantes del tambor de domo, mientras que la Gloria della Purità, en la cúpula, es obra de los paduanos Augusto e Ferruccio Sanavio y Carlo Bianchi y fueron realizados entre 1910 y 1913 en estilo neobarroco.

#### Nicho izquierdo
En el centro del nicho hay un relicario de plata dorada, obra de Roberto Cremesini de 1982, que contiene el hueso sesamoideo con restos de la piel y del cabello de San Antonio.
Entre las otras reliquias y joyas de orfebrería, las más notables son:
- gran incensario en plata dorada, obra de Marco Baldi de 1440;
- navicella portaincenso en plata dorada, con detalles meticulosos tanto de la tripulación como de la attrezzatura; obra de principios del siglo XVI;
- mazza turchesca en plata dorada, finamente arabescada y con muchos turquesas en la empuñadura; la maza fue un regalo del rey polaco Juan III Sobieski, aunque durante mucho tiempo por tradición se consideró el bastón de mando del Gattamelata;
- relicario con el radio di sant'Antonio, exvoto para la curación de Víctor Amadeo II de Saboya que data de 1672. Es un manufactura piamontesa de la época;
- copón decorado con 23 camafeos, obra renacentista francesa, adquirida en 1586;
- calice en oro con esmaltes y esmeraldas, donado en 1733 por Maria Amalia de Habsburgo, esposa del emperador Carlos VII;
- portaprofumi en forma de bellota gigante, con una lechuza apoyada en la tapa; obra del siglo XV;
- bicchiere in vetro que el hereje Aleardino tiró al suelo, pero que permaneció intacto. Aleardin mismo se lo dio al santuario; ahora está cubierto con una decoración plateada que data del siglo XII;
- pietra proveniente dal giardino del Getsemani encerrada en una cofrecillo del siglo XIV decorada con esmaltes y tracería;;
- navicella portaincenso del siglo XV en plata y madreperla, con finas joyas;
- reliquiario di san Gregorio e di san Vincenzo, obra de Marco Baldi de 1462;
- altra pietra proveniente dal Getsemani, cuyo relicario del siglo XIII contenía previamente la lengua de San Antonio;
- macigno che serviva da guancile a sant'Antonio, según una antigua tradición. Es un regalo de la abadesa Elisabetta Speroni;

#### Nicho central
Las principales reliquias conservadas son:
- Lingua di sant'Antonio, contenida en un relicario de plata dorada, de 81 cm de altura, obra de Giuliano da Firenze, discípulo de Ghiberti. Justo debajo hay un relicario en forma de libro, que contiene el aparato vocal del Santo, una obra de 1981 del artista contemporáneo Carlo Balljana;
- Mento di sant'Antonio, relicario en forma de busto, coronado por una aureola y con un crista en lugar de la cara. Fue ejecutado en 1349 por encargo del cardenal Guy de Boulogne y tiene inscritas las palabras lengua veneta M CCC XXXX VIIII DIE PRIMO DE AGVSTO FO FATO STO LAVORIERO. La base con los cuatro pequeños leones se agregó durante el siglo XV a expensas de la familia Orsato. El 10 de octubre de 1991, tres bandidos enmascarados robaron la reliquia de la barbilla del santo por la noche y la encontraron intacta cerca de Roma, y la recolocaron en la capilla;
- Reliquiario della croce di cristallo, trabajo posterior que data de 1436-1437 de Gian Agostino Elini y de Giovanni Fabbro. En formas ya renacentistas, mide 97 cm de alto;
- Cute della testa sant'Antonio, obra del siglo XIV de 70 cm de altura, retocada entre 1436 y 1437 por Filippo Baldi. Hasta esa fecha, la lengua de San Antonio estaba contenido allí;
- Capelli della Vergine, obra del orfebre Bartolomeo da Bologna, que imitó las formas de Giuliano da Firenze;
- Cilicio di sant'Antonio, un relicario de 80 cm de altura, realizado en formas renacentistas;
- Reliquiario per tre spine della corona di Cristo, obra realizada hacia fines del siglo XV, anteriormente era una ostensorio; fue un regalo del cardenal Girolamo Basso della Rovere;
- otro fragmento de la cute della testa sant'Antonio, un relicario en forma de tempietto sobre ochoesbeltas columnas espirales, hacia 1433, de Corrado Cagnoli;
- reliquario con reliquie di santa Caterina, della Maddalena e santa Giustina, en forma de árbol con tres ramas, tiene 77 cm de altura y data del siglo XV;
- reliquario di san Prosdocimo ed altri santi, tiene forma de cúpula, que recuerda a la cónica de la basílica, data del siglo XV y mide 60 cm de alto;
- Lembo della tonaca di sant'Antonio, obra de Bartolomeo da Bologna de la primera mitad del siglo XV;

#### Nicho derecho
- dito di sant'Antonio, contenido en un ostensorio, a su vez sostenido por una pequeña estatua del Santo. La obra de plata dorada data del siglo XIV;
- terra di Palestina, contenida en un ostensorio, a su vez sostenida por una pequeña estatua de san Luis de Anjou. Esta obra de plata dorada también data del siglo XIV;
- capelli di sant'Antonio contenido en un relicario en forma de nuez, con el Santo entre el follaje. Es un exvoto de Bartolomeo Campolongo y data de alrededor de 1500;
- Ampolla con il sangue di san Felice, obra de Baldassarre da Prata (1505);
- Croce in rame dorato, obra del siglo XV;
- Scheggia del sepolcro del Cristo con un relicario del siglo XV;
- Reliquiario di san Giacomo en forma gotizante (siglo XV);
- dito di san Lorenzo con un relicario de plata dorada, que data del siglo XIV;
- lembo della tonaca di san Bernardino,conservada en un relicario de plata dorada del siglo XV;
- reliquario di san Taddeo, obra del siglo XV;

También sobre el alféizar del nicho están:
- una carta autógrafa de Giuseppe da Copertino con fecha de 1650;
- dos billetes con la firma autografiada de san Alfonso de Ligorio y de Vicente de Paúl;

El disco de latón con incrustaciones de nácar y semipreciosas y en el centro con el trígrafo de Cristo es una obra del siglo XV.

## Capilla y altar del Arca del Santo

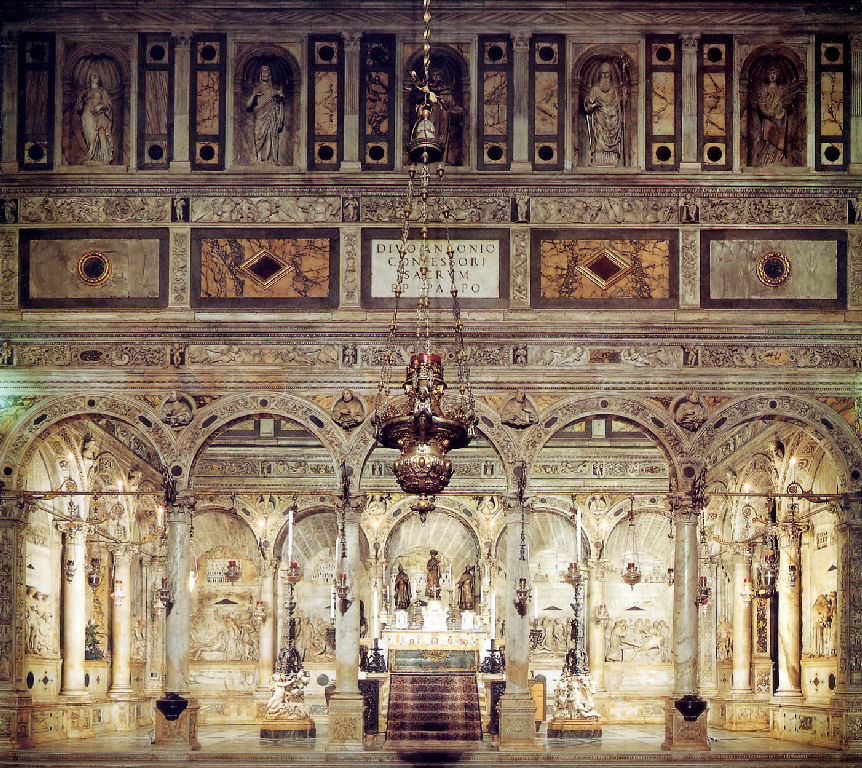
Capilla del Arca del Santo

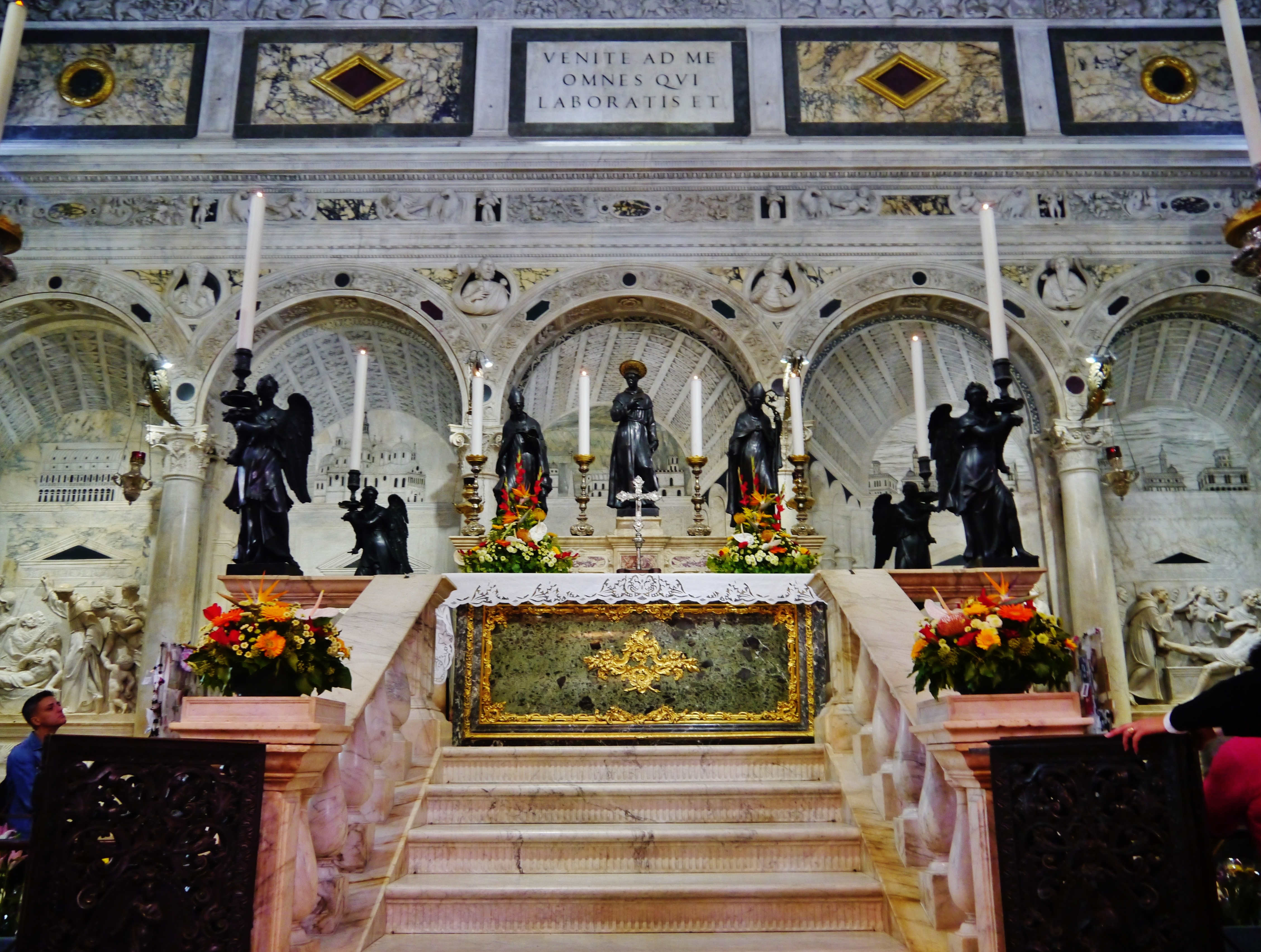
Vista del Arca

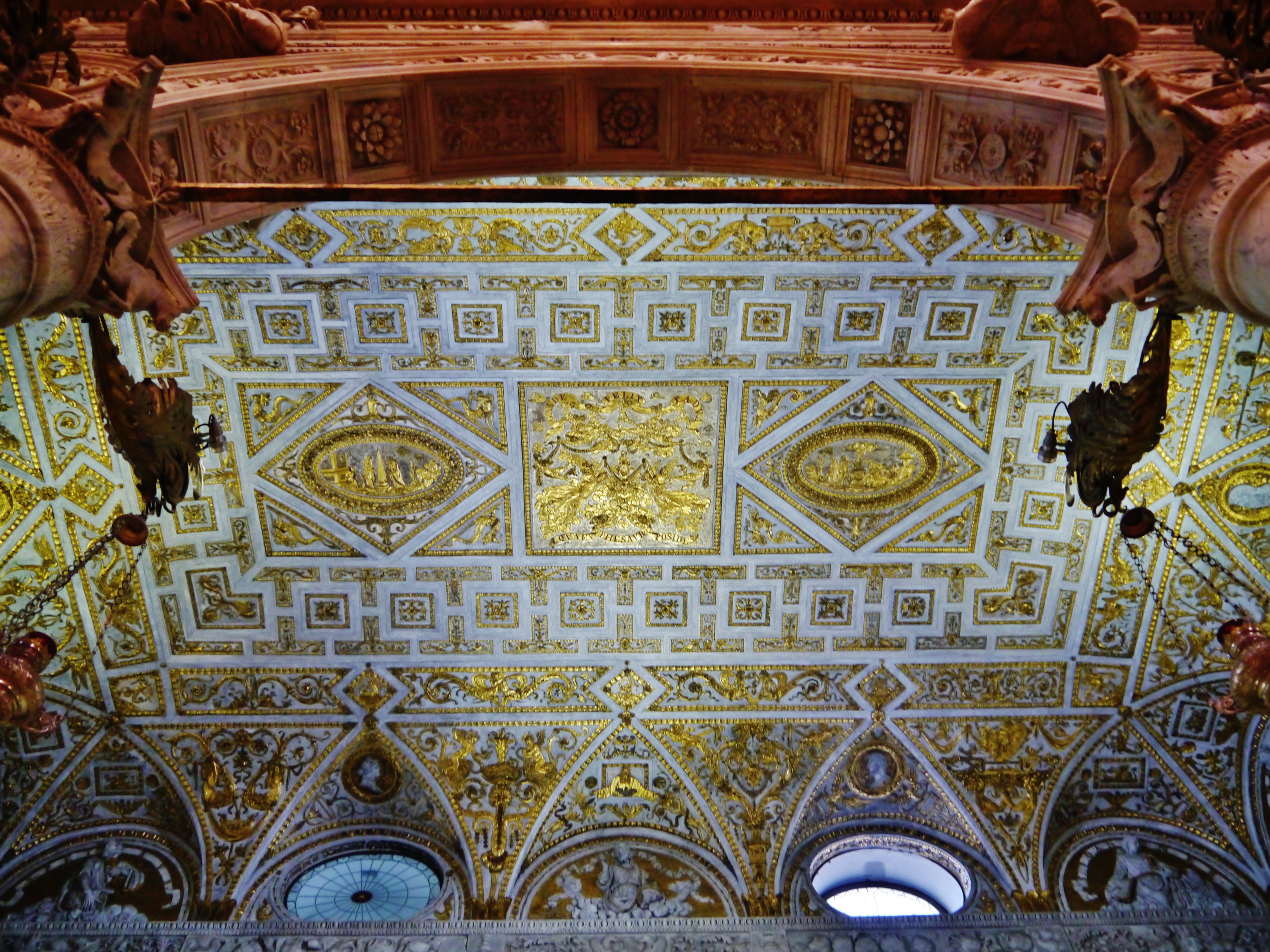
Vista del techo de la capilla

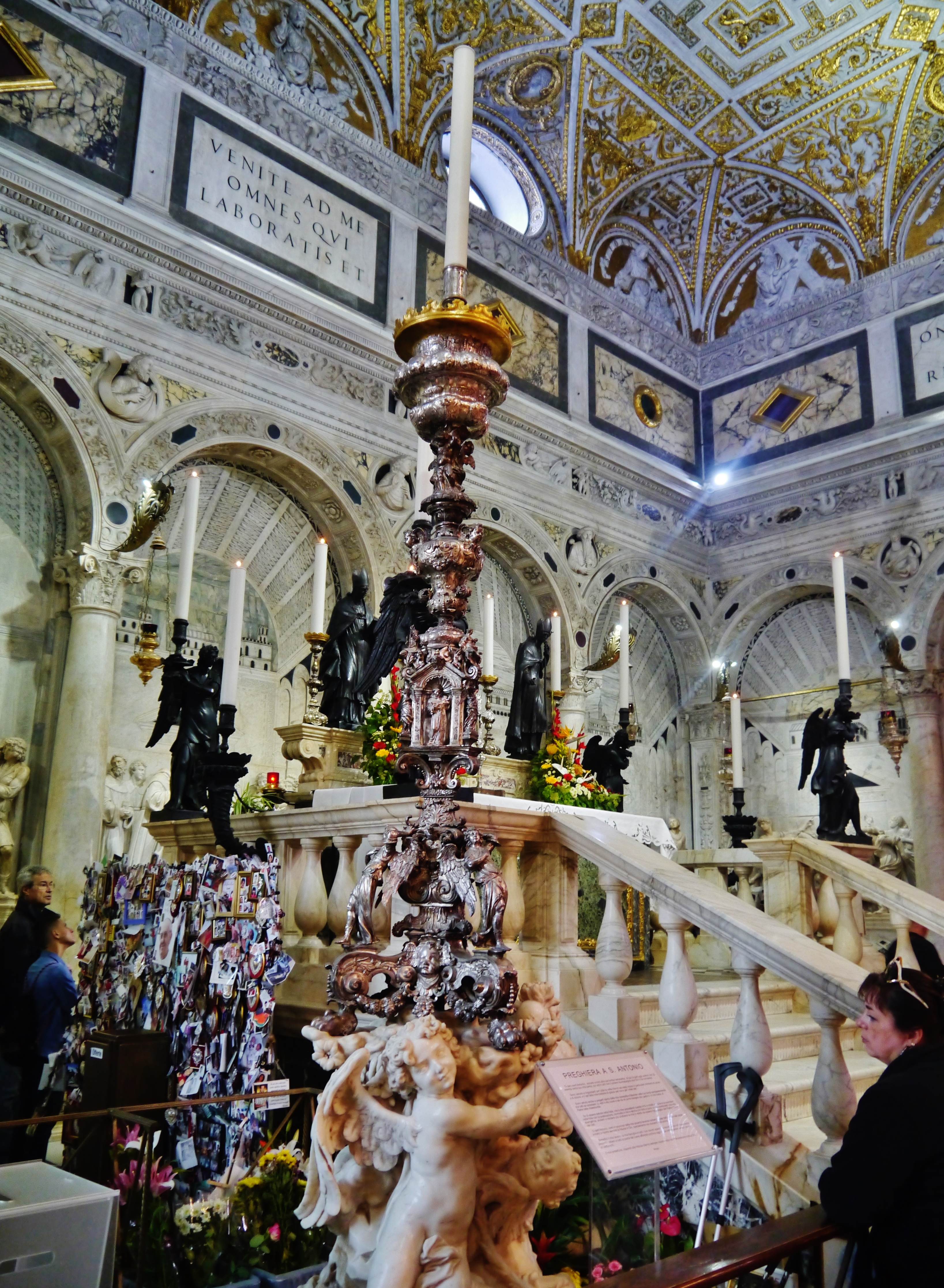
Vista del interior de la capilla

La capilla del Arca del Santo o capilla de san Antonio se encuentra en la parte izquierda de la iglesia, y se accede a ella desde la nave lateral izquierda, al final del corto brazo izquierdo del transepto.

### Fachada de la capilla
La fachada de la capilla, con doble ático, descansa sobre cuatro columnillas y dos pilastras laterales. En los tímpanos están los bustos de los cuatro evangelistas y en el centro la dedicación en mármol:

DIVO ANTONIO
CONFESSORI
SACRUM
RP PA PO

en que la última línea tiene el significado de «RESPUBLICA PATAVINA POSUIT», es decir, la «ciudadanía paduana» (la cittadinanza padovana pose).
En la parte superior, en cinco nichos separados por pilastras, se encuentran las siguientes estatuas:
- santa Giustina, de Giovanni Minello (1513);
- san Giovanni Battista, de Severo Calzetta (1500);
- sant'Antonio, de Giacomo Fantoni (1533);
- san Prosdocimo, de Sebastiano da Lugano (1503);
- san Daniele martire, de Giacomo Fantoni (1533).

Las dos estatuas de Fantoni están en estuco, mientras que las otras están en mármol.

### Interior

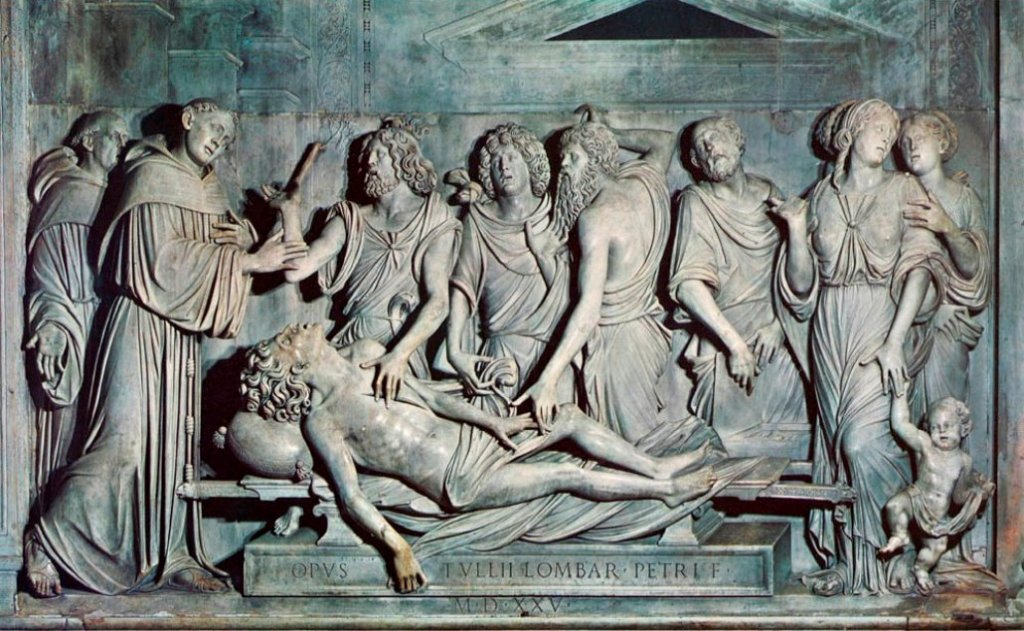
Milagro del corazón del usurero (1525), obra de Tullio Lombardo

El altar se alza sobre una plataforma dispuesta sobre siete escalones. Es obra de Tiziano Aspetti (1607), y está coronado por tres estatuas hechas en 1593-1594: la de Sant'Antonio, en el centro, flanqueada por las de San Bonaventura y de San Ludovico di Tolosa, que eran obispos franciscanos.
En el parapeto se pueden ver dos pares de ángeles portavelas. El tabernáculo data de 1742, así como las dos sacras en lámina de plata en relieve, realizados por el orfebre veneciano Andrea Fulici, que representas en bajorrelieve, comenzando desde la izquierda, el Miracolo del piede tagliato, la Apparizione di Gesù bambino, el Miracolo della mula, la Vestizione di sant'Antonio y el Miracolo dei pesci.
La cancella de acceso de bronce que conduce al altar es una realización de Girolamo Paliari de 1603, mientras que los dos pequeños candelabros de bronce, de un autor desconocido, fueron donados en 1677 por Domenico Gritti, podestà de Padua. A los lados del altar hay dos candelabros de plata, que tienen un soporte de mármol que representa a los ángeles envueltos en nubes y lirios. Los candelabros tienen 2,12 m de altura y fueron realizados por Giovanni Balbi en 1673 (el de la derecha) y en 1686 (el de la izquierda). El soporte de la izquierda fue realizado en 1689 por Filippo Parodi, mientras que el de la derecha lo fue en 1712 por Orazio Marinali.
Detrás del altar, a lo largo de las paredes de la capilla, entre las columnas, se encuentran nueve relieves que representan, a excepción del primero, los milagros de san Antonio. Comenzando desde la izquierda, son:
1. Sant'Antonio riceve l'abito francescano, obra de Antonio Minello terminada en 1519;
2. Il marito geloso pugnala la moglie y, en la cimbra, Sant'Antonio intercede da Cristo il miracolo, obra esbozada del paduano Giovanni Rubino entre 1524 y 1529 y completadas por el toscano Silvio Cosini entre 1534 y 1537;
3. Miracolo del giovane resuscitato, obra esbozada en 1571 por Danese Cattaneo, representado de perfil en el cuadro, a la derecha, y luego completado por su alumno Girolamo Campagna en 1577, según la inscripción, cronológicamente el último relieve del ciclo; abajo, efigie del Effigie del cardinale Bartolomeo Uliari, fraile del cercano monasterio franciscano y obispo de Ancona y luego de Florencia, obra de Giovanni y Antonio Minello de 1502;
4. Miracolo della giovane resuscitata, obra firmada por Jacopo Sansovino, encargada en 1536 y completada solo en 1562; en la centina, también de Sansovino se representa la propia basílica antoniana;; en la Vite el Vasari elogia la «fierezza dell'esecuzione»;
5. Miracolo del bimbo resuscitato, obra iniciado por Antonio Minello entre 1520 y 1528, luego completada por Jacopo Sansovino en 1536; Sansovino, escultor de calidad y carácter completamente diferente de Minello, logró reutilizar las partes ya esbozadas y proporcionar una obra unitaria, sin ver el salto de un autor a otro;
6. Miracolo del cuore dell'usuraio, obra de Tullio Lombardo encargada en 1520, firmada y fechada en 1525, recientemente también atribuida a su hijo Sante;
7. Miracolo del piede risanato, obra firmada de Tullio Lombardo completada en 1505; debajo se puede ver la Effigie di Francesco Sansone, general de la Orden franciscana y gran defensor, además de mecenas de la capilla, obra de Giovanni y de Antonio Minello de 1502;
8. Miracolo del bicchiere rimasto intatto, obra realizada entre 1520 y 1529 por Giovanni Maria Mosca y completado por Pietro Paolo Stella después de que el primero se fuera a Polonia;
9. Miracolo del bambino che parla, obra firmada de Antonio Lombardo, completada en 1505.

En la parte media de la contrafachada aparece la inscripción: 

ANNO A CHRISTI
NATALIBUS
M D XXX II

 en memoria del año en que la capilla fue dedicada al Santo, aunque no estaba del todo finalizada.
La bóveda con lunetos fue decorada entre 1533 y 1534 con estucos dorados por Giovanni Maria Falconetto con la colaboración de los hijos Ottaviano y Provolo, de Tiziano Minio, de Silvio Cosini y de Danese Cattaneo. En los lunetos hay presentes un Jesucristo y los doce apóstoles, mientras que en el centro los ángeles sostienen una cinta con las palabras

GAUDE FELIX PADUA QUAE THESAU(RUM) POS(S)IDES

 Las primeras palabras de la bula en la que el 30 de mayo de 1232 el papa Gregorio IX elevó a san Antonio a los honores de los altares.

## Nave central
El área de la nave central cubre un espacio muy grande, delimitado por una serie de pilastras a derecha e izquierda, que están recubiertas con numerosos monumentos funerarios que se remontan principalmente a los siglos XV-XVII. Esos monumentos representan una interesante sección transversal de la vida civil y cultural de la ciudad y de la república de Venecia en esos siglos.
En la contrafachada hay un vasto fresco de Pietro Annigoni, que representa a Sant'Antonio sul noce che predica il Vangelo, obra de 1985.

Nave central
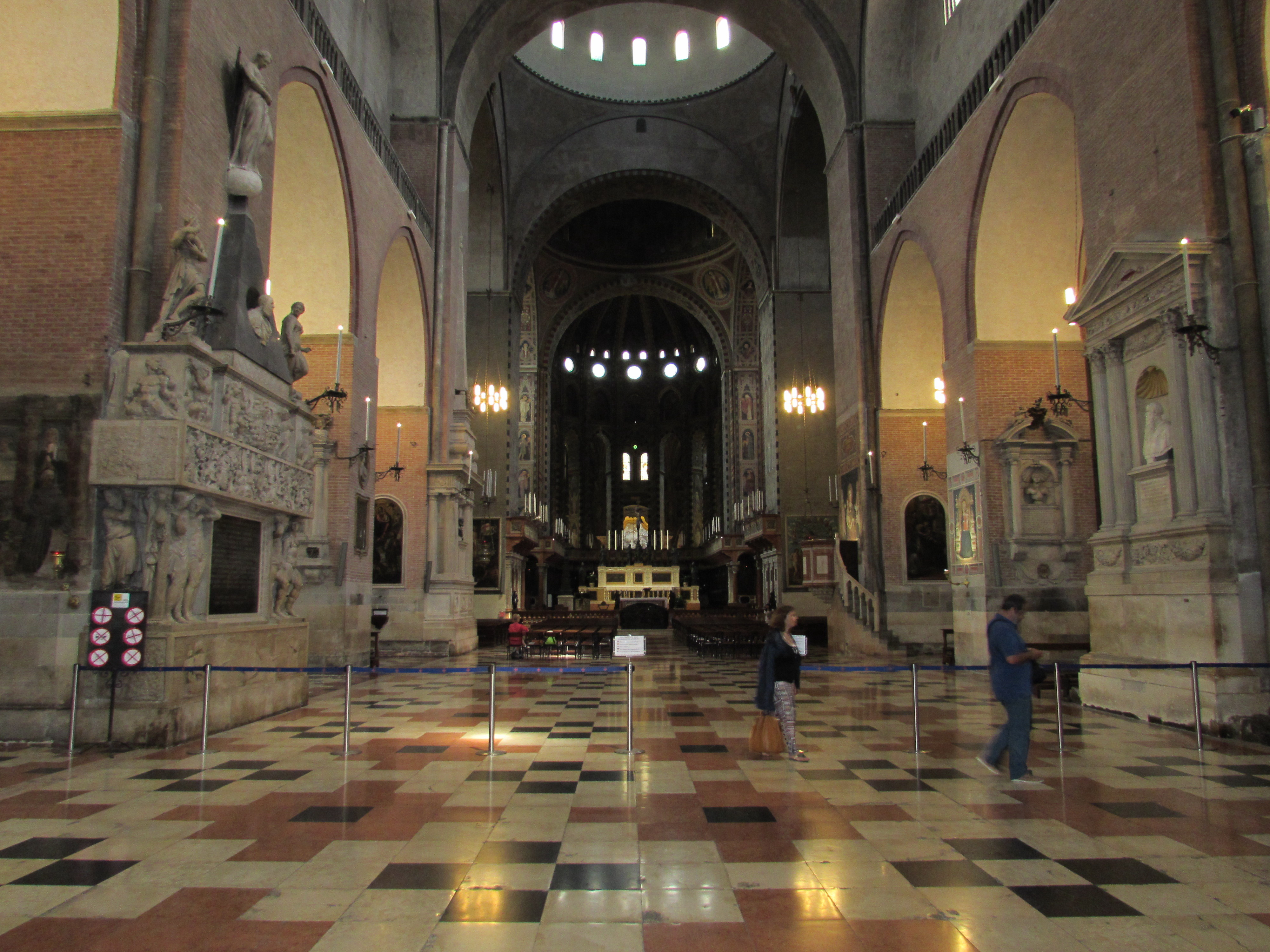
Interior de la basílica
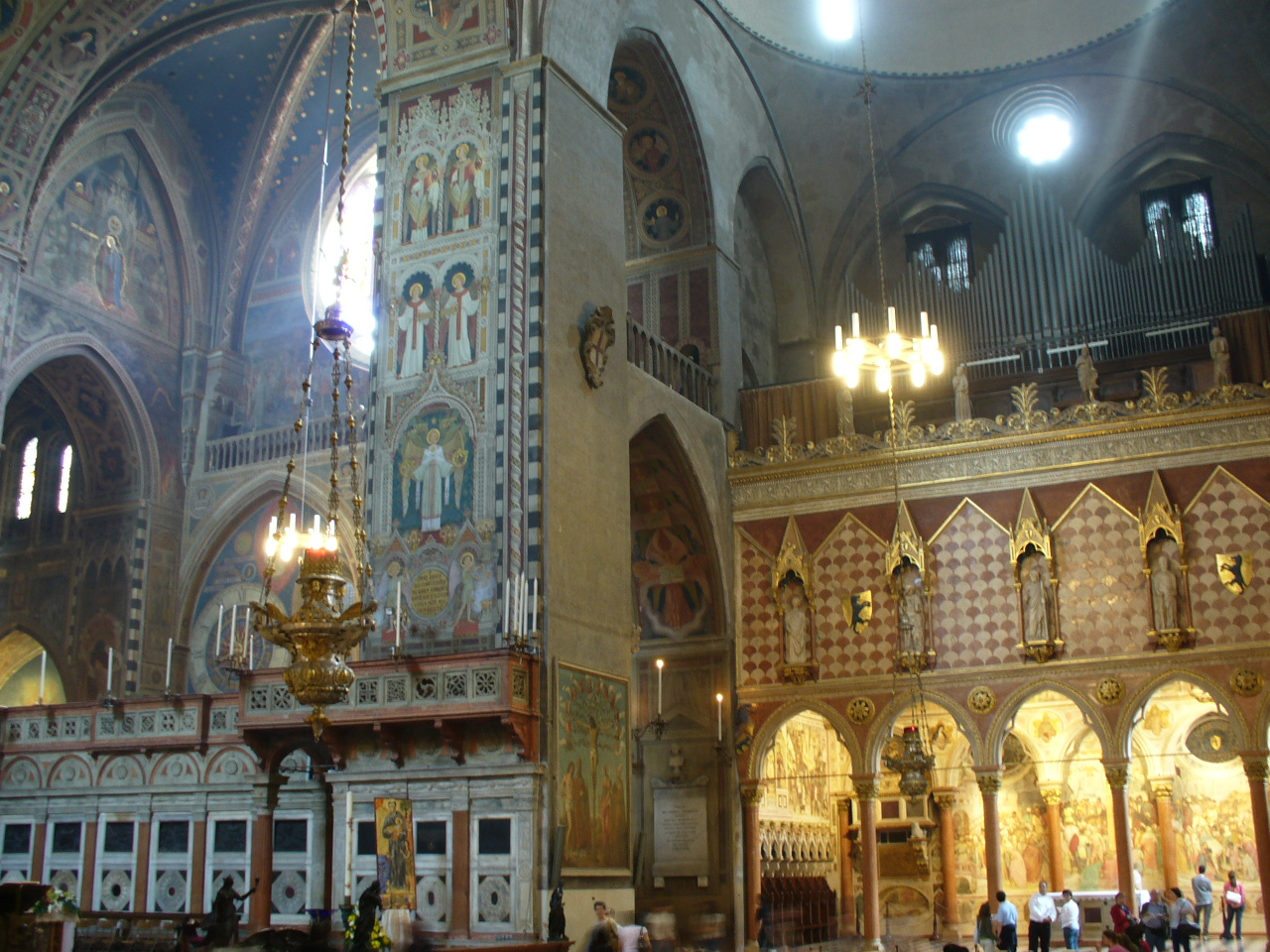
Capilla de San Giacomo
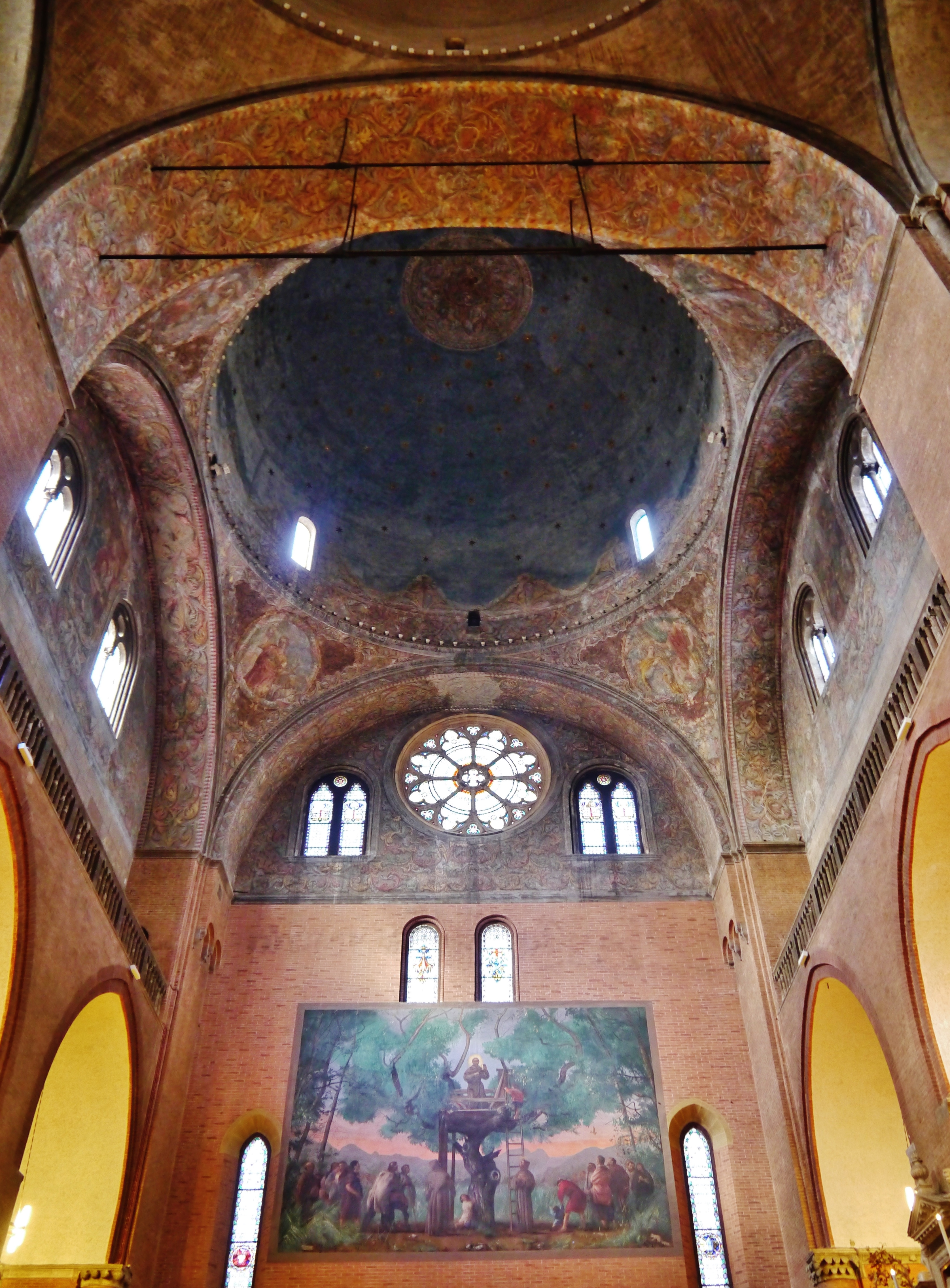
Contrafachada
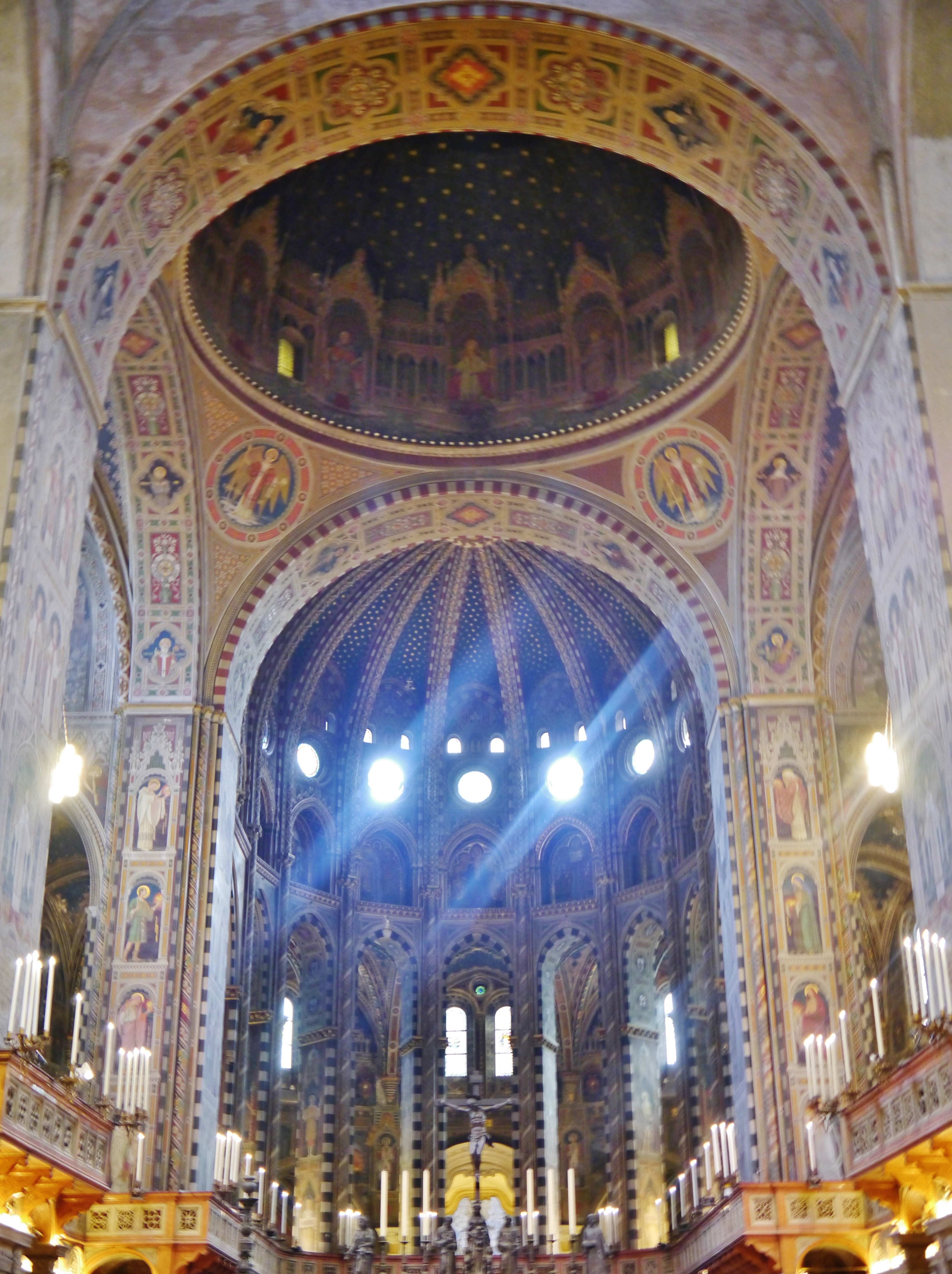
Interior del coro
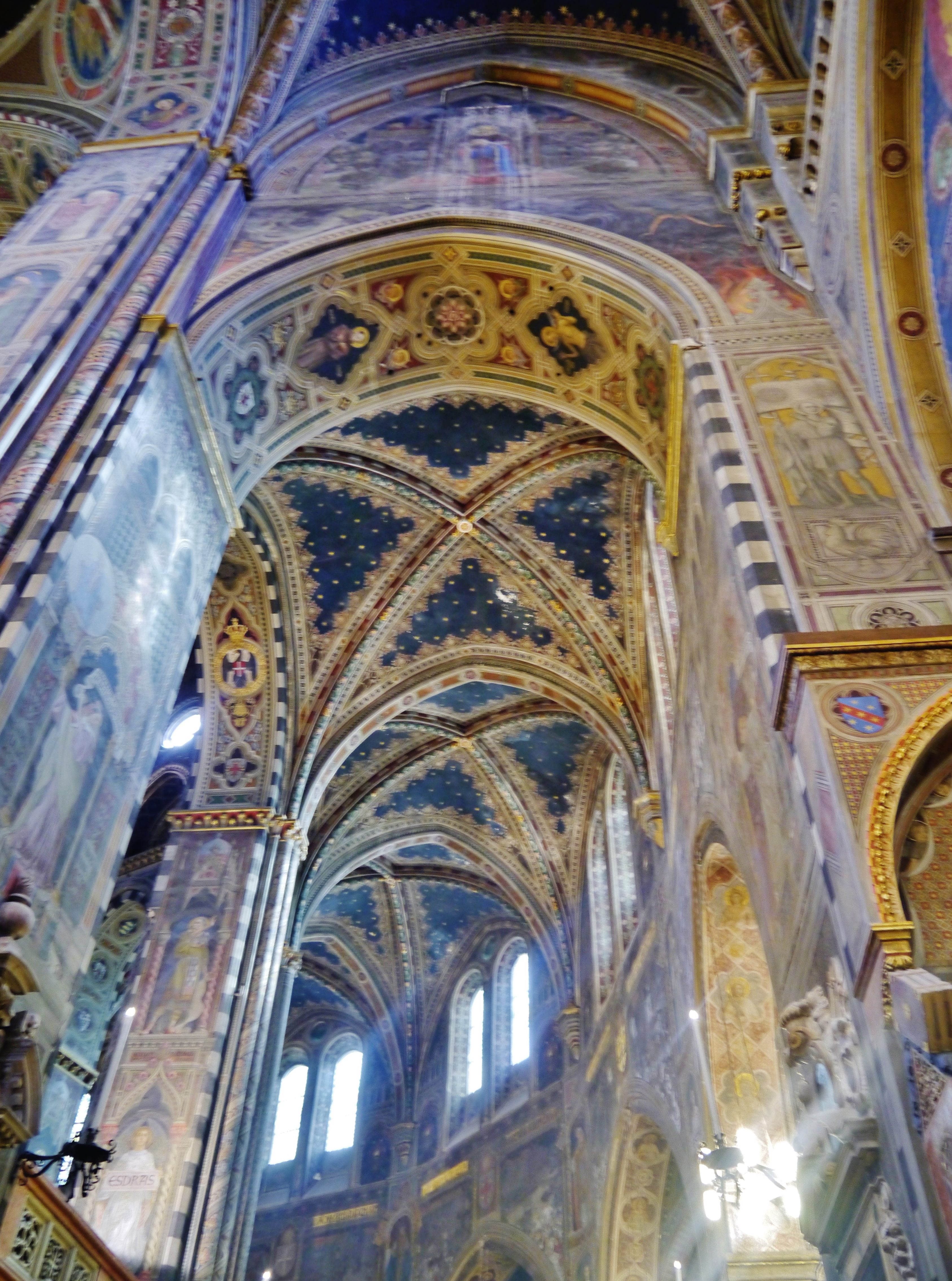
Bóveda del deambulatorio

### Madonna de la pilastra

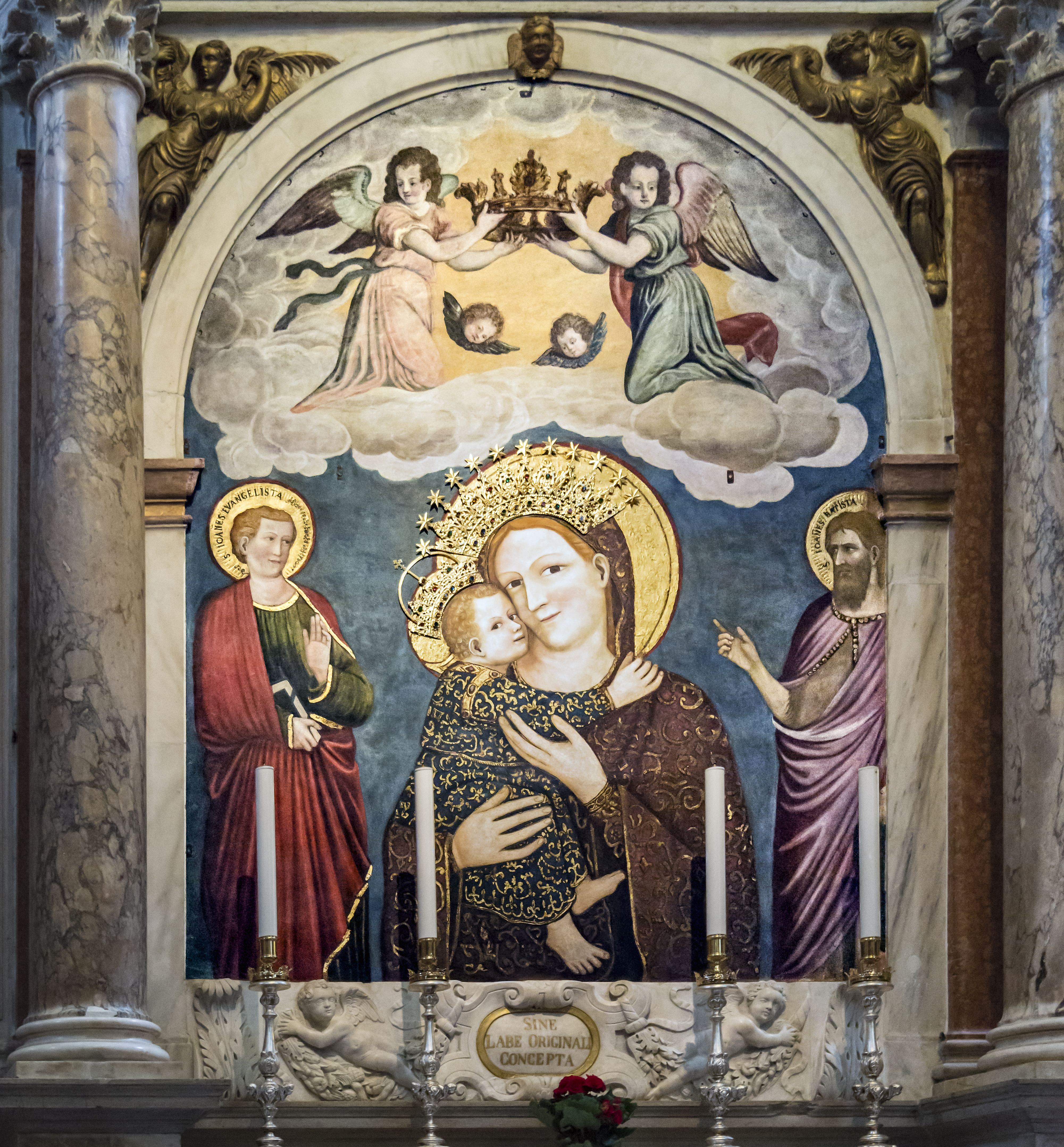
Madonna del Pilastro, de Stefano da Ferrara

En la primera pilastra de la izquierda está dispuesto el altar de la Madonna del pilastro, antiguamente llamada Madonna degli orbi, porque los que ven se volvieron ciegos. Construido en 1413 por orden de Folcatino Buzzacarini, fue renovado en 1472 por Giovanni Minello y finalmente restaurado en sus formas actuales por encargo de la familia Cumani, patrona del altar. El retablo es obra de Stefano da Ferrara y representa a laMadonna con Gesù bambino; una pintura de San Giovanni evangelista e san Giovanni Battista se agregaron posteriormente, obra de un artista del círculo de Altichiero da Zevio y finalmente en el siglo XVI los angelitos con corona, obra anónima. El altar se completa con el bajorrelieve de la Immacolata, obra de un artista del círculo de Giovanni Bonazza.

### Monumento Trombetta

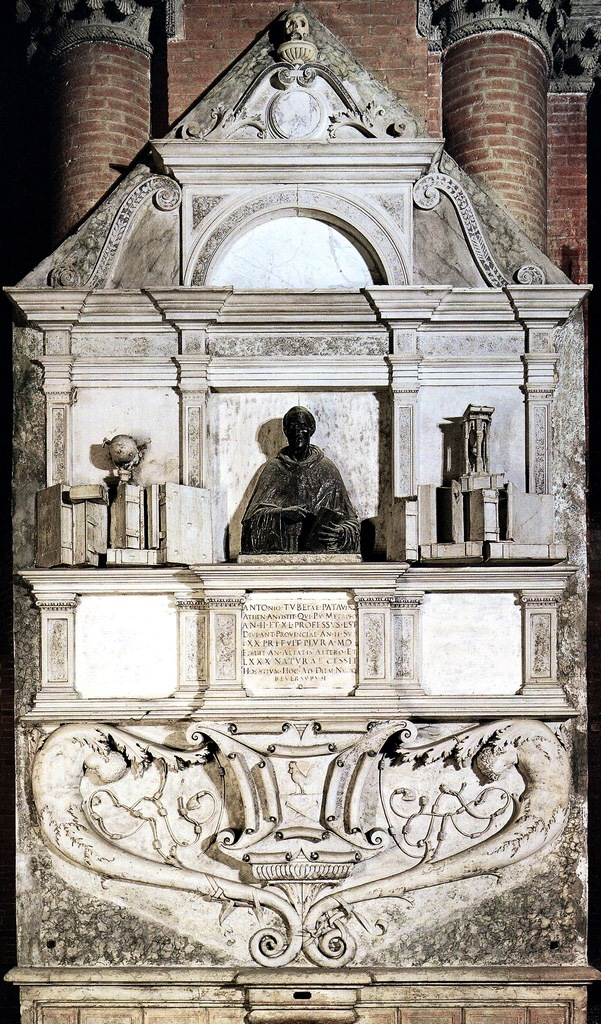
Monumento Trombetta, de Vincenzo y Gian Gerolamo Grandi y Andrea Briosco, dicho il Riccio

Ubicado frente al altar de la Madonna del pilastro, en el alzado oriental de la primera pilastra a la izquierda, se encuentra el monumento funebre del padre Antonio Trombetta, profesor de teología y de filosofía en la Universidad paduana, obispo de Urbino y luego arzobispo titular de Atenas. El busto de bronce es obra de Andrea Briosco de 1522, mientras que la parte arquitectónica y las esculturas son obras de los hermanos Vincenzo y Gian Gerolamo Grandi. A los flancos de esta pilastra hay dos nichos con frescos que representan a San Ludovico d'Angiò y Santa Lucia, obra del mismo artista anónimo que pintó al fresco el Sant'Antonio que se encuentra en el nicho correspondiente a la derecha de la puerta principal.
En una pilastra está el fresco que representa a laMadonna in trono con il bambin Gesù, una obra del siglo XIV, atribuida a Guariento di Arpo.
Hay presentes dos telas, que anteriormente eran retablos de dos altares ahora demolidos; representan la Adorazione dei Magi, obra de Pier Paolo da Santacroce de 1591, y la Madonna con san Rocco e san Liberale de Giovan Battista Pellizzari, un pintor del siglo XVII.

### Monumento Caimo

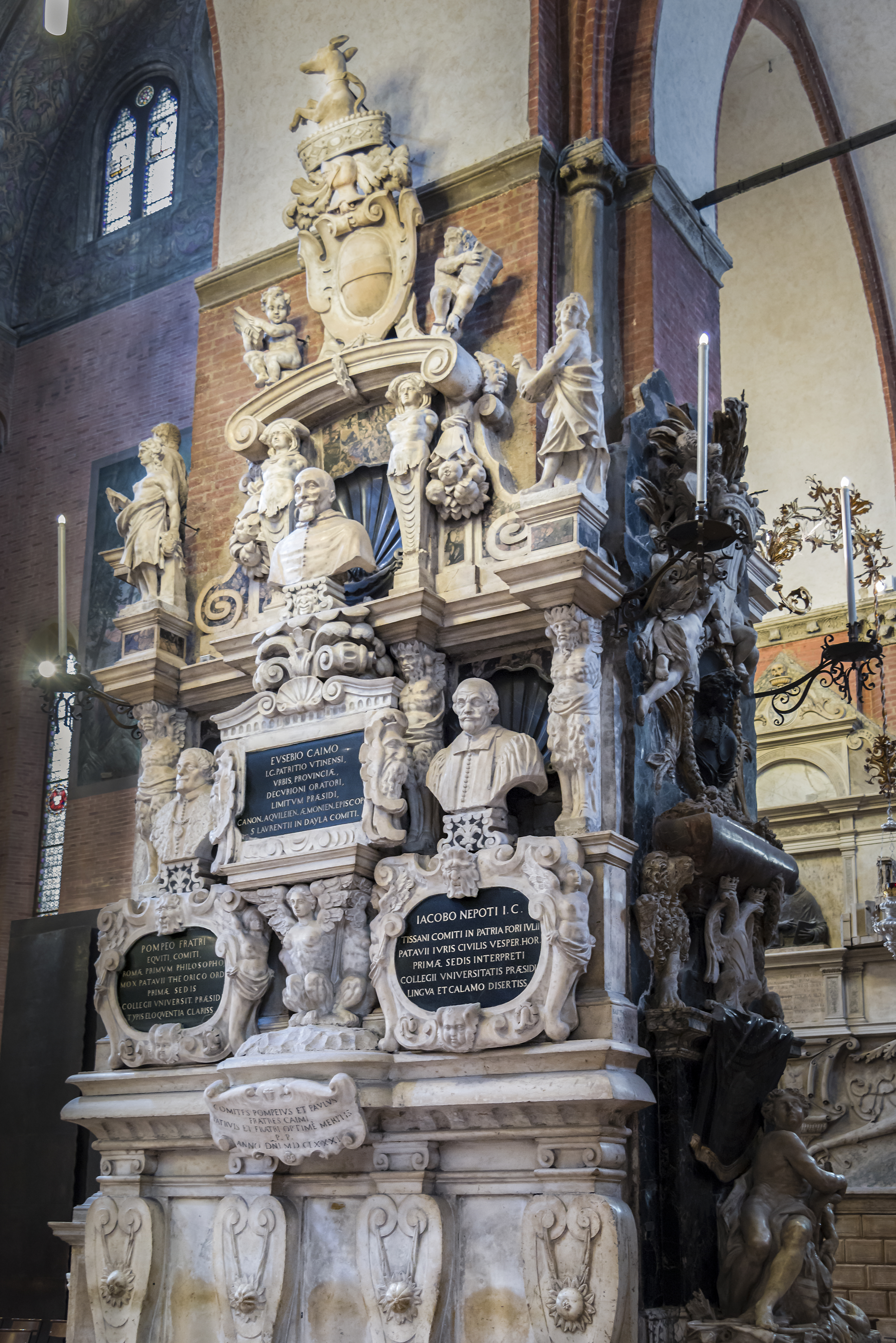
Bartolomeo Mugini - Monumento Caimo

El monumento de estilo barroco fue erigido en 1681 para celebrar a tres miembros de la familia udinese de Caimo; más precisamente:
- Eusebio, canónigo de Aquileia y obispo de Cittanova;
- Pompeo, hermano de Eusebio, médico, archiatra del papa Gregorio XV y enseñante en la Universidad de Padua;
- Jacopo, nipote de Pompeo, juriconsulto y enseñante en la Universidad de Padua.

El monumento es obra de Bartolomeo Mugini de Lugano, como se informa en un pequeño epígrafe a la derecha sobre la primera cornisa.

### Monumento a Simone Ardeo

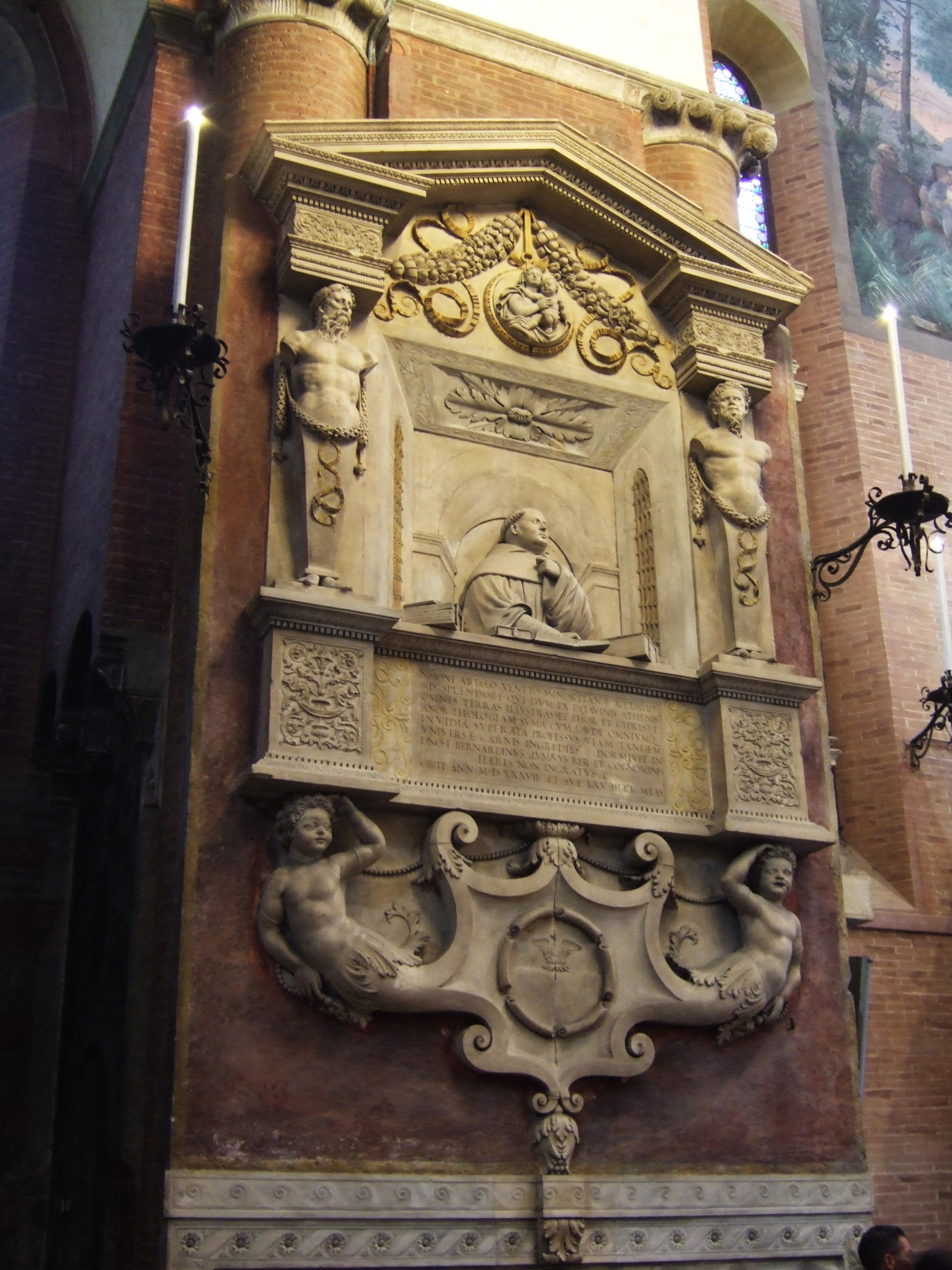
Monumento a Simone Ardeo

El monumento data de 1537 y está dedicado a Simone Ardeo, de Venecia, fraile franciscano que enseñó teologia scotistica en la Universidad de Padua desde 1517, el año de la reactivación de la Universidad después del largo paréntesis debido a la guerra de la Liga de Cambrai, hasta 1537, el año de su muerte.
El trabajo fue realizado en 1548 por los hermanos Gian Vincenzo y Gian Girolamo Grandi.
El monumento se caracteriza por dos cariátides que sostienen un frontispicio muy decorado, en cuyo centro se puede ver el busto del Ardeo en el acto de enseñar y rodeado de numerosos y voluminosos libros. Arriba hay un medallón con la Virgen y el niño Jesús.
En la base del monumento se puede ver la inscripción, sostenida por dos putti, con un escudo en el centro donde está tallado el fénix.

### Martirio de Santa Águeda

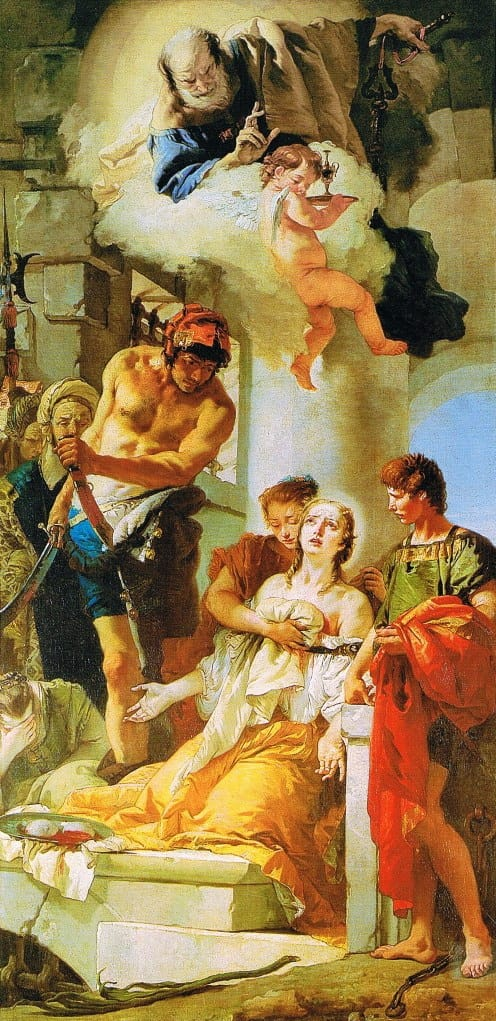
Giambattista Tiepolo - Il martirio di sant'Agata.

En el alzado este de la tercera pilastra estaba colgaba la pintura Martirio di sant'Agata de Giambattista Tiepolo, pintada en 1736 para la capilla de la santa (ahora transformada en la capilla de Santa Rosa da Lima), que fue translada aquí después de las obras de transformación. El retablo se encuentra ahora en el Museo Antoniano.

## Nave lateral izquierda

### Monumento a Estanislao Antonio Fryznekier
La obra, de un autor desconocido pero de buena calidad, fue encargada por el padre y el hermano del joven polaco, muerto en 1687. El monumento está conectado al Mausoleo del doge Giovanni Pesaro presente en la basilica di Santa Maria Gloriosa dei Frari de Venecia.

### Altar de san Massimiliano Kolbe
El altar de san Massimiliano Kolbe, del siglo XVII, pertenecía a la destruida iglesia de San Prosdocimo y fue tranladado aquí en 1809. Anteriormente, la capilla estaba dedicada a san Estanislao y en ella estaba el retablo que lo representa, ahora ubicado en la quinta pilastra derecha.
El gran retablo actual (3,67x1,71 m), que representa la La morte e la salita in cielo di san Massimiliano Kolbe, es una obra del pintor Pietro Annigoni (1981). En la parte inferior del retablo se ve el cadáver del santo, contraído y desfigurado por el martirio en el campo de concentración de Auschwitz; en el centro la ascensión al cielo, mientras que en la parte superior la Virgen lo corona en la gloria.

### Lápida de Cristoforo Sapieha
Ubicada a la derecha del altar de San Maximiliano Kolbe, el monumento está destinado a celebrar al guerrero polaco que murió en 1637, que fue copero del rey de Polonia y luchó, como se informa en la placa, tanto contra los turcos de Osman II como contra los rusos.

### Altar de la Dolorosa
El altar fue realizado por encargo de Benedetto Selvatico por el arquitecto Giuseppe Sardi en 1652.
Se compone de cuatro poderosas columnas de mármol y en la parte superior hay numerosos ángeles en movimiento, atribuidos al cincel por Giovanni Battista Florio, llamado el Rocchetto. El retablo, Gesù in grembo a Maria Addolorata, es obra de Luca Ferrari (1652). En los costados, en los zócalos, estatuas de san Benedetto y de sant'Antonio col bambino Gesù, obras de 1654 de Francesco Cavrioli.

### Monumento a Caterino Corner

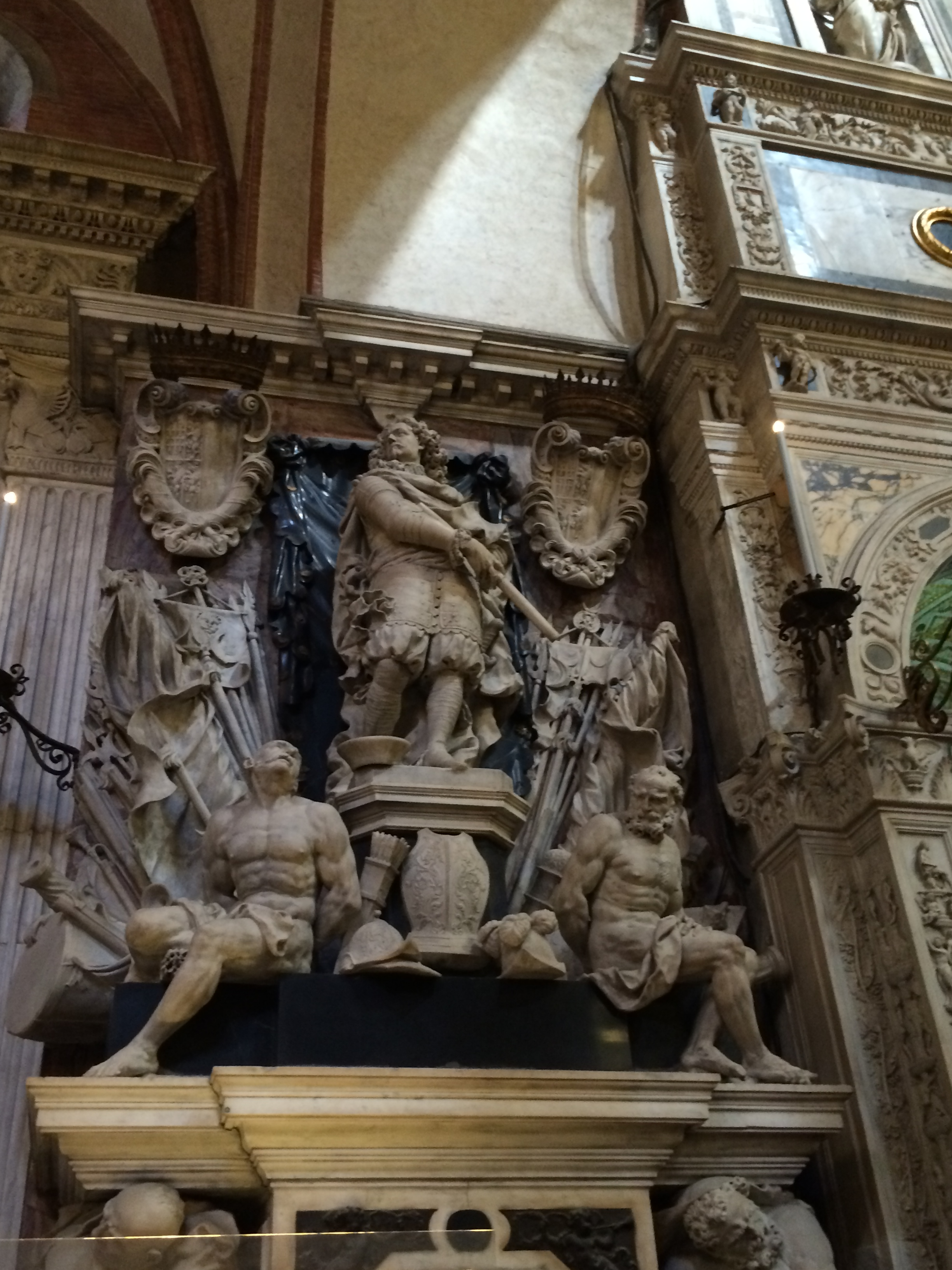
Monumento a Caterino Corner

El monumento a Caterino Corner celebra al heroico general veneciano que murió en 1669 en la guerra de Candia contra los turcos. Es una obra del escultor belga Giusto Le Court, en pleno y suntuoso estilo barroco: dos esclavos gigantes sostienen sobre el dorso la base, en la que se ve al general con el bastón de mando en la mano, que se encuentra entre las estatuas de dos prisioneros encadenados y tiene detrás de él un enjambre de estandartes, mazas, armaduras, cortes y armas de fuego. La placa con el epígrafe está bordeada por una guirnalda y con cuatro putti de bronce.

### Mausoleo a Antonio Roselli

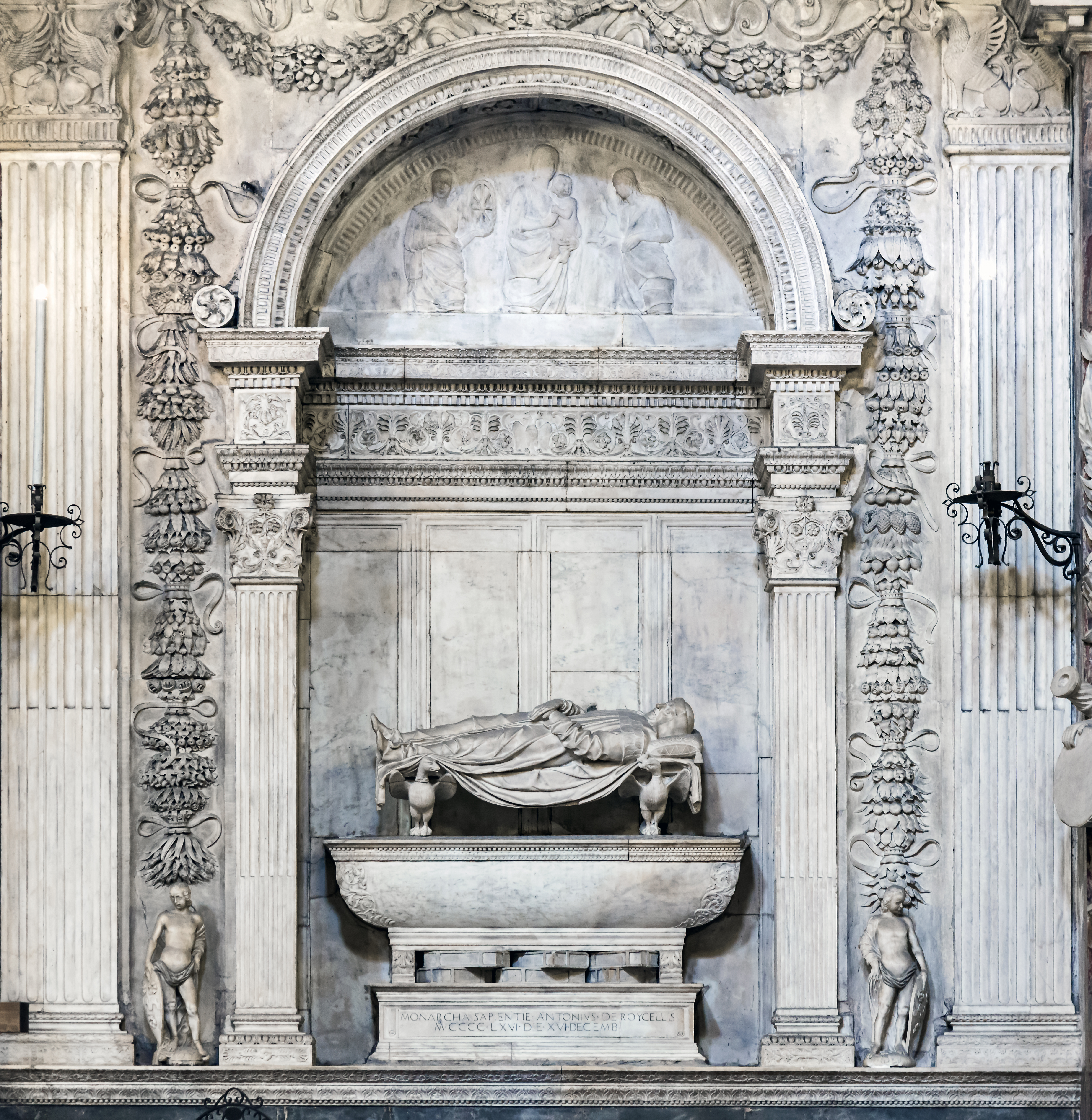
Mausoleo a Antonio Roselli

El cuarto tramo está dominado por el mausoleo de Antonio Roselli, un distinguido jurista de la universidad de Padua, así como caballero y conde palatino. El monumento es una obra maestra de Pietro Lombardo, que lo ejecutó entre 1464 y 1467, inspirándose en el monumento del Bruni en la basílica de la Santa Croce en Florencia, obra de Bernardo Rossellino.
Hay un epígrafe que dice:

Antonio Rosselli - monarca de la sabiduria
16 de diciembre de 1466.
MONARCA SAPIENTIAE ANTONIUS DE ROYCELLIS
MCCCCLXVI DIE XVI DECEMBRIS

Sobre la base de los espejos de mármol cadenciados por pequeñas columnas descansan dos pilastras acanaladas que tienen un rico entablamento. En esta solemne cornisa, entre pesados festones, un arco triunfal protege la urna, sobre la cual descansa la estatua del jurista, envuelto en una toga y llevado por águilas. A los lados montan la guardia dos putti reconocidos, colocados sobre tortugas. En la luneta está el bajorrelieve con Madonna e Gesù bambino tra santa Caterina d'Alessandria e la Maddalena.

### Mausoleo de Alessandro Contarini
El mausoleo se encuentra frente al monumento Bembo y fue construido por encargo de los hermanos Pietro y Pandolfo para celebrar al almirante Alessandro Contarini, muerto en 1553. El proyecto arquitectónico fue coordinado por Michele Sanmicheli, asistido por numerosos escultores, el más importante Alessandro Vittoria, que trabajó allí desde 1555 hasta 1558. Suyos son los dos telamones de la izquierda, la suprayacente Nereida y la Fama en la cima de la pirámide. El escultor Pietro Grazioli da Salò, por otro lado, hizo los dos telamones de la derecha y la Nereida sobre el friso. Los telamones en los lados son obras de Pietro Zoppo, paduano. El busto de mármol del almirante, insertado en la pirámide escalonada, es obra de Danese Cattaneo. Otros escultores crearon las decoraciones colaterales: en la base hay un relieve con la representación de una flota de barcos de vela, mientras que en el friso hay trofeos militares y algunos agraciados putti con adornos de festones.

### Monumento de Costantino Dottori
Frente al mausoleo Contarini se encuentra el Monumento con busto in marmo di Costantino Dottori, paduano, que cayó en 1668 en la desesperada defensa del sitio de Candía. El autor del trabajo es desconocido.

### Monumento a Pietro Bembo

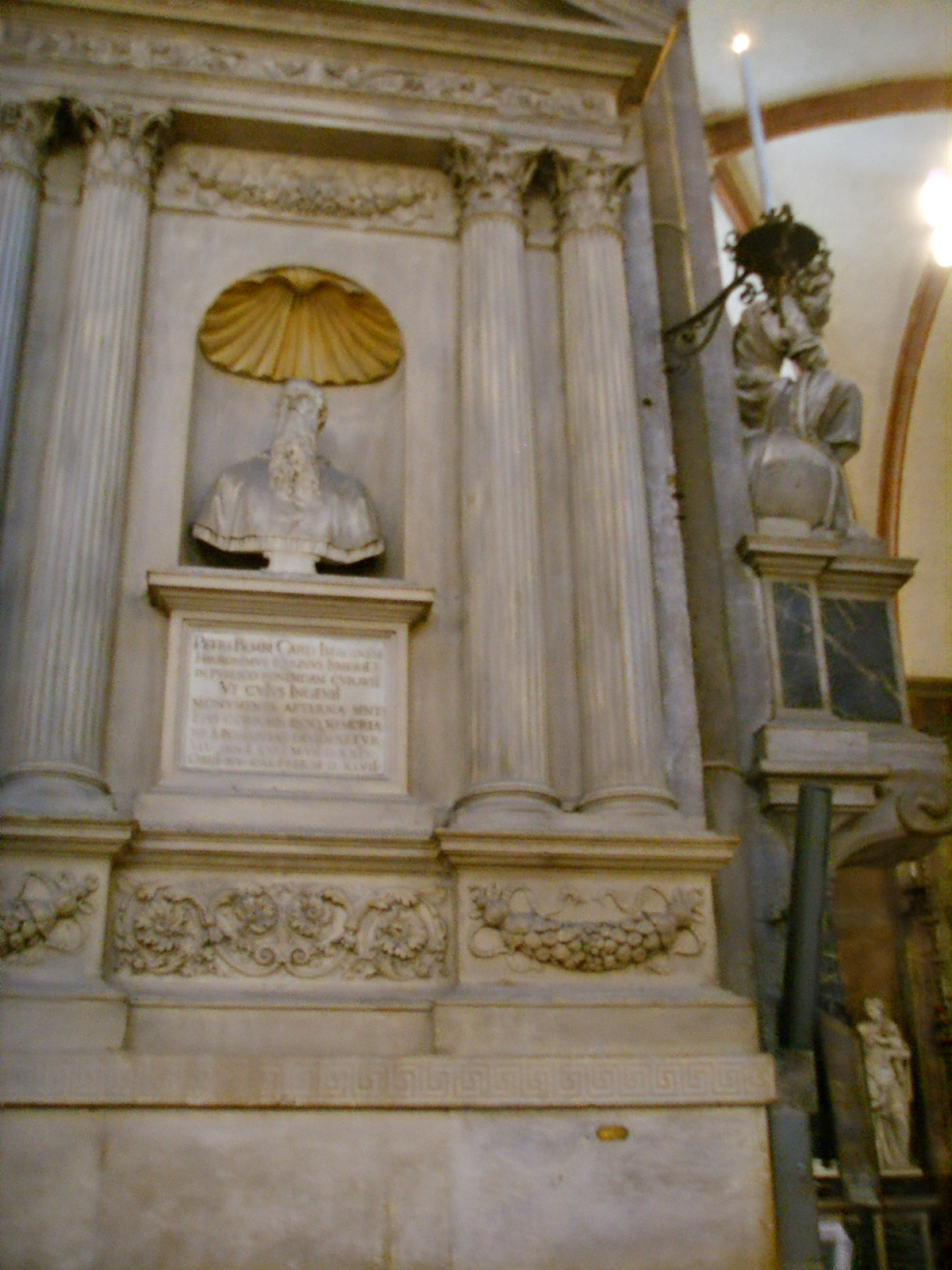
El monumento a Pietro Bembo.

El monumento al cardenal Pietro Bembo está dispuesto en la tercera columna a la derecha, comenzando desde la entrada, y es un proyecto del celebérrimo arquitecto Andrea Palladio. El monumento es solo celebrativo, porque el cardenal murió en 1547 en Roma y está enterrado allí. El busto es una de las mejores obras de Danese Cattaneo.

## Nave lateral derecha

### Altar de san Carlo Borromeo y de san Giuseppe da Copertino
En el muro derecho de la nave se encuentra el altar de San Carlo Borromeo y de san Giuseppe da Copertino, obra del arquitecto Santo Barbieri  y del escultor Bartolomeo Mugini que data de 1673; el retablo data de 1758 y es obra de Francesco Zannoni. Este altar proviene de la iglesia de Sant'Agostino, ahora destruida, y fue transportada aquí en 1833.

### Altar de las Almas
Al lado está el altar de las Almas (Altare delle Anime), obra del arquitecto Mattia Carneri y de los escultores Matteo e Tommaso Garvo Allio; fue realizado en 1648, mientras que las Statue della Religione e della Carità se agregaron entre 1663 y 1664, también obra de los hermanos Garvo Allio.

### Capilla del Santísimo
Se llama así porque el Santísimo Sacramento se conserva en ella. Fue edificada a partir de 1457 por el arquitecto Giovanni da Bolzano por cuenta de Giacoma Boccarini da Leonessa, viuda de Gattamelata, que depositó aquí los restos mortales del condottiero y de su hijo Gianantonio. La capilla es de estilo gótico y de planta cuadrada, con cuatro columnas en las esquinas y una bóveda con segmentos con nervaduras. Todo lo demás ha sufrido diversos arreglos a lo largo de los siglos.
La capilla fue construida para albergar las tumbas de Gattamelata y de su familia. De hecho, en las paredes se pueden ver los sarcófagos del condottiero Erasmo Gattamelata, a la izquierda, y de su hijo Giannantonio, a la derecha, con las esculturas pergette de Gregorio d'Allegretto de 1458.
Originalmente, la capilla estaba dedicada a los santos Francesco y Bernardino; las paredes estaban decoradas con frescos de Pietro Calzetta, Matteo del Pozzo y Jacopo Parisati de Montagnana, quienes terminaron las obras en 1473. Sobre el altar había un retablo de Jacopo Bellini, ayudado por sus hijos Giovanni y Gentile pero las obras se perdieron en el siglo XVII. Las esculturas fueron confiadas al paduano Gregorio di Allegretto,  discípulo de Donatello.
En 1651 fue dedicada al Santísimo Sacramento y comenzaron las impresionantes obras de transformación, bajo la dirección del arquitecto y pintor reggiano Lorenzo Bedogni: se retiró el altar anterior, se dio brillo a las paredes deslucidas y se añadió un pequeño ábside para contener el nuevo altar, coronado por el ciborio de Girolamo Campagna, que anteriormente estaba en el altar mayor. Sin embargo, la nueva disposición no complació a los contemporáneos. En el transcurso del siglo XVIII se estudiaron muchos proyectos de readaptación, pero sin ningún resultado práctico: también se le preguntó a Giambattista Tiepolo su disposición a hacer nuevos frescos, pero no se hizo nada debido a las dificultades económicas.
A principios del siglo XX se decidió intervenir en la capilla para completarla, pero debido a las grandes dificultades, contrastes y numerosas dudas, el proyecto definitivo de Lodovico Pogliaghi no se aprobó hasta 1921 y su construcción comenzó en 1927 para terminarse en 1936.
Hay catorce estatuas de bronce apoyadas contra el zócalo que corre en torno a la capilla; representan personajes que han preanunciado la institución de la Eucaristía. Todas son obras de Pogliaghi y representan, a partir de la izquierda:
- Hageo;
- Daniel;
- Lucas;
- Giovanni;
- Jeremias, que es también el autorretrato de Pogliaghi;
- Jonás;
- David.

Y más allá del altar:
- Salomón;
- Malaquías;
- Ezequiel;
- Marcos;
- Mateo;
- Isaías;
- Zacarías.

### Capilla del Sagrado Corazón
La capilla fue construida a partir de 1624 por el patricio paduano Camillo Santuliana para enterrar a los fallecidos de la familia. Anteriormente en ese lugar estaba la sacristía de la capilla de San Giacomo, con frescos de Altichiero da Zevio, de la que no quedan trazas.
La disposición actual fue hecha por Napoleone Martinuzzi, que amplió el ambiente creando un pequeño ábside, enriqueció las paredes cubriéndolas con mármol y colocó en la pared derecha un gran relieve dorado que representa a Marcantonio Santuliana alla battaglia di Lepanto (1958).
El altar del siglo XVII fue privado del retablo hecho por Pietro Damini que lo adornaba; ahora hay una tabla de Pino Casarini con Gesù che mostra il costato ferito.

### Capilla de San Giacomo o San Feliz

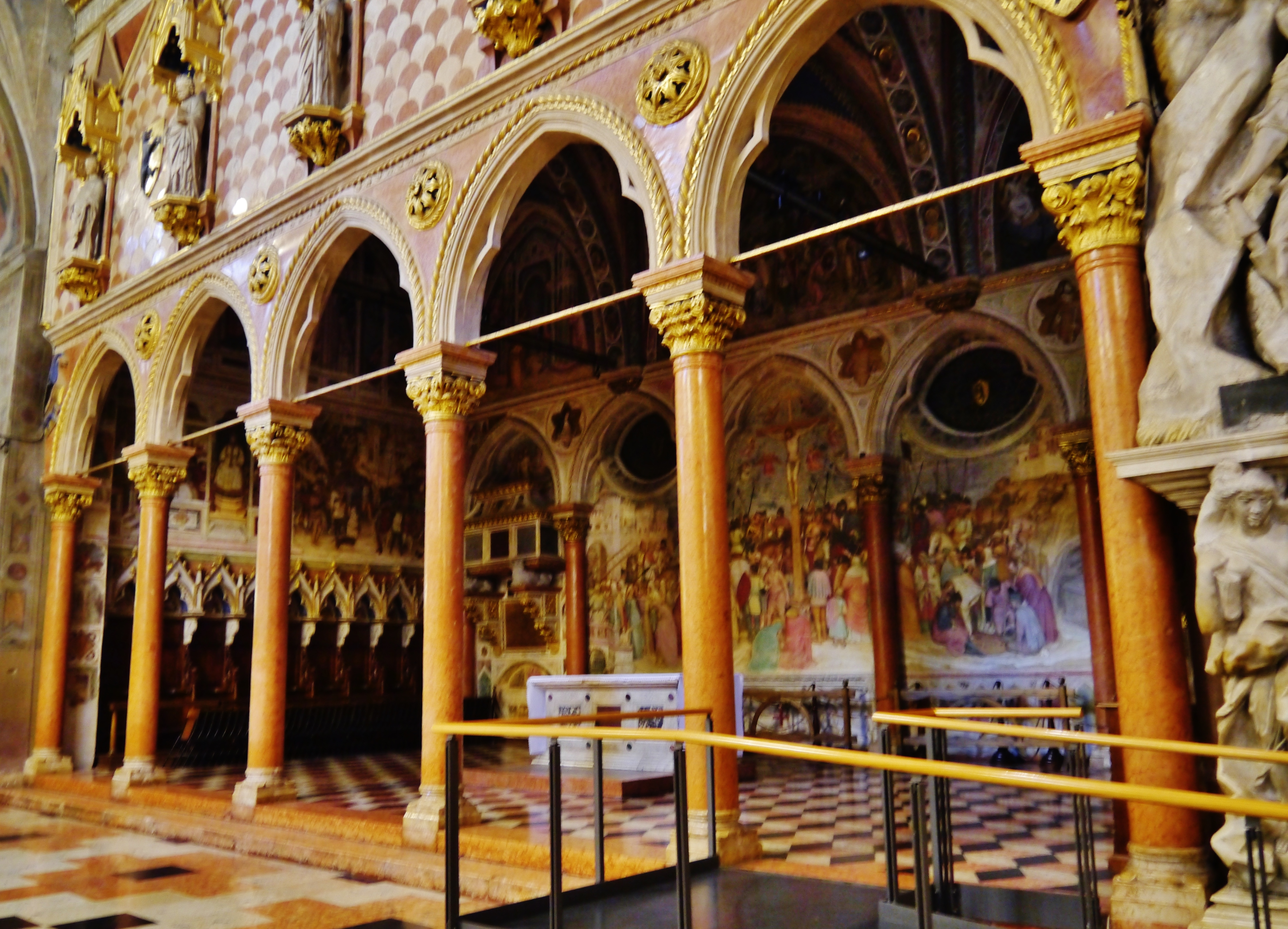
Vista de la capilla de San Feliz

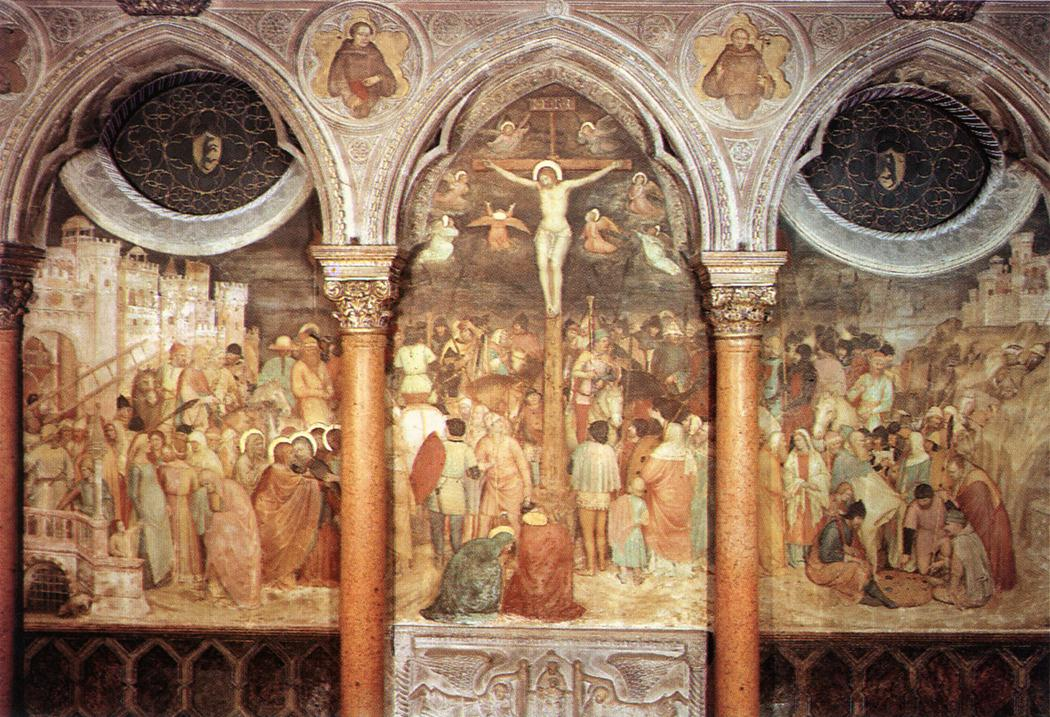
Crucifixión de Altichiero da Zevio (ca. 1376-1379)

Se encuentra a lo largo de la nave lateral derecha, en el extremo del transepto frente a la capilla de San Antonio. Comisionada por Bonifacio Lupi, marqués de Soragna (Parma), quien ocupó importantes cargos diplomáticos y militares en Carraresi de Padua.
La capilla, con una elegante y aireada ambientación en un estilo típicamente gótico, fue realizada a partir de 1372 por uno de los más grandes arquitectos y escultores venecianos de la época: Andriolo de Santi.
La capilla se abre en la parte inferior al transepto con cinco arcos trilobulados. Las tres paredes internas de la capilla están completamente pintadas al fresco y recubiertas de mármoles; el muro sur, el más grande, está dominado por el Crocifisso, una obra maestra de Altichiero da Zevio, que lo realizó en la década de 1360 tan pronto como la capilla estuvo lista.
Las ocho lunetas de la capilla y las dos paredes restantes representan algunos episodios de la historia de San Giacomo, tomados de la Legenda sanctorum o aurea de Jacopo da Varazze. El autor de los frescos sigue siendo Altichiero da Zevio, pero con la colaboración del boloñés Jacopo Avanzi.
En la cantoria sobre la capilla, se ve el gran órgano de tres teclados construido en 1929 por la compañía Mascioni.

## La capilla de la Madonna Mora
Es lo que queda de la antigua iglesita de Santa Maria Mater Domini (de finales del XII-principios del XIII) incorporada en la actual basílica. En ese lugar le encantaba a san Antonio rezar a la Virgen, y fue pidió que lo llevaran, cuando sintió que se acercaba la muerte.
Según su deseo, fue enterrado allí inmediatamente después de su muerte (1231) y sus restos permanecieron allí hasta 1263, cuando fueron trasladados al centro de la basílica, bajo de la cúpula. A partir de ese momento se transformó en una capilla de la basílica, primero bajo el patrocinio de la familia Rogati-Negri y luego de la familia Obizzi.
El altar consta de un baldaquino en perfecto estilo gótico con cúspides, sostenido por cuatro ágiles columnillas y decorado con esculturas:
- Angelo annunciante e Madonna, sobre los pináculos delanteros;
- Padre eterno, sobre la punta del gablete;
- Cristo morto, en bajorrelieve en el tímpano;
- Angeli con gli strumenti della passione, en el pulvini;
- San Giovanni Battista e la Maddalena, sobre los pináculos traseros.

Las esculturas se atribuyen a Rinaldino di Puydarrieux y a su taller, al igual que la estatua de la Madonna con Gesù bambino, en piedra policromada. Como se lee en la inscripción en el plinto, la estatua fue hecha en 1396 por la Confraternita di sant'Antonio.
En el fondo hay un fresco con el profeta Profeta Isaia, il re Davide ed angeli, obra de un seguidor de Altichiero, tal vez de Jacopo da Verona.
En la pared derecha hay un fresco con Immagine di un santo vescovo, de un autor desconocido del siglo XIV, otro con Madonna in trono con Gesù bambino e quattro santi, también de un autor desconocido del siglo XIV y, por último, un fresco votivo con San Prosdocimo, Sant'Antonio, l'Arcangelo Michele e San Ludovico d'Angiò e lo sconosciuto committente, obra del círculo de Altichiero.
Sobre el arcón que conduce a la basílica, aparecen algunos bajorrelieves con el águila, el emblema familiar de los Rogati-Negri. También en la arcada hay un Sant'Antonio que data de finales del siglo XIII. Todos los frescos están muy desgastados, debido a la edad y al abandono humano.
También en la pared derecha está el  Mausoleo di Raffaele Fulgosi,  muerto en 1427, docente de derecho en la Universidad y representante de Venecia en el Concilio de Constanza. Los artifices de la obra, terminada alrededor de 1430, fueron Pietro Lamberti, Giovanni Nanni y Onofrio di Marco. La obra se inspiró en el monumento erigido unos pocos años antes al antipapa Giovanni XXIII de Donatello y Michelozzo que se encuentra en el baptisterio de Florencia. El mausoleo tiene dos puntos de perspectiva diferentes: la imagen del docto jurista se reproduce dos veces, en medio de volúmenes de derecho y estatuillas que representan a las virtudes cívicas. Las dos caras del sarcófago tienen a un lado los putti con una inscripción, en el otro Cristo muerto entre la Virgen y San Giovanni. En el basamento hay relieves con la Justicia, la Prudencia y la Caridad; En la cara que da a la basílica se puede ver la Fortaleza, la Fe y la Esperanza.
En el borde de la pared también hay tres frescos mutildaos: la Madonna in trono, de un pintor que sigue la manera de Gentile da Fabriano; un  Medaglione con profilo di imperatore romano, de un seguidor de Mantegna y debajo, Quattro santi, que, según Pietro Toesca, son de la escuela de Tommaso da Modena.
La pared izquierda está dominada por el Sarcofago in marmo rosso della famiglia Rogati-Negri, que data de finales del siglo XIII. El mausoleo anepigráfico se coloca sobre un sepulcro más antiguo, que está prácticamente oculto. En el frente está tallado Cristo in trono sostenuto da due angeli  y en la cubierta un  Gentiluomo a cavallo tra aquile araldiche della famiglia Rogati-Negri. En las acroteras, siempre en bajorrelieve, los Santi Prosdocimo, Matteo, Marco, Giovanni e Giustina. El autor es desconocido.
Se puede admirar en esa pared varias pinturas: San Francesco con santa Caterina d'Alessandria ed accanto il committente obra de la escuela boloñesa del siglo XIV;  Gesù si accomiata dalla Madre,  una obra muy dañada que durante mucho tiempo se atribuyó erróneamente a Giusto de' Menabuoi, con una larga inscripción en lengua vernácula, que sin embargo es ilegible y fue restaurada en 2017. Más allá del arco,  San Ludovico d'Angiò de un pintor desconocido del siglo XIV. Por último, a la izquierda del altar, una Santa martire, atribuido a Giusto de 'Menabuoi.
Sobre el pavimento, en el centro, la  tomba dei marchesi Obizzi, que murió en 1803. La inscripción está dedicada a Ferdinando, mariscal de campo imperial. En la tumba reposa también Lucrezia Dondi dall'Orologio Obizzi, asesinada la noche del 15 al 16 de noviembre de 1654 en su casa de Padua y conocida como el "fantasma del castello del Catajo".

### Capilla del beato Luca Belludi

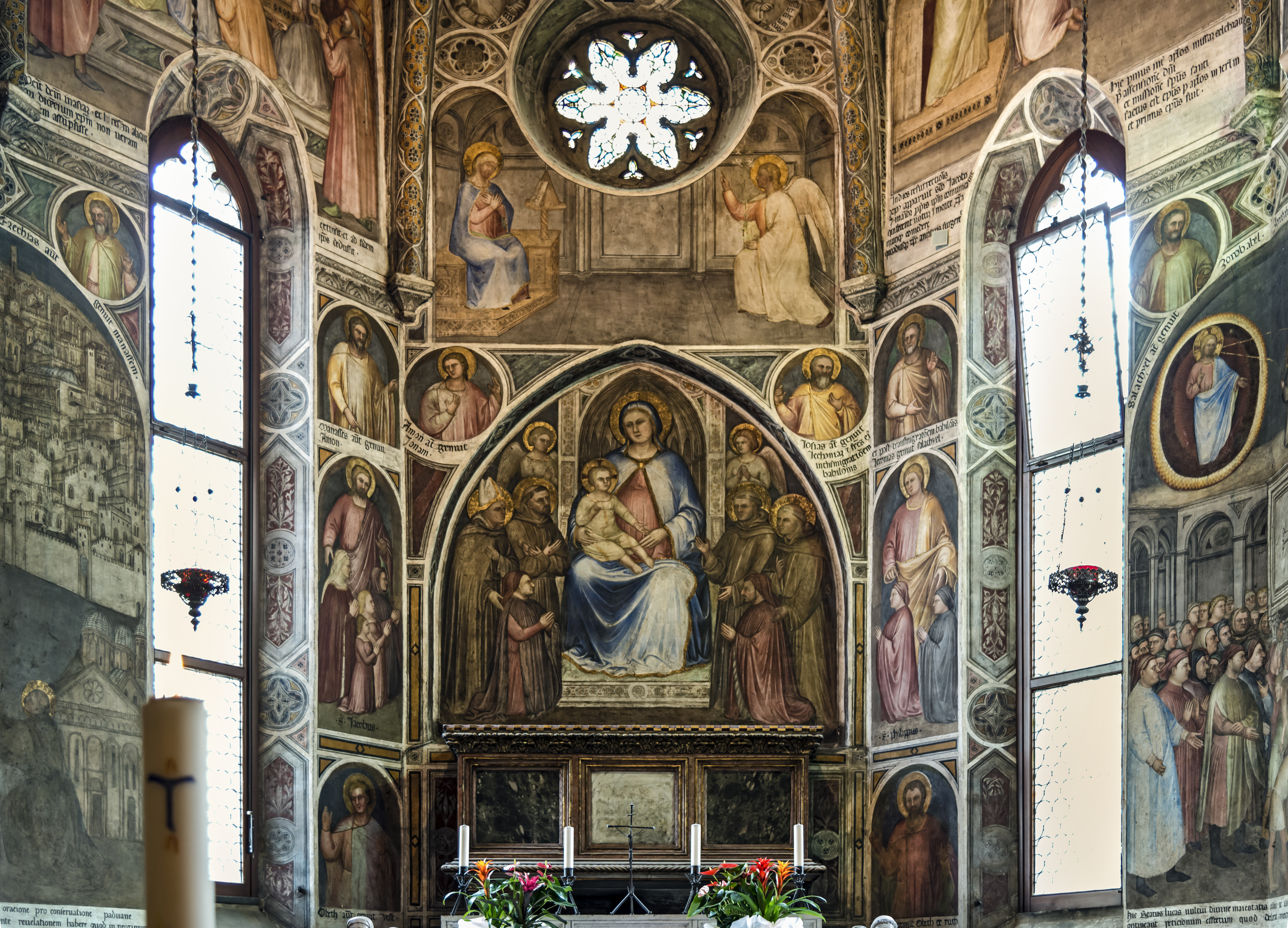
Capilla del beato Luca Belludi - Frescos en el ábside de Giusto de' Menabuoi.

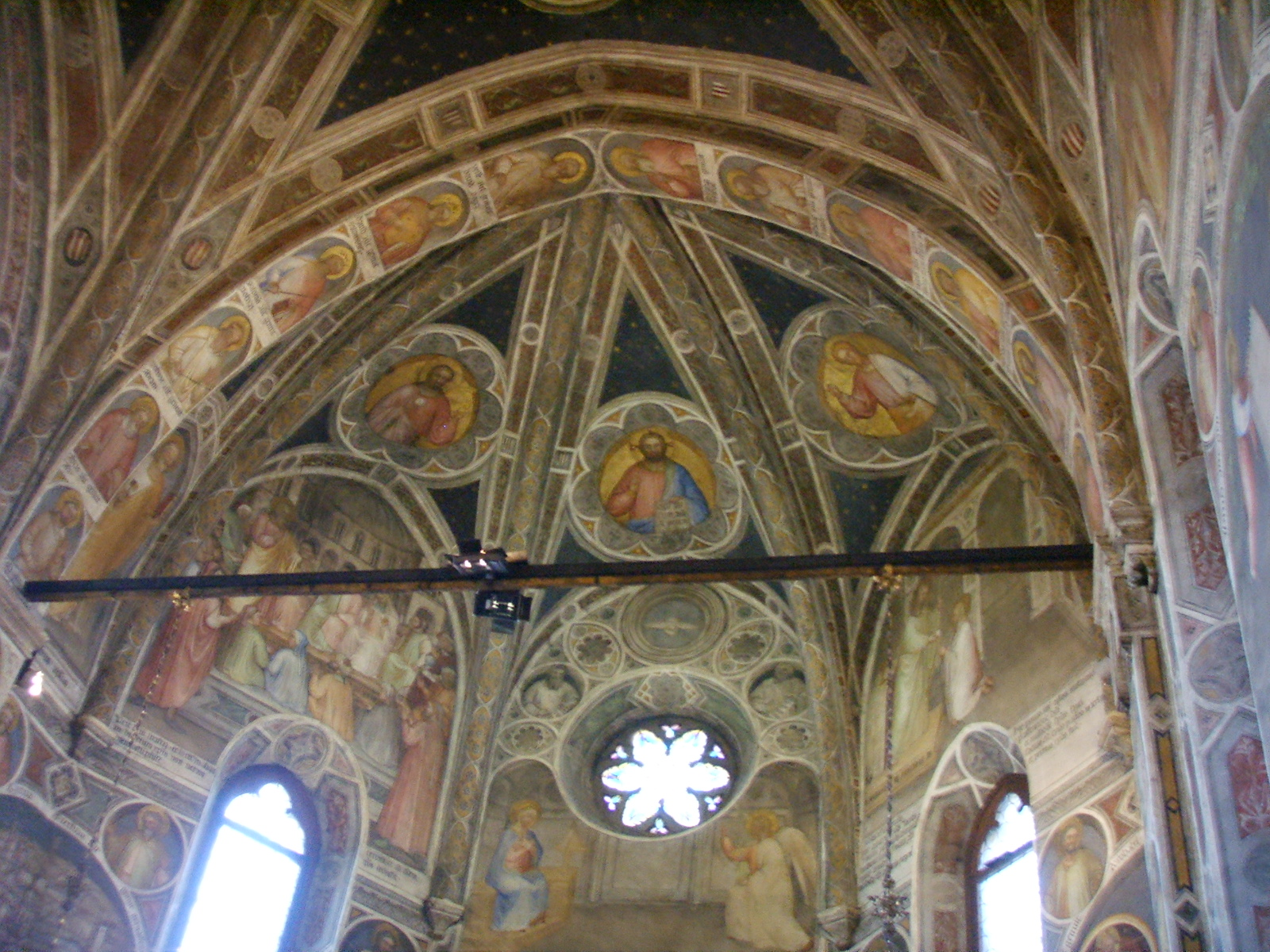
Capilla del beato Luca Belludi - Vele con Cristo, san Giacomo minore e San Filippo, obras de Giusto de' Menabuoi.

La capilla del beato Luca Belludi está, a decir verdad, dedicada a los apóstoles Felipe y Santiago el Menor, pero tomó el nombre con el que se conoce ahora porque alberga los restos mortales de la beata Luca Belludi, que fue compañera del santo en la última parte de su vida, entre 1230 y 1231.
La capilla consta de una sola nave con bóveda de crucería y un pequeño ábside semi-octogonal cubierto por una bóveda de pabellón. Fue construido en 1382 por cuenta de los hermanos Naimerio y Manfredino Conti, patricios paduanos.
El altar está compuesto por un arca sobre columnas, accesible a través de una pequeña escalera con balaustrada de cinco escalones. El arca es una obra del siglo XIII y contiene los restos de la beata Luca Belludi. Según la tradición, entre 1231 y 1263, los restos del santo se habrían conservado en la mismo arca, aunque no hay documentos contemporáneos para afirmarlo con certeza.
La capilla está completamente decorada con 68 frescos, obras de Giusto de' Menabuoi y de sus colaboradores, que fueron ejecutados alrededor de 1382.
En el centro del ábside está el fresco con la Vergine in trono con Gesù bambino tra san Francesco e san Ludovico d'Angio, che presentano Naimerio, e tra sant'Antonio ed il beato Luca, che presentano Manfredino. En dos secciones contiguas aparecen, a la derecha de la Virgen, San Giacomo presenta Margherita Capodivacca consorte di Naimerio accompagnata dai figli, mientras que a la izquierda San Filippo con Prosdocimo e Artusio, figli di Manfredino. Justo encima, debajo del pequeño rosetón de la capilla, está la Annunciazione, mientras que en las velas, dentro los tondos, están presentes Cristo con libro aperto, san Giacomo minore con calice ed ostia y san Filippo con turibolo e navicella.
En los flancos del altar se pueden admirar dos frescos relacionados con la vida del beato Luca: a la izquierda, Sant'Antonio appare a Luca in preghiera e gli preannuncia la liberazione di Padova, mientras que a la derecha está Folla di devoti e sofferenti intorno alla tomba del beato, che da cielo intercede per loro. El primer fresco es muy interesante porque hay una imagen de la ciudad de Padua tal como aparecía a finales del siglo XIV.
En las otras secciones de la capilla, siguiendo la Legenda Aurea, se pintan algunos episodios de la vida de los apóstoles Felipe y Jacobo. En la luneta sobre la ventana, a la izquierda del ábside, se ve a San Filippo disputa con gli eretici; en la parte alta, San Filippo nel tempio di Marte uccide il drago e risuscita i morti; y debajo, la Crocifissione di san Filippo.
En la luneta a la derecha aparece 'San Giacomo riceve la comunione da Cristo risorto; en la luneta del muro, San Giacomo predica al popolo di Gerusalemme; más abajo, San Giacomo libera un mercante ingiustamente imprigionato e soccorre un pellegrino che aveva smarrito la via, mientras que en la luneta sobre el arco de entrada está el Martirio di san Giacomo.
Más abajo, a los lados de la entrada, se encuentran losSanti Giovanni Battista e Giovanni Evangelista, el primero representado con una apariencia juvenil, mientras que el segundo está como un anciano.
En las velas están representados los Quattro evangelisti, mientras que en las arquivoltas y en todas las superficies arqueadas aún no pintadas al fresco el maestro ha insertado imágenes de los  Progenitori di Cristo, como se informa en el Evangelio según Mateo. Cada personaje tiene un cartucho donde se indican tanto el nombre como la autoría.

## Capillas radiales

### Capilla de san Giuseppe
Originalmente estaba dedicada a san Juan Evangelista, la capilla fue totalmente renovada a fines del siglo XIX.
La estatua colocada en el altar es una obra de Leonardo Liso de 1895, mientras que en las paredes hay frescos de Antonio Ermolao Paoletti, que representan, a la izquierda, la Morte di san Giuseppe y sobre un San Gioacchino, mientras que a la derecha está la Fuga in Egitto y sobre una Santa Anna.
Hay algunas lápidas relacionadas con miembros de la familia Orsato, quien fue la patrona de la capilla.
La cancela de hierro forjado que cierra esta y todas las otras capillas sucesivas (excluyendo la central del Tesoro) fueron construidas en 1925 por Alberto Calligaris, un reconocido artista de hierro forjado.

### Capilla de san Francisco

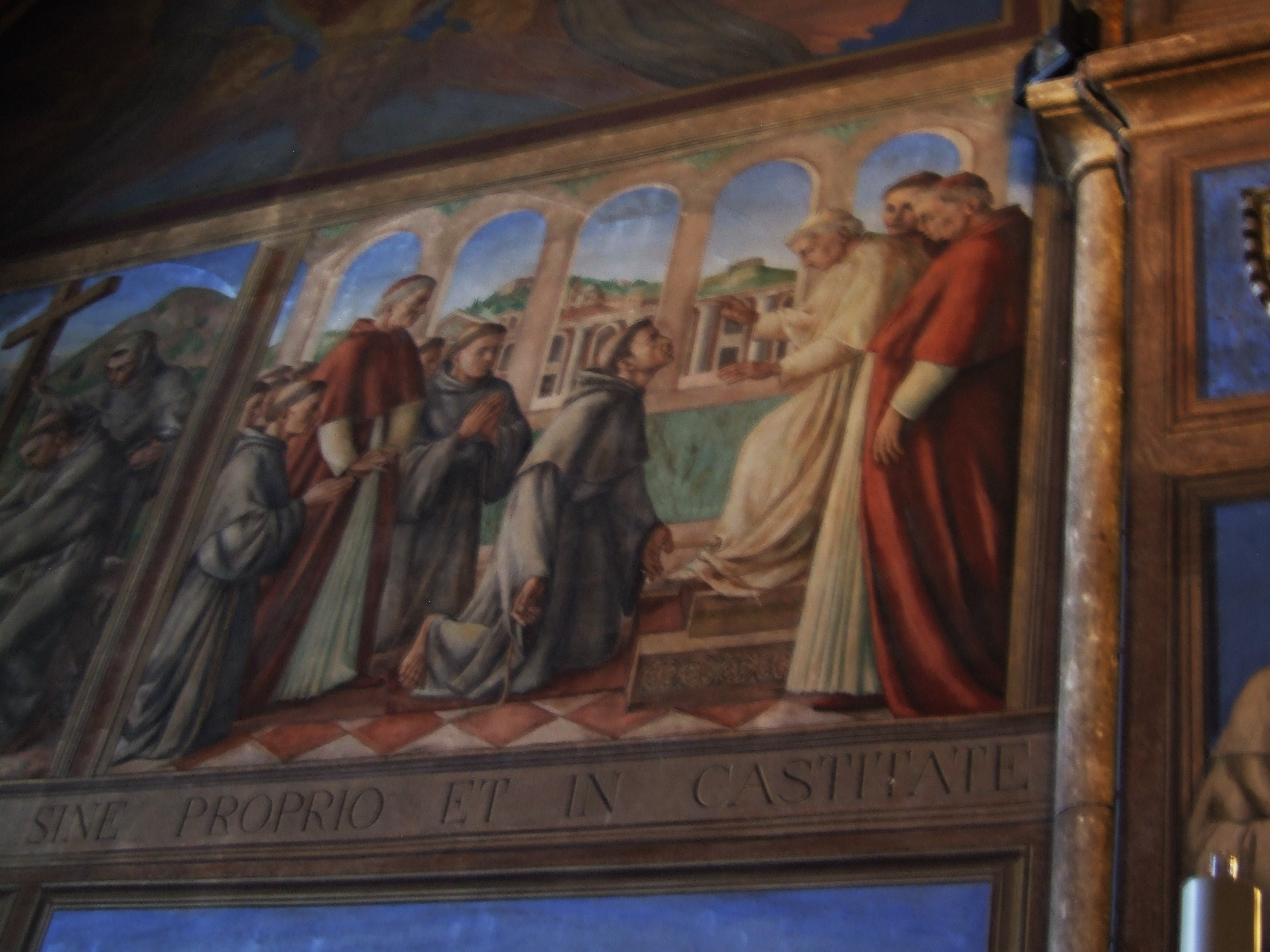
Capilla de san Francisco: Papa Onorio III approva la regola del nuovo ordine, obra de Ubaldo Oppi

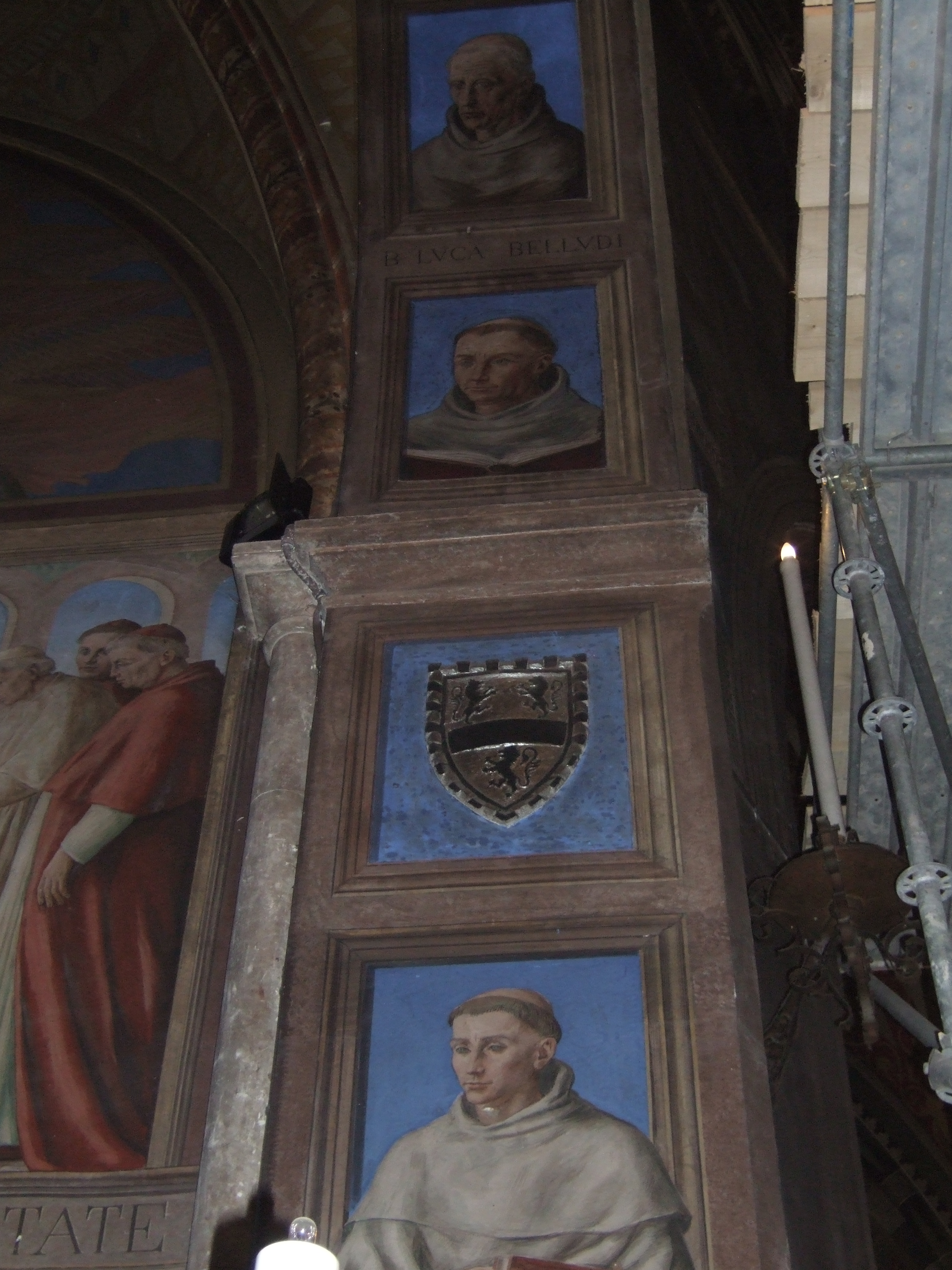
Capilla de san Francisco: frescos en el arco de entrada, obra de Ubaldo Oppi

Originalmente la capilla estaba dedicada a santa Clara; se dedicó a San Francisco en 1926, con motivo del séptimo centenario franciscano. Entre 1642 y 1646, Lorenzo Bedogni pintó el retablo y realizó frescos en las paredes y en la bóveda. Tanto el retablo como los frescos han desaparecido; también había un lienzo de Antonio Balestra, ahora conservado en el Museo Antoniano.
Los frescos fueron totalmente renovados durante el siglo XX: la bóveda y las lunetas en 1928 de la mano de Adolfo De Carolis, mientras que las paredes y el arco de entrada lo fueron en 1932 por Ubaldo Oppi. Sobre el altar hay una estatua de bronce de san Francisco, de Aurelio Mistruzzi, realizada en 1928.
En las velas se muestran:
- Obbedienza;
- Castità;
- Povertà;
- Crocifisso in veste di Serafino.

En las lunetas están:
- San Francesco in preghiera davanti al Crocifisso;
- San Francesco riceve le stimmate;
- Cristo in trono tra sant'Antonio e san Bonaventura.

A lo largo de las paredes están pintadas historias franciscanas, subdivididas en registros superiores e inferiores; en la superior, comenzando por la izquierda, se pueden ver:
- San Francesco sposa la Povertà;
- Istituzione del presepe di Greccio;
- Predica agli uccelli;
- San Francesco ed il lupo;
- Fondazione dei frati minori;
- Papa Onorio III approva la regola del nuovo ordine.

En el inferior están presentes:
- Capitolo delle stuoie;
- San Francesco appare a sant'Antonio nel capitolo di Arles;
- Sant'Antonio viene incaricato di insegnare teologia;
- San Francesco fonda il convento dell'Arcella a Padova;
- Istituzione dell'ordine delle Clarisse;
- San Francesco crea il movimento del Terz'Ordine.

Sobre el arco de entrada están representados algunos santos y beatos de la orden franciscana. En los piedritti se ve al monje Alejandro de Hales y al beato Duns Scoto, mientras que en el intradós están presentes los beatos Giacomo Ongarello, Bartolomeo da Pisa, Odorico da Pordenone, Luca y Monaldo da Capodistria.
En la pared derecha está presente el Monumento funebre a Cassandra Mussato, hecho erigir por su esposo Pietro Gabrieli en 1506. El trabajo se atribuye a Andrea Briosco llamado il Riccio.

### Capilla de san Estanislao
La capilla estaba dedicada anteriormente a san Bartolomé y en el siglo XVIII había una tela de Giovanni Battista Pittoni. Al igual que las otras capillas radiales, fue totalmente renovada al final del siglo XIX; la tarea fue encomendada al pintor polaco Taddeo Popiel, quien realizó la obra en 1899. Partiendo de la izquierda se puede admirar:
- San Stanislao resuscita un morto;
- San Stanislao trucidato e fatto a pezzi;
- Il corpo di san Stanislao vigilato e protetto dagli sparvieri.

Las lunetas muestran a la Madonna di Ostrabrama y a la Madonna di Czestochowa, mientras que sobre las ventanas hay Angeli osannanti. Para completar las decoraciones hay representaciones de Santi e sante della nazione polacca.
El altar de la capilla es obra de Camillo Boito. En la pared izquierda aparece el Busto in bronzo di re Giovanni III Sobieski, una obra que data del año 1905 del escultor polaco Antonio Madeyski, mientras que a la derecha está el Busto in bronzo di Erasmo Kretkowski, diplomático y viajero polaco, muerto en 1558. La obra se debe al escultor Francesco Segala, mientras que la inscripción es del escritor polaco Giovanni Kochanowski. También hay otras lápidas, entre las que destaca la de la princesa Carolina Jablonowska, muerta en 1840, con un bajorrelieve neoclásico de Luigi Ferrari.

### Capilla de san Leopoldo
Anteriormente estaba dedicada a san Juan Bautista y aquí estaba la pintura de Giovanni Battista Piazzetta, ahora expuesta en el salón de la Veneranda Arca.
El altar de madera es una obra de Ferdinand Stuflesser, procedente de Val Gardena, mientras que los frescos son del bávaro Gherardo Fugel (1905). A la derecha aparece:
- Santa Isabel de Hungría;
- San Jerónimo y San Juan Kanty;

a la izquierda:
- San Leopoldo
- San Adalberto y san Giovanni Nepomuceno.

En las lunetas están la Immacolata y San Giuseppe, mientras que sobre la ventana aparece la Annunciazione, y a los lados, Santi Cirillo e Metodio, apostoli degli slavi.
En la capilla también hay algunos sepulcros que datan del siglo XIV, incluido el Sarcofago dei fratelli Aicardino ed Alvarotto degli Alvarotti, el primero fallecido en 1382 y el segundo en 1389, ambos famosos jurisconsultos del estudio paduano. La estructura se caracteriza por las seis columnas torcidas y la arcada; en el centro aparece el Cordero místico, mientras que en los lados hay dos corderos y dos cruces. Probablemente fue reutilizada una tumba anterior del siglo XI. En la parte superior de la ventana se pueden ver los escudos de armas del Austria e Ungheria.
Enfrente está el sencillo Avello di Biancofiore da Casale, esposa de Paganino Sala, de la segunda mitad del siglo XIV.

### Capilla de las Bendiciones
La capilla estaba dedicada anteriormente a santa Catalina de Alejandría, como se puede deducir mirando la pared posterior donde hay cuatro Episodi della vita di santa Caterina di Alessandria e santa Angela Merici; también hay una Annunciazione; todas son obras de Giuseppe Cherubini, un pintor del siglo XX.
A la derecha aparece el Arca funeraria della famiglia Zabarella, que data del siglo XIV. La familia era la patrona de la capilla.
En la pared izquierda está presente la Predica di sant'Antonio ai pesci (1981) y en la pared derecha Incontro di sant'Antonio con Ezzelino (1982), dos grandes frescos de Pietro Annigoni, como suyo es el gran retablo del Crocifisso (1983) que domina el altar.
En el sotoarco de entrada hay valiosos frescos de la primera mitad del siglo XIV; según algunos historiadores del arte, en particular Francesca d'Arcais, deben atribuirse a Giotto o, en cualquier caso, a algunos de sus colaboradores más cercanos. Como es bien sabido, alrededor de 1306 Giotto trabajó en la basílica antoniana, aunque no se sabe exactamente dónde estaban y qué representaban.

### Capilla de san Esteban
Anteriormente la capilla estaba dedicada a san Luis de Toulouse.
Los frescos fueron iniciados por el maestro Ludovico Seitz y fueron completados por Biagio Biagetti entre 1907 y 1908. En la bóveda de la capilla están Mosè, Giuda Maccabeo, san Girolamo y san Giovanni Crisostomo. En la pared izquierda aparece el Martirio di santo Stefano, mientras que a la derecha, la Conversione di Saulo. En la pared del fondo hay dos frescos, a la izquierda la Disputa di santo Stefano, mientras que a la derecha Anania e san Paolo. El altar es siempre obra de Biagetti, mientras que la estatua de bronce es obra de Lodovico Pogliaghi de 1915, realizada sobre el modelo de los bronces donatellianos presentes en el altar mayor. En los intradós del arco hay frescos con Figure di santi, muy deteriorados y que datan de la segunda mitad del siglo XIV.

### Capilla de san Bonifacio
Durante un tiempo la capilla estuvo dedicada a los santos Prosdocimo y Justina, bajo el patrocinio de la familia Capodilista, pero ahora está dedicada a San Bonifacio, evangelizador de Germania. En el vitral se pueden admirar los escudos de armas de las regiones católicas tedescas.

### Capilla de santa Rosa
La capilla americana está dedicada a Santa Rosa de Lima, aunque anteriormente estaba dedicada a santa Águeda, de la cual estaba presente el retablo del Martirio di sant'Agata di Giambattista Tiepolo, ahora movido a lo largo de la nave central.
Los frescos en la capilla son de Biagio Biagetti, a quien esperó en los años 1913-1914 y representan, en la pared del altar, la Anunciación; a la derecha un tríptico con Santa Rosa tra Castità e Povertà y, a la izquierda, Santa Rosa tra Europa ed America. Sobre el altar está la estatua de bronce de santa Rosa, obra de Aurelio Mistruzzi, firmada y datada en 1924.
En la pared izquierda aparece el arca funeraria sobre ménsulas con una estatua yacente de Angelo Buzzacarini, profesor de derecho en la Universidad, quien murió en 1486. El autor del sepulcro fue un escultor de nombre Lorenzo. En el pequeño coro moderno, son dignos de mención dos adintarsio subordinados, los únicos sobrevivientes del gran coro de Lorenzo Canozi.
Las figuras de santos al fresco en el arco de entrada son del siglo XIV. Justo afuera, sobre el confesionario, se puede ver el Monumento a Matija Ferkic, religioso del convento antoniano, durante siete años, profesor de teología escótica en la Universidad, muerto en 1669. Está enmarcado por un fresco contemporáneo, que representa la Immacolata tra due figure.

## Órganos de tubos

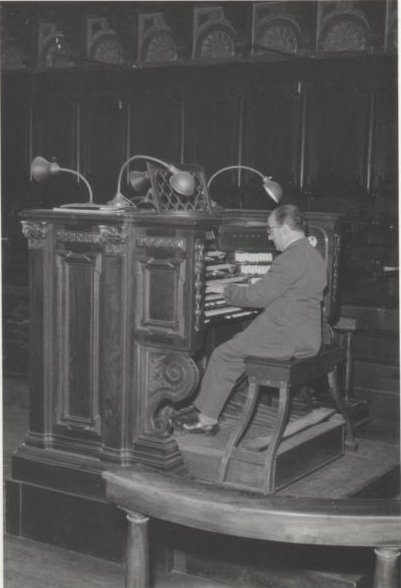
Mario Voltolina en el órgano Mascioni

En la basílica se encuentra el órgano de tubos Mascioni, opus 417, construido en 1929 utilizando todo el material fónico y la colosal fachada del órgano creado por Carlo Vegezzi Bossi para este santuario, con motivo del séptimo centenario del nacimiento de San Antonio, en 1895. El instrumento, originalmente con transmisión neumática con tres teclados y pedalero (52 registros y 3573 tubos), ya se amplió en 1931 con la adición de otros dos órganos (Mascioni, opus 736), conectado al instrumento más grande gracias a la construcción, al año siguiente (1932), de una nueva y monumental consola de 5 teclados. El órgano fue restaurado y reconstruido en 2011 por Mascioni sobre la base de un proyecto articulado por el maestro Alberto Sabatini, organista de la Basílica Pontificia.
Hoy en día, el instrumento, equipado con una transmisión electrónica computarizada, tiene 98 registros sonoros, 51 registros mecánicos, 12 canceladores de placa, 5 cajas expresivas, más de 6000 tubos y 8 secciones de órgano distintas dispuestas de la siguiente manera dentro de la basílica:
- el Positivo Espressivo (primer teclado), e la relativa sección del Pedale, en el presbiterio, bajo el arcón sur que mira hacia el deambulatorio del retrocoro, hacia el altar d Santa Caterina (en el lado de la sacristía);
- el Grand'Organo, el Recitativo Espressivo y el Solo Espressivo (relativamente al segundo, al tercer y al cuarto teclado), y el Pedale, n la gran tribuna sobre la capilla de San Giacomo (brazo derecho del transepto);
- el Eco Espressivo (quinto teclado), y la relativa sección del Pedale, en el presbiterio, bajo el arcón norte mira hacia el deambulatorio del retrocoro, hacia el altar de San Giuseppe.

La monumental consola principal, admirablemente decorada con incrustaciones, frisos y ricas molduras de madera, está ubicada en la planta del presbiterio y está equipada con cinco teclados de 61 notas cada uno y una pedalera cóncava-radial de 32: controla todos los cuerpos del órganos presentes en la inmensa basílica.
En la tribuna del brazo derecho del transepto, donde se encuentra la Capilla Musical cuando acompaña las celebraciones, hay una consola secundaria, que controla el núcleo principal correspondiente al instrumento de antes del de 1931: está equipado con tres manuales (referidos al segundo, tercero y cuarto teclado de la consola monumental) de 61 notas cada uno y una pedalera de 32 notas.
Entre los diversos registros de este magnífico instrumento musical destacan, por originalidad y calidad, los diversos y cristalinos Ripieni, las graciosas y armoniosas violas (hay un gran concierto de violas de 7 filas y un vaporoso cuarteto de cuerdas de 8'), las muy suaves y  aterciopeladas flautas, las hermosas y con cuerpo cañas  (algunas bajo alta presión) y la envolvente y redonda bajo (además de dos 32 pies por alma, también hay una Gravissima de 64'); voces y timbres que, en el tutti, producen un potencia y una riqueza armónica  rara y profundamente sugestiva.

## Horología

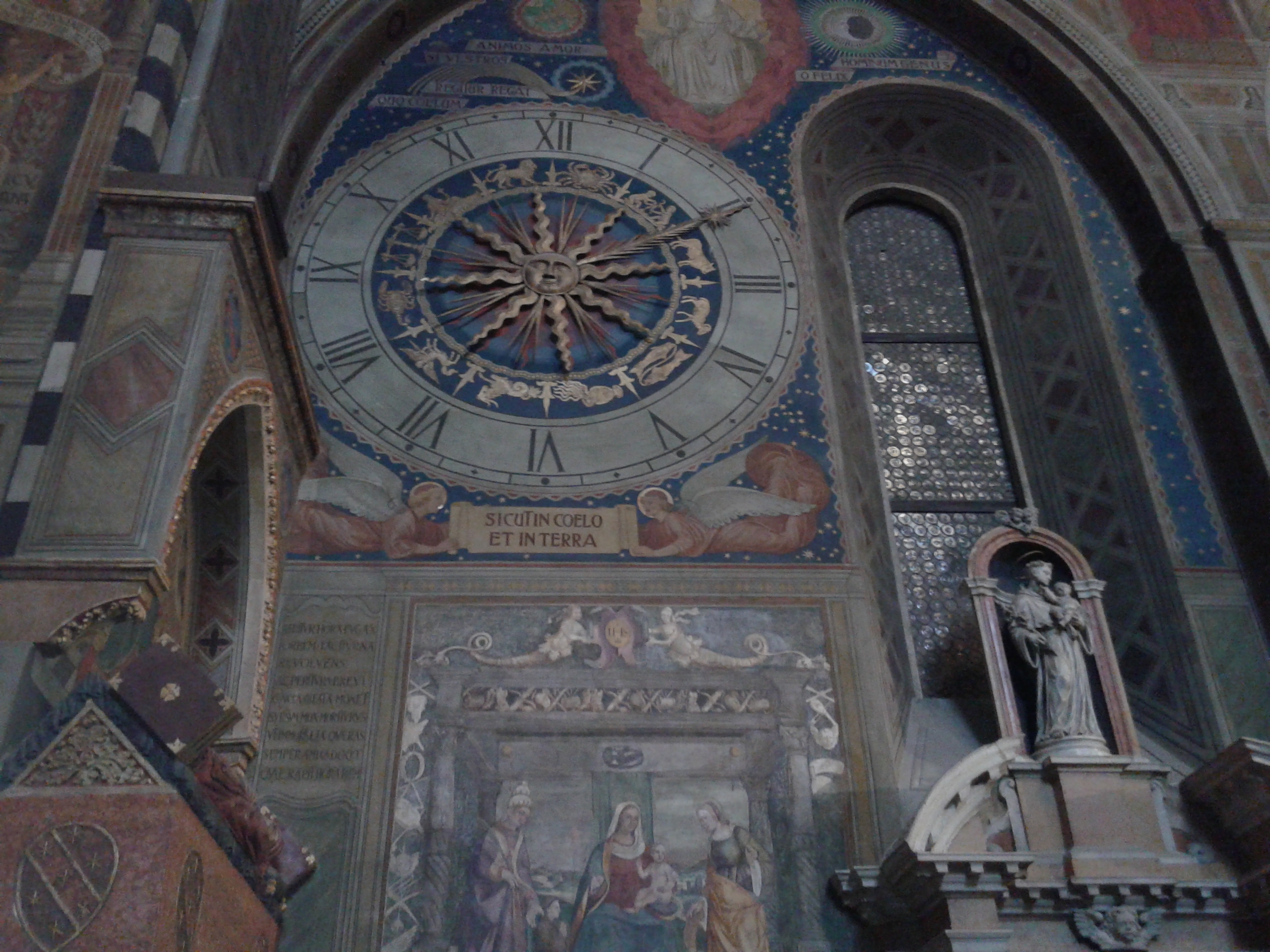
Reloj astral de la basílica del Santo

En la Basílica, en la pared derecha de la nave central a la altura del altar, hay un reloj astral que marca las horas dos veces por hora, útil para cadenar la vida de los religiosos. Fue construido por Bartolomeo Ferracina de Bassano del Grappa para reemplazar al que fue destruido en el incendio del 25 de marzo de 1749. El actual data del año 1759. El mecanismo del reloj está ubicado en el desván.
En el claustro del noviciado, por otro lado, hay un reloj de sol que lleva la inscripción "Ora tua semper incerta".

## Campanas

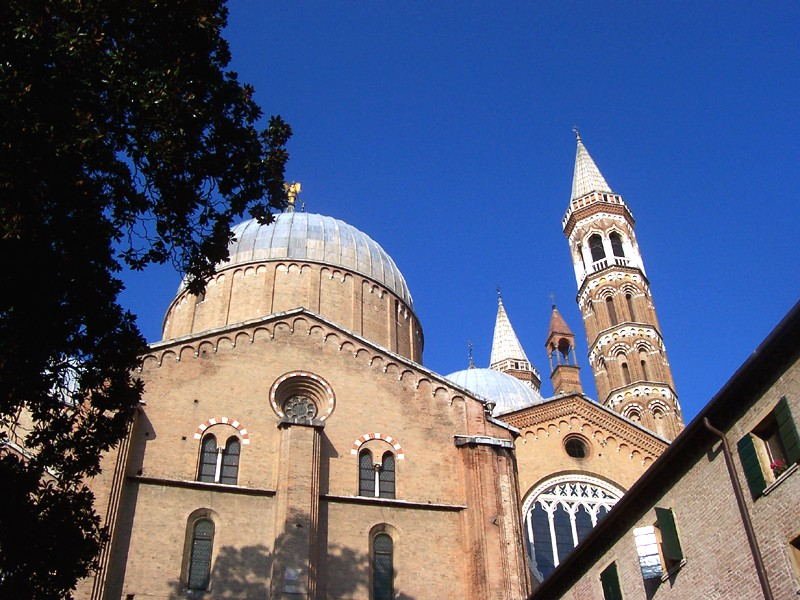
Escorzo de uno de los dos campaniles de la basílica y punta del segundo

En los dos campaniles de la basílica se ha colocado un concierto de 8 campanas afinadas siguiendo la escala musical diatónica mayor de Do³, fundidas en 1962 por la ditta Daciano Colbachini de Padua.
Estas campanas reemplazan al concierto anterior de 7 campanas de 1799 en Sib2, por lo tanto, un tono más grave que el actual, montadas a badajo cadente sobre troncos de madera.
| N.º | Nominal | Fundidor                   | Año fundición | Diámetro (cm) | Peso (kg) |
| 1   | Do³     | Daciano Colbachini (Padua) | 1962          | 141,6         | ≈ 1560    |
| 2   | Re³     | Daciano Colbachini (Padua) | 1962          | 125,1         | ≈ 1110    |
| 3   | Mi³     | Daciano Colbachini (Padua) | 1962          | 110,9         | ≈ 780     |
| 4   | Fa³     | Daciano Colbachini (Padua) | 1962          | 105,0         | ≈ 650     |
| 5   | Sol³    | Daciano Colbachini (Padua) | 1962          | 93,3          | ≈ 450     |
| 6   | La³     | Daciano Colbachini (Padua) | 1962          | 82,2          | ≈ 300     |
| 7   | Si³     | Daciano Colbachini (Padua) | 1962          | 72,8          | ≈ 210     |
| 8   | Do4     | Daciano Colbachini (Padua) | 1962          | 68,0          | ≈ 180     |

Las campanas de la basílica no son de buena calidad y resultan particularmente pobres. Las campanas se han hecho con una forma particularmente "ligera" que no coincide con el sonido de impulso. De hecho, este sistema tiende a enfatizar todas las cualidades de las campanas, ya que se colocan en las mejores condiciones de rendimiento (badajo volador que solo golpea un instante, dejando libre para vibrar el cuenco). Sin embargo, si las campanas no son de buena calidad, se enfatizarán todas las cualidades negativas de la propia campana.

### Historia musical
El compositor Francesco Antonio Calegari se desempeñó como maestro de capilla en la década de 1720. Giuseppe Tartini, el compositor y violinista barroco, también se desempeñó como maestro de capiella en el siglo XVIII.

## Sacristía
En el atrio, sobre la acquasantiera, se puede ver un pequeño bajorrelieve de mármol con san Francesco e sant'Antonio, una obra de finales del siglo XV de Giovanni Minello y de su hijo Antonio. En la pared sur hay dos frescos de 1518; son obras de un pintor del círculo de Gerolamo Tessari y representan a Sant'Antonio che predica ai pesci y Miracolo del bicchiere.
En la luneta sobre una puerta ahora amurallada se puede admirar la Vergine con Gesù bambino tra sant'Antonio e san Francesco, una obra de la segunda mitad del siglo XIII y aún bien conservada. En la esquina derecha en 1519 se agregó el Ritratto di Bartolomeo Campolongo con birrete y manos juntas.
Las bóvedas del atrio tienen tortiglioni puntiagudos de terracota y las claves decoradas con bajorrelieves. El conjunto da una idea de cómo debería haber sido el techo de la sacristía antes del trabajo de renovación realizado en el siglo XVII.
La bóveda de cañón de la sacristía, bastante baja, fue pintada al fresco en 1665 por Pietro Liberi y representa la Gloria di sant'Antonio, con la Virgen y el niño Jesús dando la bienvenida al Santo a su llegada al cielo en medio de un revuelo de ángeles.
A lo largo de la pared occidental, hay un gran armario empotrado en el que hasta 1745, antes de la finalización de la capilla de las Reliquias, se conservaban las preciosas reliquias de la basílica. Es una obra de Bartolomeo Bellano, construida entre 1469 y 1472 y está fuertemente influenciada por el Mausoleo Rosselli de Pietro Lombardo, realizado unos años antes.

## Convento
El mismo San Antonio permaneció en él unos meses en 1229 y posteriormente desde el otoño de 1230 hasta mayo del año siguiente. Con el comienzo de la construcción de la basílica, el convento fue reconstruido más al sur y es descrito como un nobile monastero en 1240 por el cronista Bartolomeo da Trento.
Incluso durante el siglo XIV hubo numerosos cambios y ampliaciones, hasta que asumió su apariencia actual en el siglo XV. Cómo edificación y disposiciones siguen la tradición de construcción monástica; consiste en un conjunto de varios edificios, articulado en cuatro claustros, donde se ven numerosas lápidas y varios monumentos funerarios.

### Claustro del Noviciado
El claustro toma su nombre de los novicios, los jóvenes que vivían allí antes de recibir los votos de la orden franciscana. El claustro descansa sobre veintiocho columnas de traquita de las que parten los arcos góticos, rematados por una logieta de estilo renacentista con pequeños arcos de medio punto.
El claustro y las edificaciones que lo rodean fueron construidas entre 1474 y 1482, tal vez por voluntad del papa Sixto IV, perteneciente a la orden franciscana, y fue pintado al fresco por Jacopo da Montagnana. Los edificios y el claustro sufrieron daños muy graves durante la guerra de la Liga de Cambrai y posteriormente fueron restructurados.
El compositor y doctor Francesco Antonio Bonporti está enterrado en el claustro.

### Claustro delParadiso
Se puede acceder a este claustro desde una puerta que lo conecta con el del Noviciado; rodea una parte del antiguo sagrado alrededor del ábside de la basílica. El claustro se llama así porque en el pasado el jardín se usaba como cementerio.

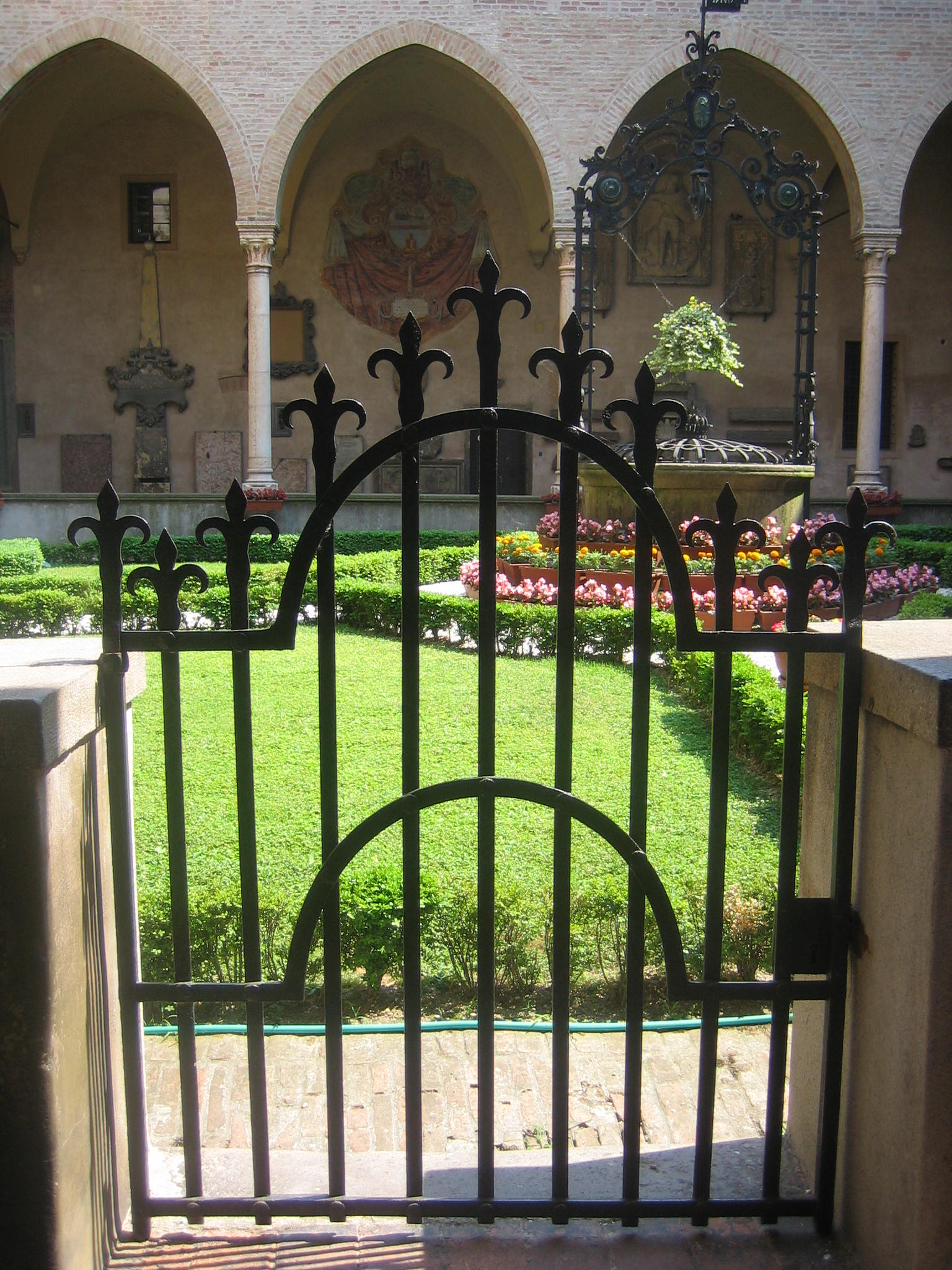
Claustro del general

Hay un pequeño porticado de solo diez columnas, construido alrededor de 1445 para acoger arcos y lápidas funerarias. Una parte, la que tenía ladrillos completamente descubiertos, se agregó en 1963 en un proyecto del arquitecto Danilo Negri.
Los monumentos funerarios más importantes presentes son:
- targa a padre Felice Rotondi (1702), profesor de teología en la Università, obra finamenta trabajada de Giovanni Bonazza;
- sarcofago anepigrafo della famiglia Engelfredi, ubicado en el vano entre las capillas de santo Stefano e de san Bonifacio; el sarcófago está protegido por una bóveda con un arco apuntado sostenido por columnas;
- sarcofago di Pietro Riario, patriarca di Alejandría; en la parte superior se puede ver el relieve del prelado, obra de un maestro veneciano desconocido.

### Claustro del General
Se llama así porque estaba en él el apartamento del general de la Orden cuando se hospedaba en Padua. El claustro, construido en formas góticas tardías, fue diseñado por Cristoforo da Bolzano en 1435.

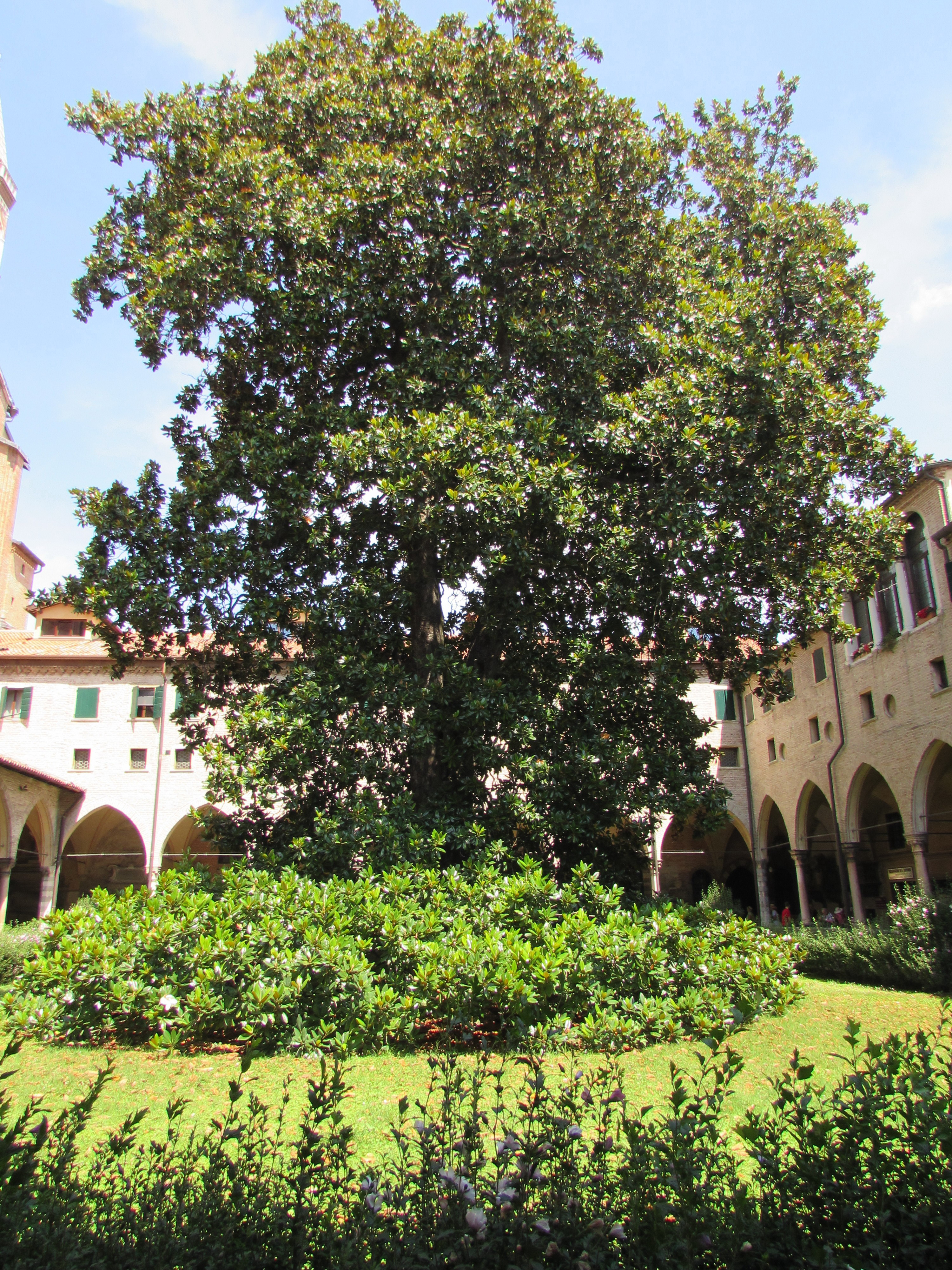
El magnolio del claustro capitular

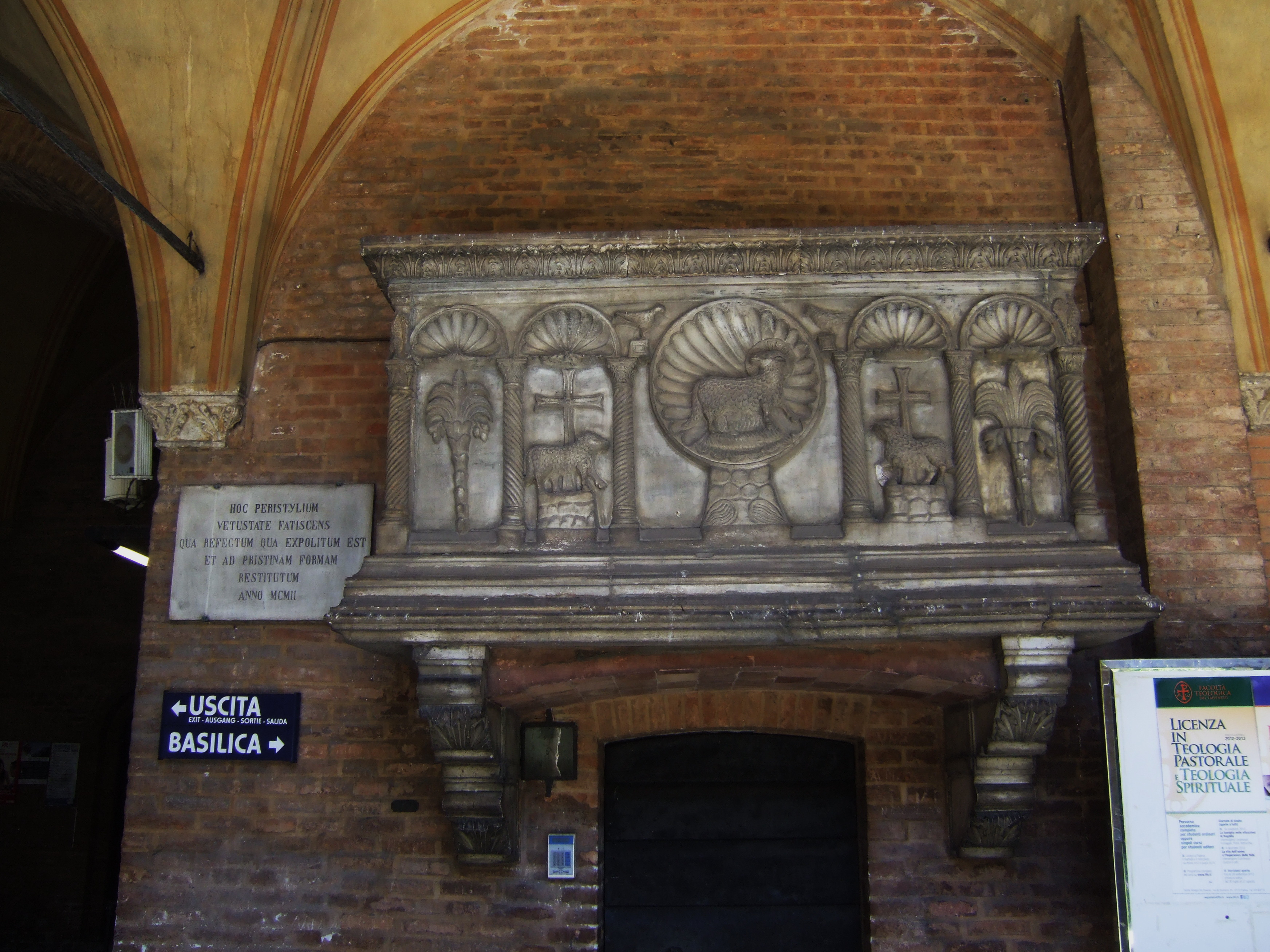
Sarcófago de la familia Bebi

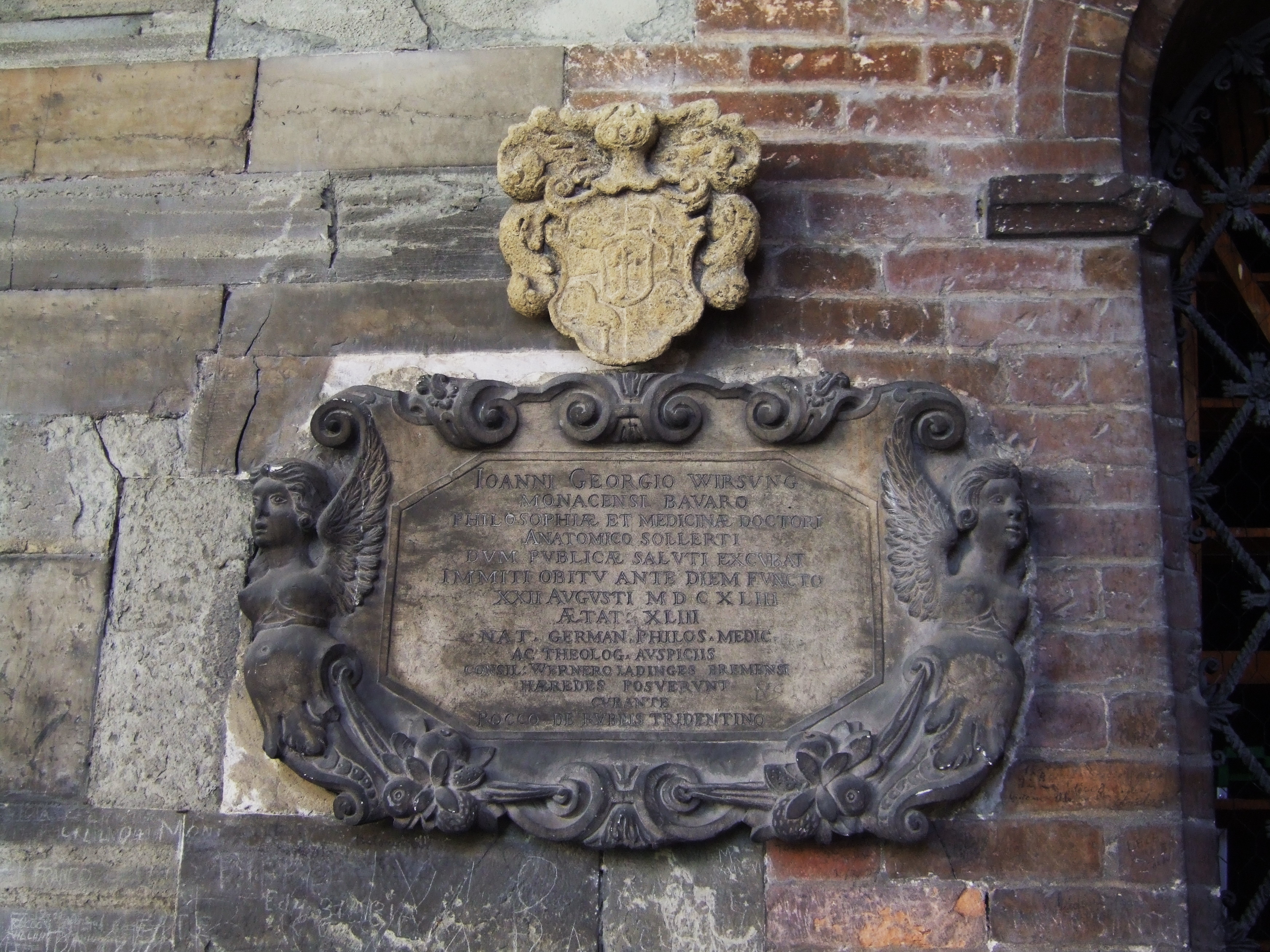
Lápida de Johann Georg Wirsung

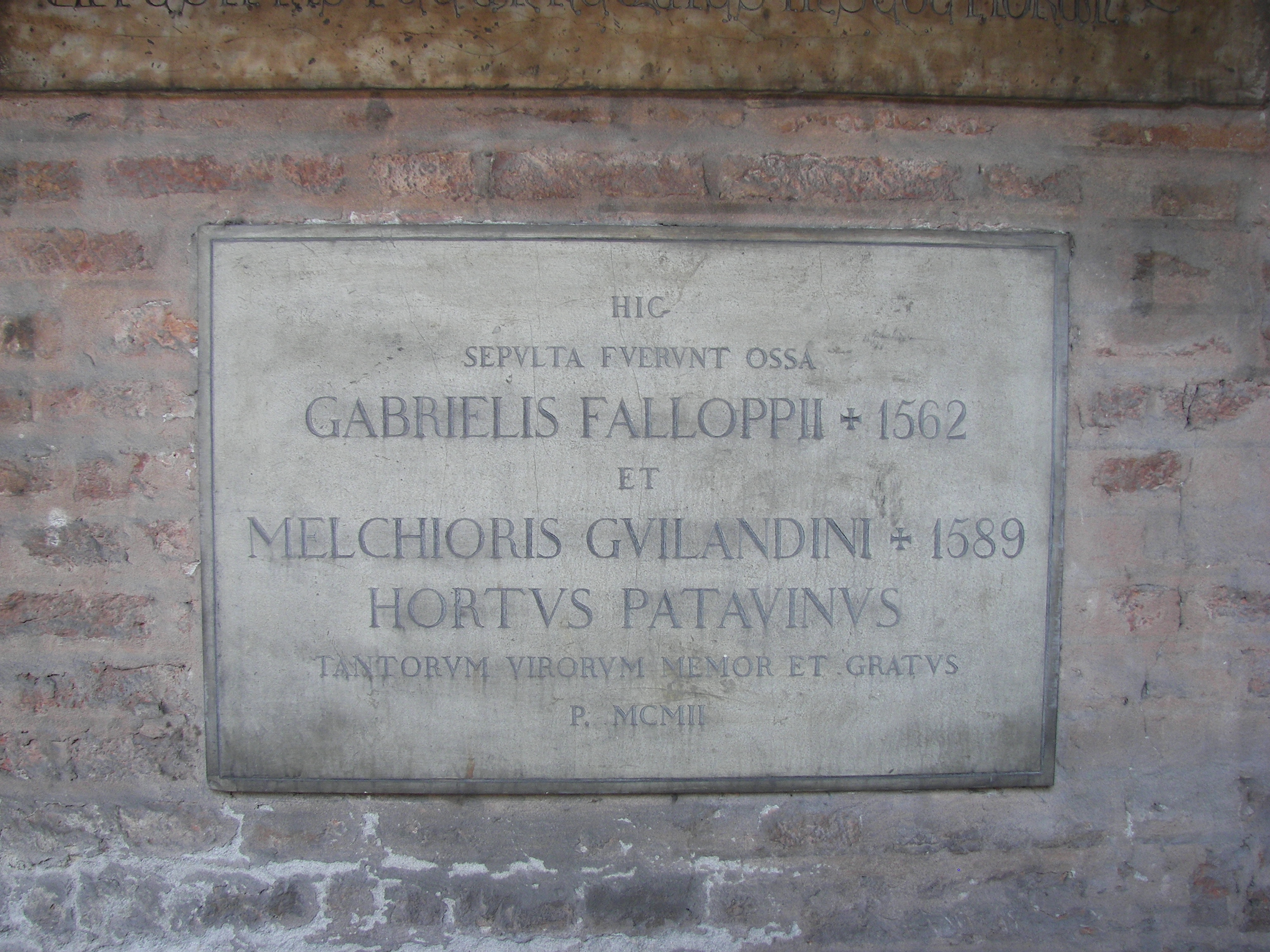
Lápida de Gabriele Falloppio y Melchiorre Guilandino.

### Claustro del Capítulo o del magnolio
Este claustro es el primer núcleo del convento después de la muerte del santo; al principio tenía una estructura de trabazón de madera sobre columnas y fue renovado para asumir su aspecto actual alrededor de 1433. Tiene este nombre porque en el costado de la basílica se tiene acceso a la sala capitular donde se reunían los frailes, que se ha convertido en una capilla. También se le llama el claustro de la magnolio porque en el centro del jardín hay un espécimen raro y majestuoso de magnolia grandiflora, uno de los 88 árboles monumentales censados oficialmente en el Véneto durante 2017.
Están presentes en el claustro:
- targa di Johann Georg Wirsung, enterrado aquí, quien descubrió el conducto del páncreas que lleva su nombre dotto del páncreas che porta il suo nome
- lápida de Giovanni Brambilla
- lápida de Giovanni Cotunio
- monumento fúnebre de Angelo Borghini, hermano del escritor Vincenzo;
- mausoleo de Luigi Visconti, obra que se cree que fue ejecutada por Andrea Palladio[15]
- arca de Bartolomeo, Ludovico e Nicolò Paradisi
- lápida de Antonio Piatto
- sarcófago pensile dei Capodivacca
- tumba del médico anatómico Gabriele Falloppio
- tumba de Melchiorre Guilandino
- lastra tombale di Bettina di San Giorgio, profesora de jurisprudencia
- sarcófago de la familia Lupi di Soragna
- lápida con el escudo de armas de la familia Papafava da Carrara, debajo de la cual están enterrados los restos de algunos miembros de la familia, como Marsilietto Papafava da Carrara, señor de Padua. Los restos fueron trasladados aquí después de que la capilla en el sagrado fuera demolida en 1873.[16]
- monumento a Biagio du Boucquet
- monumento a Scipione Cattaneo
- sarcófago de Guido da Lozzo y de sua moglie Costanza d'Este; el primero se remonta a 1295, mientras que el segundo es de 1287 y son las obras más antiguas de toda la basílica. Se compone de plutei de mármol, que datan del siglo X y están reutilizados.

El claustro del Capítulo alberga interesantes tumbas de docentes de la Universidad de Padua, como las de Bonjacopo Sanvito y Raniero Arsendi.

#### Atrio

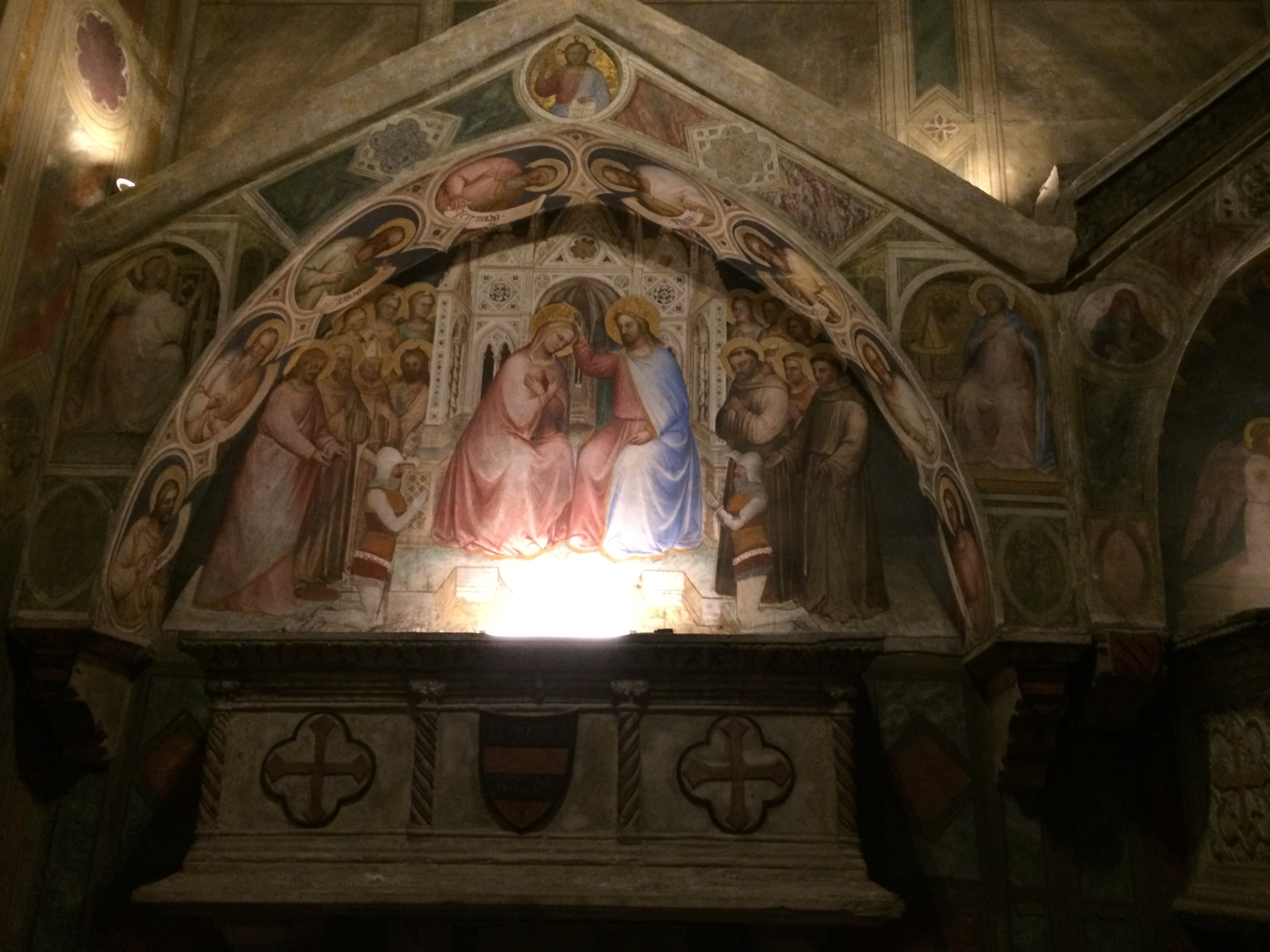
Giusto de' Menabuoi, Incoronazione della Vergine

El atrio que conecta el claustro con la basílica conserva algunas obras notables:
- lastra tombale di Caterina Franzesi, con un bajorrelieve que representa al difunto, obra atribuida a Pierpaolo y Jacobello dalle Masegne;
- avello di Federico Lavellongo, con una representación yacente del defunto; la parte escultórica es obra de un miembro de la familia De Santi, mientras que el fresco de la luneta votiva, en mal estado, se atribuye a Altichiero da Zevio.

En el lado izquierdo del atrio:
- arca di Bonzanello e Nicolò da Vigonza, en cuya luneta se puede admirar unaIncoronazione di Maria, obra de Giusto de' Menabuoi, así como los frescos del sotoarco y de la gimberga

## Filmografía
En la película La lingua del santo de Carlo Mazzacurati, dos ladronzuelos entran a la basílica por la noche y roban casi accidentalmente da una vitrina la lengua de san Antonio, y luego piden un fuerte rescate.

## Cronología de los legados papales
- Arzobispo Antonio Mauro † (11 de octubre de 1975 - 10 de diciembre de 1990, retirado)
- Arzobispo Marcello Costalunga † (10 de diciembre de 1990 - 25 de julio de 2001, retirado)
- Arzobispo Francesco Gioia, O.F.M. Cap. (25 de julio de 2001 - 22 de julio de 2013, retirado)
- Obispo Vittorio Lanzani (22 de julio de 2013 - 8 de marzo de 2014, renunció)
- Arzobispo Giovanni Tonucci (8 de marzo de 2014 - 20 de mayo de 2017, retirado)
- Arzobispo Fabio Dal Cin, (20 de mayo de 2017 - 27 de junio de 2023, retirado)
- Arzobispo Diego Giovanni Ravelli, (27 de junio de 2023-presente)

## Enterramientos
- Costanzo Porta
- Barbara Strozzi
- Marietta de Patras
- Pietro Bembo
- Edward Courtenay, 1st Earl of Devon

Vistas nocturnas
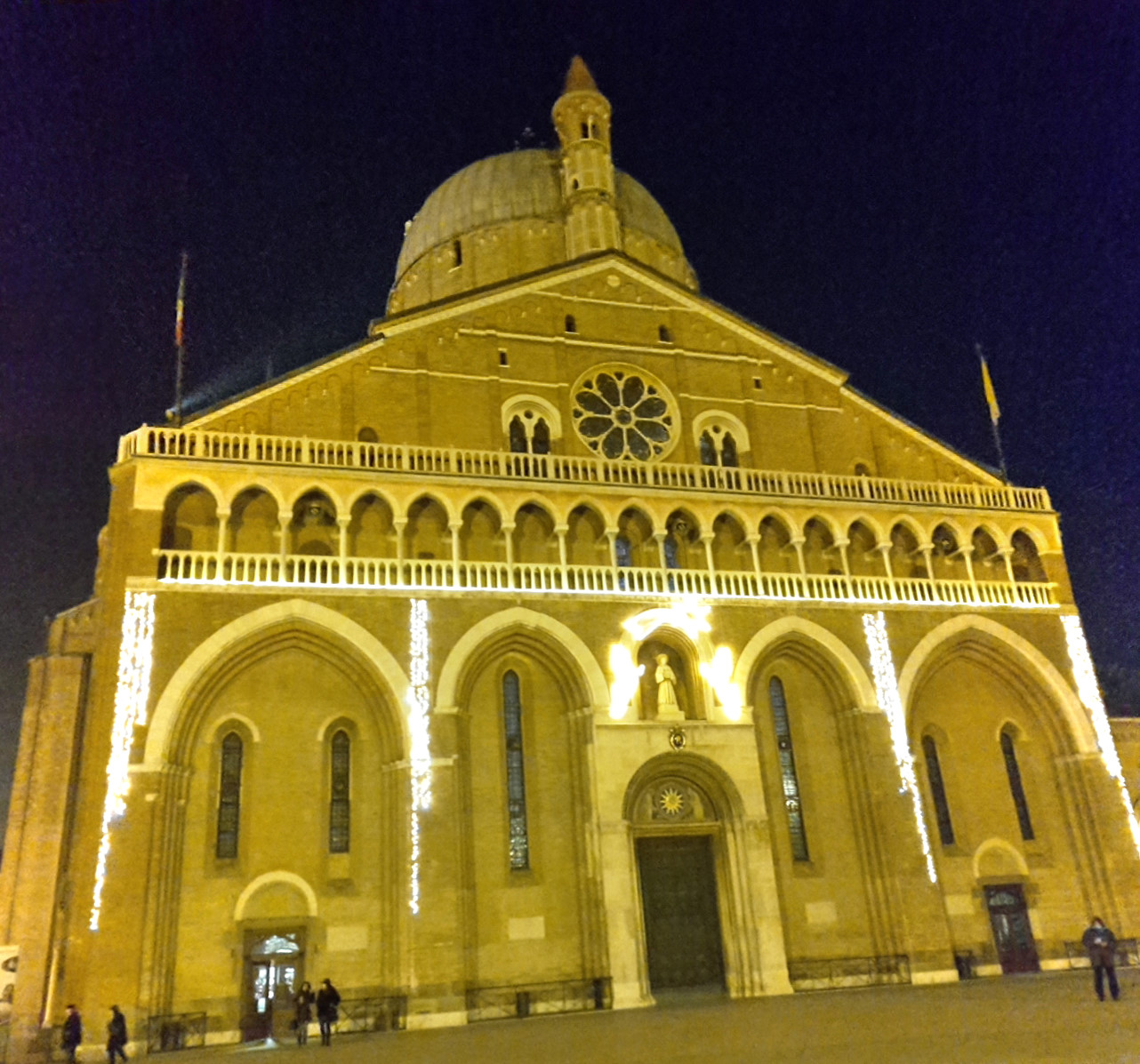
La basílica de San Antonio en la noche
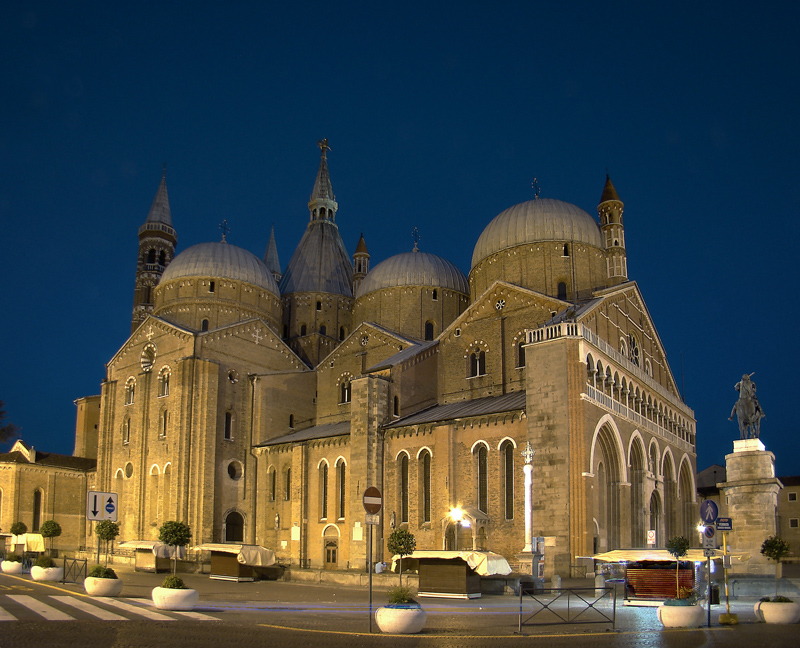
Vista nocturna
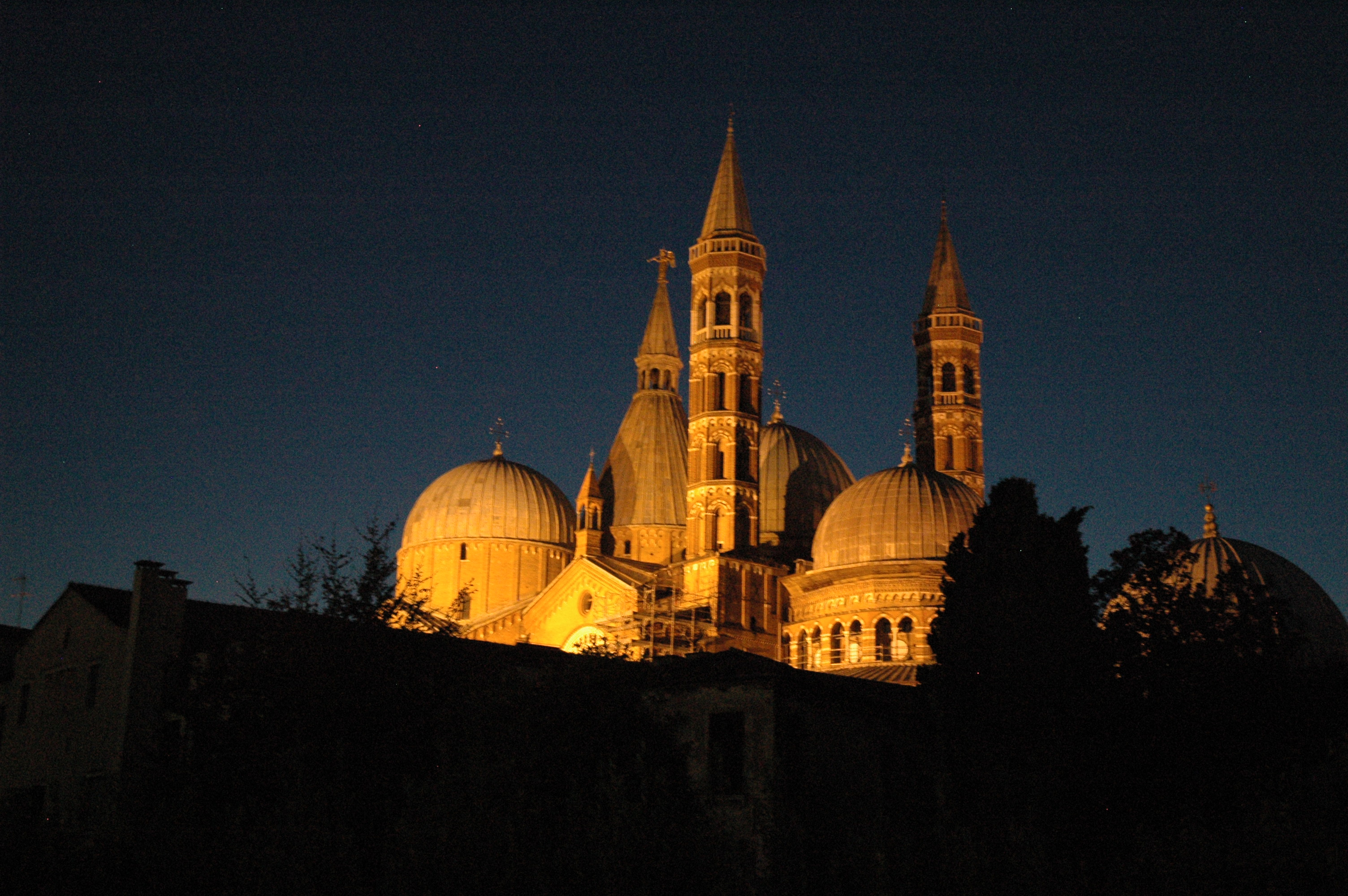
Las cupulas iluminadas en la noche